# Liste der DIN-Normen/DIN EN
Diese Liste ist eine Unterliste der Liste der DIN-Normen.

## DIN EN 1–999
- DIN EN 1 Heizöfen für flüssige Brennstoffe mit Verdampfungsbrennern und Schornsteinanschluss
- DIN EN 2 Brandklassen
- DIN EN 3 Tragbare Feuerlöscher
- DIN EN 14 Maße von Schlafdecken
- DIN EN 19 Industriearmaturen – Kennzeichnung von Armaturen aus Metall
- DIN EN 20-1 Holzschutzmittel Bestimmung der vorbeugenden Wirkung gegenüber Lyctus brunneus (Stephens) Teil 1: Oberflächenbehandlung (Laboratoriumsverfahren)
- DIN EN 20-2 Holzschutzmittel Bestimmung der vorbeugenden Wirkung gegenüber Lyctus brunneus (Stephens) Teil 2: Anwendung durch Volltränkung (Laboratoriumsverfahren)
- DIN EN 23-1 Verpackungen für pulverförmige Wasch- und Reinigungsmittel, Abmessungen und Volumen von Schachteln und Trommeln aus Pappe
- DIN EN 26 Gasbeheizte Durchlauf-Wasserheizer für den sanitären Gebrauch mit atmosphärischen Brennern
- DIN EN 30-1-1 Haushalt-Kochgeräte für gasförmige Brennstoffe - Teil 1-1: Sicherheit - Allgemeines
- DIN EN 30-1-2 Haushalt-Kochgeräte für gasförmige Brennstoffe - Teil 1-2: Geräte mit Umluft-Backofen und/oder Strahlungsgrilleinrichtungen
- DIN EN 30-1-3 Haushalt-Kochgeräte für gasförmige Brennstoffe - Teil 1-3: Sicherheit - Geräte mit Glaskeramik-Kochteil
- DIN EN 30-1-4 Haushalt-Kochgeräte für gasförmige Brennstoffe - Teil 1-4: Geräte mit einem oder mehreren Brenner(n) mit Feuerungsautomat
- DIN EN 30-2-1 Haushalt-Kochgeräte für gasförmige Brennstoffe - Teil 2-1: Rationelle Energieausnutzung - Allgemeines
- DIN EN 30-2-2 Haushalt-Kochgeräte für gasförmige Brennstoffe - Teil 2-2: Rationelle Energieausnutzung - Geräte mit Umluftbacköfen und/oder Strahlungsgrilleinrichtungen
- DIN EN 31 Bodenstehende Waschtische – Anschlussmaße
- DIN EN 32 Wandhängende Waschtische – Anschlussmaße
- DIN EN 33 Bodenstehende Klosettbecken mit aufgesetztem Spülkasten – Anschlussmaße
- DIN EN 34 Klosettbecken, wandhängend mit aufgesetztem Spülkasten – Anschlussmaße
- DIN EN 35 Bodenstehende Sitzwaschbecken mit Zulauf von oben – Anschlussmaße
- DIN EN 36 Wandhängende Sitzwaschbecken mit Zulauf von oben – Anschlussmaße
- DIN EN 37 Bodenstehende Klosettbecken mit freiem Zulauf – Anschlussmaße
- DIN EN 38 Klosettbecken wandhängend mit freiem Zulauf – Anschlussmaße
- DIN EN 40 Lichtmaste
  - Teil 1 Definitionen und Benennungen
  - Teil 2 Allgemeine Anforderungen und Maße
- DIN EN 47 Holzschutzmittel - Bestimmung der Grenze der Wirksamkeit gegenüber Larven von Hylotrupes bajulus (Linnaeus) - (Laboratoriumsverfahren)
- DIN EN 48 Holzschutzmittel - Bestimmung der bekämpfenden Wirkung gegenüber Larven von Anabium punctatum (De Geer) (Laboratorumsverfahren)
- DIN EN 49-1 Holzschutzmittel - Bestimmung der vorbeugenden Wirkung gegenüber Anobium punctatum (De Geer) durch Beobachten der Eiablage und des Überlebens von Larven - Teil 1: Oberflächenverfahren (Laboratoriumsverfahren)
- DIN EN 49-2 Holzschutzmittel - Bestimmung der vorbeugenden Wirkung gegenüber Anobium punctatum (De Geer) durch Beobachten der Eiablage und des Überlebens von Larven - Teil 2: Anwendung durch Volltränkung (Laboratoriumsverfahren)
- DIN EN 54 Brandmeldeanlagen
  - Teil 1 Einleitung
  - Teil 2 Brandmelderzentralen
  - Teil 3 Feueralarmeinrichtungen – Akustische Signalgeber
  - Teil 4 Energieversorgungseinrichtungen
  - Teil 5 Wärmemelder; Punktförmige Melder
  - Teil 7 Rauchmelder – Punktförmige Melder nach dem Streulicht-, Durchlicht- oder Ionisationsprinzip
  - Teil 10 Flammenmelder; Punktförmige Melder
  - Teil 11 Handfeuermelder
  - Teil 12 Rauchmelder – Linienförmiger Melder nach dem Durchlichtprinzip
  - Teil 13 Bewertung der Kompatibilität von Systembestandteilen
  - Teil 16 Sprachalarmzentralen
  - Teil 17 Kurzschlussisolatoren
  - Teil 18 Eingangs-/Ausgangsgeräte
  - Teil 20 Ansaugrauchmelder
  - Teil 21 Übertragungseinrichtungen für Brand- und Störungsmeldungen
  - Teil 23 Feueralarmeinrichtungen – Optische Signalgeber
  - Teil 24 Komponenten für Sprachalarmierungssysteme – Lautsprecher
  - Teil 25 Bestandteile, die Hochfrequenz-Verbindungen nutzen
  - Teil 27 Rauchmelder für die Überwachung von Lüftungsleitungen
- DIN EN 58 Bitumen und bitumenhaltige Bindemittel – Probenahme bitumenhaltiger Bindemittel
- DIN EN 59 Glasfaserverstärkte Kunststoffe; Bestimmung der Härte mit dem Barcol-Härteprüfgerät
- DIN EN 60 Glasfaserverstärkte Kunststoffe; Bestimmung des Glühverlustes
- DIN EN 61 Glasfaserverstärkte Kunststoffe; Zugversuch
- DIN EN 62 Glasfaserverstärkte Kunststoffe; Normalklima für Vorbehandlung und Prüfung
- DIN EN 63 Glasfaserverstärkte Kunststoffe; Biegeversuch, Dreipunkt-Verfahren
- DIN EN 68 Handgeführte, motorgetriebene Schleifmaschinen, Mechanische Sicherheit
- DIN EN 71 Sicherheit von Spielzeug
  - Teil 1 Mechanische und physikalische Eigenschaften
  - Teil 2 Entflammbarkeit
  - Teil 3 Migration bestimmter Elemente
  - Teil 4 Experimentierkästen für chemische und ähnliche Versuche
  - Teil 5 Chemisches Spielzeug (Sets) ausgenommen Experimentierkästen
  - Teil 6 Graphisches Symbol zur Kennzeichnung mit einem altersgruppenbezogenen Warnhinweis
  - Teil 7 Fingermalfarben; Anforderungen und Prüfverfahren
  - Teil 8 Schaukeln, Rutschen und ähnliches Aktivitätsspielzeug für den häuslichen Gebrauch (Innen- und Außenbereich)
  - Teil 9 Organisch-chemische Verbindungen – Anforderungen
  - Teil 10 Organisch-chemische Verbindungen – Probenvorbereitung und Extraktion
  - Teil 11 Organisch-chemische Verbindungen – Analysenverfahren
- DIN EN 73 Holzschutzmittel; Beschleunigte Alterung von behandeltem Holz vor biologischen Prüfungen; Verdunstungsbeanspruchung
- DIN EN 74 Kupplungen, Zentrierbolzen und Fußplatten für Arbeitsgerüste und Traggerüste
  - Teil 1 Rohrkupplungen – Anforderungen und Prüfverfahren
  - Teil 2 Spezialkupplungen – Anforderungen und Prüfverfahren
  - Teil 3 Ebene Fußplatten und Zentrierbolzen – Anforderungen und Prüfverfahren
- DIN EN 76 Packmittel für Fertigpackungen von bestimmten Nahrungsmitteln; Volumen von Packmitteln aus Glas und aus Metall
- DIN EN 80 Wandhängende Urinale – Anschlussmaße
- DIN EN 81 Sicherheitsregeln für die Konstruktion und den Einbau von Aufzügen
- DIN EN 84 Holzschutzmittel – Beschleunigte Alterung von behandeltem Holz vor biologischen Prüfungen – Auswaschbeanspruchung
- DIN EN 88 Druckregler und zugehörige Sicherheitseinrichtungen für Gasgeräte
  - Teil 1 Druckregler für Eingangsdrücke bis einschließlich 50 kPa
  - Teil 2 Druckregler für Eingangsdrücke über 500 mbar bis einschließlich 5 bar
- DIN EN 89 Gasbeheizte Vorrats-Wasserheizer für den sanitären Gebrauch
- DIN EN 107 Prüfverfahren für Fenster; Mechanische Prüfungen
- DIN EN 111 Wandhängende Handwaschbecken – Anschlussmaße, Oktober 2011 ersetzt durch DIN EN 31
- DIN EN 113 Holzschutzmittel – Prüfverfahren zur Bestimmung der vorbeugenden Wirksamkeit gegen holzzerstörende Basidiomyceten – Bestimmung der Grenze der Wirksamkeit
- DIN EN 115 Sicherheit von Fahrtreppen und Fahrsteigen
  - Teil 1: Konstruktion und Einbau
  - Teil 2: Regeln für die Erhöhung der Sicherheit bestehender Fahrtreppen und Fahrsteige
- DIN EN 116 Dieselkraftstoffe und Haushaltheizöle – Bestimmung des Temperaturgrenzwertes der Filtrierbarkeit
- DIN EN 117 Holzschutzmittel – Bestimmung der Grenze der Wirksamkeit gegenüber Reticulitermes-Arten (Europäische Termiten) (Laboratoriumsverfahren)
- DIN EN 118 Holzschutzmittel – Bestimmung der vorbeugenden Wirkung gegenüber Reticulitermes-Arten (Europäische Termiten) (Laboratoriumsverfahren)
- DIN EN 120 Holzwerkstoffe; Bestimmung des Formaldehydgehaltes; Extraktionsverfahren genannt Perforatormethode
- DIN EN 124 Aufsätze und Abdeckungen für Verkehrsflächen – Baugrundsätze, Prüfungen, Kennzeichnung, Güteüberwachung
- DIN EN 125 Flammenüberwachungseinrichtungen für Gasgeräte – Thermoelektrische Zündsicherungen
- DIN EN 126 Mehrfachstellgeräte für Gasgeräte
- DIN EN 130 Prüfverfahren für Türen; Prüfung der Steifigkeit von Türblättern durch wiederholtes Verwinden
- DIN EN 131 Leitern
  - Teil 1 Benennungen, Bauarten, Funktionsmaße
  - Teil 2 Anforderungen, Prüfung, Kennzeichnung
  - Teil 3 Benutzerinformation
  - Teil 4 Ein- oder Mehrgelenkleitern
- DIN EN 132 Atemschutzgeräte – Definitionen von Begriffen und Piktogramme
- DIN EN 133 Atemschutzgeräte – Einteilung
- DIN EN 134 Atemschutzgeräte – Benennungen von Einzelteilen
- DIN EN 135 Atemschutzgeräte – Liste gleichbedeutender Begriffe
- DIN EN 136 Atemschutzgeräte – Vollmasken – Anforderungen, Prüfung, Kennzeichnung
- DIN EN 137 Atemschutzgeräte – Behältergeräte mit Druckluft (Pressluftatmer) mit Vollmaske – Anforderungen, Prüfung, Kennzeichnung
- DIN EN 138 Atemschutzgeräte – Frischluft-Schlauchgeräte in Verbindung mit Vollmaske, Halbmaske oder Mundstückgarnitur – Anforderungen, Prüfung, Kennzeichnung
- DIN EN 140 Atemschutzgeräte – Halbmasken und Viertelmasken – Anforderungen, Prüfung, Kennzeichnung
- DIN EN 142 Atemschutzgeräte – Mundstückgarnituren – Anforderungen, Prüfung, Kennzeichnung
- DIN EN 143 Atemschutzgeräte – Partikelfilter – Anforderungen, Prüfung, Kennzeichnung
- DIN EN 144 Atemschutzgeräte – Gasflaschenventile
  - Teil 1 Gewindeverbindung am Einschraubstutzen
  - Teil 2 Gewindeverbindung am Ausgangsstutzen
  - Teil 3 Gewindeverbindungen am Ausgangsstutzen für die Tauchgase Nitrox und Sauerstoff
- DIN EN 145 Atemschutzgeräte – Regenerationsgeräte mit Drucksauerstoff oder Drucksauerstoff/-stickstoff – Anforderungen, Prüfung, Kennzeichnung
- DIN EN 148 Atemschutzgeräte – Gewinde für Atemanschlüsse
  - Teil 1 Rundgewindeanschluss
  - Teil 2 Zentralgewindeanschluss
  - Teil 3 Gewindeanschluss M 45 × 3
- DIN EN 149 Atemschutzgeräte – Filtrierende Halbmasken zum Schutz gegen Partikeln – Anforderungen, Prüfung, Kennzeichnung
- DIN EN 152 Holzschutzmittel – Bestimmung der vorbeugenden Wirksamkeit einer Schutzbehandlung von verarbeitetem Holz gegen Bläuepilze – Laboratoriumsverfahren
- DIN EN 153 Verfahren zur Messung der Aufnahme elektrischer Energie und damit zusammenhängender Eigenschaften für netzbetriebene Haushalt-Kühlgeräte, Tiefkühlgeräte, Gefriergeräte und deren Kombinationen
- DIN EN 161 Automatische Absperrventile für Gasbrenner und Gasgeräte
- DIN EN 166 Persönlicher Augenschutz
- DIN EN 167 Persönlicher Augenschutz – Optische Prüfverfahren
- DIN EN 168 Persönlicher Augenschutz – Nichtoptische Prüfverfahren
- DIN EN 169 Persönlicher Augenschutz – Filter für das Schweißen und verwandte Techniken – Transmissionsanforderungen und empfohlene Anwendung
- DIN EN 170 Persönlicher Augenschutz – Ultraviolettschutzfilter – Transmissionsanforderungen und empfohlene Anwendung
- DIN EN 171 Persönlicher Augenschutz – Infrarotschutzfilter – Transmissionsanforderungen und empfohlene Verwendung
- DIN EN 172 Persönlicher Augenschutz – Sonnenschutzfilter für den betrieblichen Gebrauch
- DIN EN 174 Persönlicher Augenschutz – Skibrillen für alpinen Skilauf
- DIN EN 175 Persönlicher Schutz – Geräte für Augen- und Gesichtsschutz beim Schweißen und bei verwandten Verfahren
- DIN EN 179 Schlösser und Baubeschläge – Notausgangsverschlüsse mit Drücker oder Stoßplatte für Türen in Rettungswegen – Anforderungen und Prüfverfahren
- DIN EN 196 Prüfverfahren für Zement
  - Teil 1 Bestimmung der Festigkeit
  - Teil 2 Chemische Analyse von Zement
  - Teil 3 Bestimmung der Erstarrungszeiten und der Raumbeständigkeit
  - Teil 5 Prüfung der Puzzolanität von Puzzolanzementen
  - Teil 6 Bestimmung der Mahlfeinheit
  - Teil 7 Verfahren für die Probenahme und Probenauswahl von Zement
  - Teil 8 Hydratationswärme – Lösungsverfahren
  - Teil 9 Hydratationswärme – Teiladiabatisches Verfahren
  - Teil 10 Bestimmung des Gehaltes an wasserlöslichem Chrom (VI) in Zement
- DIN EN 197 Zement
  - Teil 1 Zusammensetzung, Anforderungen und Konformitätskriterien von Normalzement
  - Teil 2 Konformitätsbewertung
- DIN EN 198 Sanitärausstattungsgegenstände – Badewannen hergestellt aus vernetzten gegossenen Acrylplatten – Anforderungen und Prüfverfahren
- DIN EN 200 Sanitärarmaturen – Auslaufventile und Mischbatterien (PN 10) – Allgemeine technische Spezifikationen
- DIN EN 201 Kunststoff- und Gummimaschinen – Spritzgießmaschinen – Sicherheitsanforderungen
- DIN EN 204 Klassifizierung von thermoplastischen Holzklebstoffen für nichttragende Anwendungen
- DIN EN 205 Klebstoffe – Holzklebstoffe für nichttragende Anwendungen – Bestimmung der Klebfestigkeit von Längsklebungen im Zugversuch
- DIN EN 206 Beton
  - Teil 1 Festlegung, Eigenschaften, Herstellung und Konformität, Juli 2014 ersetzt durch DIN EN 206
  - Teil 9 Ergänzende Regeln für selbstverdichtenden Beton (SVB), Juli 2014 ersetzt durch DIN EN 206
- DIN EN 207 Persönlicher Augenschutz – Filter und Augenschutzgeräte gegen Laserstrahlung (Laserschutzbrillen)
- DIN EN 208 Persönlicher Augenschutz – Augenschutzgeräte für Justierarbeiten an Lasern und Laseraufbauten (Laser-Justierbrillen)
- DIN EN 212 Holzschutzmittel – Allgemeine Anleitung für die Probenahme und Probenvorbereitung von Holzschutzmitteln und von behandeltem Holz für die Analyse
- DIN EN 215 Thermostatische Heizkörperventile – Anforderungen und Prüfung
- DIN EN 225 Ölzerstäubungsbrenner – Anschlussmaße für Ölbrenner-Pumpen und Ölbrenner-Motore
  - Teil 1 Ölbrenner-Pumpen
  - Teil 2 Ölbrenner-Motore
- DIN EN 226 Ölzerstäubungsbrenner; Anschlussmaße zwischen Brenner und Wärmeerzeuger
- DIN EN 228 Kraftstoffe für Kraftfahrzeuge – Unverbleite Ottokraftstoffe – Anforderungen und Prüfverfahren
- DIN EN 230 Feuerungsautomaten für Ölbrenner, September 2012 ersetzt durch DIN EN 298
- DIN EN 232 Badewannen – Anschlussmaße
- DIN EN 233 Wandbekleidungen in Rollen – Festlegungen für fertige Papier-, Vinyl- und Kunststoffwandbekleidungen
- DIN EN 234 Wandbekleidungen in Rollen – Festlegungen für Wandbekleidungen für nachträgliche Behandlung
- DIN EN 235 Wandbekleidungen – Begriffe und Symbole
- DIN EN 237 Flüssige Mineralölerzeugnisse – Ottokraftstoff – Bestimmung von niedrigen Bleigehalten durch Atomabsorptionsspektrometrie
- DIN EN 238 Flüssige Mineralölerzeugnisse – Ottokraftstoff – Bestimmung des Benzolgehaltes durch Infrarotspektrometrie
- DIN EN 241 Flüssige Mineralölerzeugnisse – Bestimmung des Natriumgehaltes – Atomabsorptionsspektrometrie
- DIN EN 246 Sanitärarmaturen – Allgemeine Anforderungen an Strahlregler
- DIN EN 247 Wärmeaustauscher – Terminologie
- DIN EN 248 Sanitärarmaturen – Allgemeine Anforderungen für elektrolytische Ni-Cr-Überzüge
- DIN EN 249 Sanitärausstattungsgegenstände – Duschwannen, hergestellt aus vernetzten gegossenen Acrylplatten – Anforderungen und Prüfverfahren
- DIN EN 250 Atemgeräte – Autonome Leichttauchgeräte mit Druckluft – Anforderungen, Prüfung, Kennzeichnung
- DIN EN 251 Duschwannen; Anschlussmaße
- DIN EN 252 Holzschutzmittel; Freiland-Prüfverfahren zur Bestimmung der relativen Schutzwirkung eines Holzschutzmittels im Erdkontakt
- DIN EN 253 Fernwärmerohre – Werkmäßig gedämmte Verbundmantelrohrsysteme für direkt erdverlegte Fernwärmenetze – Verbund-Rohrsystem, bestehend aus Stahl-Mediumrohr, Polyurethan-Wärmedämmung und Außenmantel aus Polyethylen
- DIN EN 257 Mechanische Temperaturregler für Gasgeräte
- DIN EN 259 Wandbekleidungen in Rollen – Hoch beanspruchbare Wandbekleidungen
  - Teil 1 Anforderungen
  - Teil 2 Bestimmung der Stoßfestigkeit
- DIN EN 263 Sanitärausstattungsgegenstände – Vernetzte gegossene Acrylplatten für Badewannen und Duschwannen für den Hausgebrauch
- DIN EN 266 Wandbekleidungen in Rollen; Festlegungen für Textilwandbekleidungen
- DIN EN 267 Automatische Brenner mit Gebläse für flüssige Brennstoffe
- DIN EN 269 Atemschutzgeräte – Frischluft-Druckschlauchgeräte mit Motorgebläse in Verbindung mit Haube – Anforderungen, Prüfung, Kennzeichnung
- DIN EN 274 Ablaufgarnituren für Sanitärausstattungsgegenstände
  - Teil 1 Anforderungen
  - Teil 2 Prüfverfahren
  - Teil 3 Güteüberwachung
- DIN EN 275 Holzschutzmittel; Bestimmung der Schutzwirkung gegenüber marinen Organismen
- DIN EN 277 Säcke für den Transport von Lebensmitteln für die Nahrungsmittelhilfe – Säcke aus Polypropylengeweben
- DIN EN 280 Fahrbare Hubarbeitsbühnen – Berechnung – Standsicherheit – Bau – Sicherheit – Prüfungen
- DIN EN 283 Wechselbehälter; Prüfung
- DIN EN 284 Wechselbehälter – Nicht stapelbare Wechselbehälter der Klasse C – Maße und allgemeine Anforderungen
- DIN EN 285 Sterilisation – Dampf-Sterilisatoren – Groß-Sterilisatoren
- DIN EN 286 Einfache unbefeuerte Druckbehälter für Luft oder Stickstoff
  - Teil 1 Druckbehälter für allgemeine Zwecke
  - Teil 2 Druckbehälter für Druckluftbremsanlagen und Hilfseinrichtungen in Kraftfahrzeugen und deren Anhängefahrzeugen
  - Teil 3 Druckbehälter aus Stahl für Druckluftbremsanlagen und pneumatische Hilfseinrichtungen in Schienenfahrzeugen
  - Teil 4 Druckbehälter aus Aluminiumlegierungen für Druckluftbremsanlagen und pneumatische Hilfseinrichtungen in Schienenfahrzeugen
- DIN EN 287 Prüfung von Schweißern – Schmelzschweißen
  - Teil 1 Stähle
  - Teil 6 Gusseisen
- DIN EN 289 Kunststoff- und Gummimaschinen – Pressen – Sicherheitsanforderungen
- DIN EN 293 Öldruckzerstäuberdüsen; Mindestanforderungen, Prüfungen
- DIN EN 294 Sicherheitsabstände gegen das Erreichen von Gefahrenstellen mit den oberen Gliedmaßen, Juni 2008 ersetzt durch ersetzt durch DIN EN ISO 13857
- DIN EN 295 Steinzeugrohrsysteme für Abwasserleitungen und -kanäle
  - Teil 1 Anforderungen an Rohre, Formstücke und Verbindungen
  - Teil 2 Bewertung der Konformität und Probenahme
  - Teil 3 Prüfverfahren
  - Teil 4 Anforderungen an Übergangs- und Anschlussbauteile und flexible Kupplungen
  - Teil 5 Anforderungen an gelochte Rohre und Formstücke
  - Teil 6 Anforderungen an Bauteile für Einsteig- und Inspektionsschächte
  - Teil 7 Anforderungen an Rohre und Verbindungen für Rohrvortrieb
- DIN EN 297 Heizkessel für gasförmige Brennstoffe – Heizkessel der Art B mit atmosphärischen Brennern, mit einer Nennwärmebelastung kleiner als oder gleich 70 kW
- DIN EN 298 Feuerungsautomaten für Brenner und Brennstoffgeräte für gasförmige oder flüssige Brennstoffe
- DIN EN 299 Öldruckzerstäuberdüsen
- DIN EN 300 Platten aus langen, flachen, ausgerichteten Spänen (OSB) – Definitionen, Klassifizierung und Anforderungen
- DIN EN 301 Klebstoffe für tragende Holzbauteile – Phenoplaste und Aminoplaste – Klassifizierung und Leistungsanforderungen
- DIN EN 302 Klebstoffe für tragende Holzbauteile – Prüfverfahren
  - Teil 1 Bestimmung der Längszugscherfestigkeit
  - Teil 2 Bestimmung der Delaminierungsbeständigkeit
  - Teil 3 Bestimmung des Einflusses von Säureschädigung der Holzfasern durch Temperatur- und Feuchtezyklen auf die Querzugfestigkeit
  - Teil 4 Bestimmung des Einflusses von Holzschwindung auf die Scherfestigkeit
  - Teil 5 Bestimmung der maximalen Wartezeit bei Referenzbedingungen
  - Teil 6 Bestimmung der Mindestpresszeit bei Referenzbedingungen
  - Teil 7 Bestimmung der Gebrauchsdauer bei Referenzbedingungen
- DIN EN 303 Heizkessel
  - Teil 1 Heizkessel mit Gebläsebrenner; Begriffe, Allgemeine Anforderungen, Prüfung und Kennzeichnung
  - Teil 2 Heizkessel mit Gebläsebrenner; Spezielle Anforderungen an Heizkessel mit Ölzerstäubungsbrennern
  - Teil 3 Zentralheizkessel für gasförmige Brennstoffe – Zusammenbau aus Kessel und Gebläsebrenner
  - Teil 4 Heizkessel mit Gebläsebrenner; Spezielle Anforderungen an Heizkessel mit Ölgebläsebrenner mit einer Leistung bis 70 kW und einem maximalen Betriebsdruck von 3 bar; Begriffe, besondere Anforderungen, Prüfung und Kennzeichnung
  - Teil 5 Heizkessel für feste Brennstoffe, manuell und automatisch beschickte Feuerungen, Nennwärmeleistung bis 500 kW – Begriffe, Anforderungen, Prüfungen und Kennzeichnung
  - Teil 6 Heizkessel mit Gebläsebrenner; Spezielle Anforderungen an die trinkwasserseitige Funktion von Kombi-Kesseln mit Ölzerstäubungsbrennern mit einer Nennwärmeleistung kleiner als oder gleich 70 kW
  - Teil 7 Zentralheizkessel für gasförmige Brennstoffe mit einem Gebläsebrenner mit einer Nennwärmeleistung kleiner als oder gleich 1 000 kW
- DIN EN 304 Heizkessel – Prüfregeln für Heizkessel mit Ölzerstäubungsbrennern
- DIN EN 305 Wärmeaustauscher – Begriffe und allgemeine Festlegungen bei der Prüfung zur Leistungsbestimmung
- DIN EN 306 Wärmeaustauscher – Messungen und Messgenauigkeit bei der Leistungsbestimmung
- DIN EN 307 Wärmeaustauscher – Anleitung für die Anfertigung von Einbau- und Betriebsanleitungen und Wartungsanweisungen zum Erhalt der Leistung von Wärmeaustauschern jeglicher Bauart
- DIN EN 308 Wärmeaustauscher – Prüfverfahren zur Bestimmung der Leistungskriterien von Luft/Luft- und Luft/Abgas-Wärmerückgewinnungsanlagen
- DIN EN 309 Spanplatten – Definition und Klassifizierung
- DIN EN 310 Holzwerkstoffe – Bestimmung des Biege-Elastizitätsmoduls und der Biegefestigkeit
- DIN EN 311 Holzwerkstoffe – Abhebefestigkeit der Oberfläche – Prüfverfahren
- DIN EN 312 Spanplatten – Anforderungen
- DIN EN 313 Sperrholz – Klassifizierung und Terminologie
  - Teil 1 Klassifizierung
  - Teil 2 Terminologie
- DIN EN 314 Sperrholz – Qualität der Verklebung
  - Teil 1 Prüfverfahren
  - Teil 2 Anforderungen
- DIN EN 315 Sperrholz – Maßtoleranzen
- DIN EN 316 Holzfaserplatten – Definition, Klassifizierung und Kurzzeichen
- DIN EN 317 Spanplatten und Faserplatten; Bestimmung der Dickenquellung nach Wasserlagerung
- DIN EN 318 Holzwerkstoffe – Bestimmung von Maßänderungen in Verbindung mit Änderungen der relativen Luftfeuchte
- DIN EN 319 Spanplatten und Faserplatten – Bestimmung der Zugfestigkeit senkrecht zur Plattenebene
- DIN EN 320 Spanplatten und Faserplatten – Bestimmung des achsenparallelen Schraubenausziehwiderstands
- DIN EN 321 Holzwerkstoffe; Bestimmung der Feuchtebeständigkeit durch Zyklustest
- DIN EN 322 Holzwerkstoffe; Bestimmung des Feuchtegehaltes
- DIN EN 323 Holzwerkstoffe; Bestimmung der Rohdichte
- DIN EN 324 Holzwerkstoffe; Bestimmung der Plattenmaße
  - Teil 1 Bestimmung der Dicke, Breite und Länge
  - Teil 2 Bestimmung der Rechtwinkligkeit und der Kantengeradheit
- DIN EN 325 Holzwerkstoffe – Bestimmung der Maße der Prüfkörper
- DIN EN 326 Holzwerkstoffe – Probenahme, Zuschnitt und Überwachung
  - Teil 1 Probenahme und Zuschnitt der Prüfkörper sowie Angabe der Prüfergebnisse
  - Teil 2 Erstprüfung des Produktes und werkseigene Produktionskontrolle
  - Teil 3 Abnahmeprüfung eines einzelnen Loses von Platten
- DIN EN 327 Wärmeaustauscher – Ventilatorbelüftete Verflüssiger – Prüfverfahren zur Leistungsfeststellung
- DIN EN 328 Wärmeaustauscher – Prüfverfahren zur Bestimmung der Leistungskriterien von Ventilatorluftkühlern
- DIN EN 330 Holzschutzmittel; Freilandversuch zur Bestimmung der relativen Wirksamkeit eines Holzschutzmittels zur Anwendung unter einem Anstrich und ohne Erdkontakt: L-Verbindungs-Methode
- DIN EN 331 Handbetätigte Kugelhähne und Kegelhähne mit geschlossenem Boden für die Gas-Hausinstallation
- DIN EN 334 Gas-Druckregelgeräte für Eingangsdrücke bis 100 bar
- DIN EN 335 Dauerhaftigkeit von Holz und Holzprodukten – Gebrauchsklassen: Definitionen, Anwendung bei Vollholz und Holzprodukten
- DIN EN 336 Bauholz für tragende Zwecke – Maße, zulässige Abweichungen
- DIN EN 338 Bauholz für tragende Zwecke – Festigkeitsklassen
- DIN EN 340 Schutzkleidung – Allgemeine Anforderungen
- DIN EN 341 Persönliche Absturzschutzausrüstung – Abseilgeräte zum Retten
- DIN EN 342 Schutzkleidung – Kleidungssysteme und Kleidungsstücke zum Schutz gegen Kälte
- DIN EN 343 Schutzkleidung – Schutz gegen Regen
- DIN EN 344 Sicherheits-, Schutz- und Berufsschuhe für den gewerblichen Gebrauch
  - Teil 1 Anforderungen und Prüfverfahren, Oktober 2004 ersetzt durch DIN EN ISO 20344 … DIN EN ISO 20347
  - Teil 2 Zusätzliche Anforderungen und Prüfverfahren, Oktober 2004 ersetzt durch DIN EN 15090, DIN EN ISO 20344 und DIN EN ISO 17249
- DIN EN 345 Sicherheitsschuhe für den gewerblichen Gebrauch
  - Teil 1 Spezifikation, Oktober 2004 ersetzt durch DIN EN ISO 20345
  - Teil 2 Zusätzliche Spezifikation, Oktober 2004 ersetzt durch DIN EN 15090, DIN EN ISO 20345 und DIN EN ISO 17249
- DIN EN 346 Schutzschuhe für den gewerblichen Gebrauch
  - Teil 1 Spezifikation, Oktober 2004 ersetzt durch DIN EN ISO 20346
  - Teil 2 Zusätzliche Spezifikation, Oktober 2004 ersetzt durch DIN EN ISO 20346
- DIN EN 347 Berufsschuhe für den gewerblichen Gebrauch
  - Teil 1 Spezifikation, Oktober 2004 ersetzt durch DIN EN ISO 20345
  - Teil 2 Zusätzliche Spezifikation, Oktober 2004 ersetzt durch DIN EN ISO 20347
- DIN EN 349 Sicherheit von Maschinen – Mindestabstände zur Vermeidung des Quetschens von Körperteilen, Januar 2020 ersetzt durch DIN EN ISO 13854
- DIN EN 350 Dauerhaftigkeit von Holz und Holzprodukten – Natürliche Dauerhaftigkeit von Vollholz
  - Teil 1 Grundsätze für die Prüfung und Klassifikation der natürlichen Dauerhaftigkeit von Holz
  - Teil 2 Leitfaden für die natürliche Dauerhaftigkeit und Tränkbarkeit von ausgewählten Holzarten von besonderer Bedeutung in Europa
- DIN EN 351 Dauerhaftigkeit von Holz und Holzprodukten – Mit Holzschutzmitteln behandeltes Vollholz
- DIN EN 352 Gehörschützer
- DIN EN 353 Persönliche Schutzausrüstung gegen Absturz
  - Teil 1 Steigschutzeinrichtungen einschließlich fester Führung
  - Teil 2 Mitlaufende Auffanggeräte einschließlich beweglicher Führung
- DIN EN 354 Persönliche Schutzausrüstung gegen Absturz – Verbindungsmittel
- DIN EN 355 Persönliche Schutzausrüstung gegen Absturz – Falldämpfer
- DIN EN 356 Glas im Bauwesen – Sicherheitssonderverglasung – Prüfverfahren und Klasseneinteilung des Widerstandes gegen manuellen Angriff
- DIN EN 357 Glas im Bauwesen – Brandschutzverglasungen aus durchsichtigen oder durchscheinenden Glasprodukten – Klassifizierung des Feuerwiderstandes
- DIN EN 358 Persönliche Schutzausrüstung für Haltefunktionen und zur Verhinderung von Abstürzen – Haltegurte und Verbindungsmittel für Haltegurte
- DIN EN 360 Persönliche Schutzausrüstung gegen Absturz – Höhensicherungsgeräte
- DIN EN 361 Persönliche Schutzausrüstung gegen Absturz – Auffanggurte
- DIN EN 362 Persönliche Schutzausrüstung gegen Absturz – Verbindungselemente
- DIN EN 363 Persönliche Schutzausrüstung gegen Absturz – Persönliche Absturzsysteme
- DIN EN 364 Persönliche Schutzausrüstung gegen Absturz – Prüfverfahren
- DIN EN 365 Persönliche Schutzausrüstung gegen Absturz – Allgemeine Anforderungen an Gebrauchsanleitungen, Wartung, regelmäßige Überprüfung, IH, Kennzeichnung und Verpackung
- DIN EN 367 Schutzkleidung; Schutz gegen Wärme und Flammen; Prüfverfahren: Bestimmung des Wärmedurchgangs bei Flammeneinwirkung
- DIN EN 370 Holzschutzmittel; Bestimmung der auf Schlupfverhinderung beruhenden bekämpfenden Wirksamkeit gegenüber Anobium-punctatum (De Geer)
- DIN EN 374 Schutzhandschuhe gegen Chemikalien und Mikroorganismen
  - Teil 1 Terminologie und Leistungsanforderungen
  - Teil 2 Bestimmung des Widerstandes gegen Penetration
  - Teil 3 Bestimmung des Widerstandes gegen Permeation von Chemikalien
- DIN EN 377 Schmierstoffe für die Anwendung in Geräten und zugehörigen Stell-Geräten für Brenngase außer denjenigen, die für die Anwendung in industriellen Prozessen vorgesehen sind
- DIN EN 378 Kälteanlagen und Wärmepumpen – Sicherheitstechnische und umweltrelevante Anforderungen
  - Teil 1 Grundlegende Anforderungen, Begriffe, Klassifikationen und Auswahlkriterien
  - Teil 2 Konstruktion, Herstellung, Prüfung, Kennzeichnung und Dokumentation
  - Teil 3 Aufstellungsort und Schutz von Personen
  - Teil 4 Betrieb, Instandhaltung, Instandsetzung und Rückgewinnung
- DIN EN 379 Persönlicher Augenschutz – Automatische Schweißerschutzfilter
- DIN EN 380 Holzbauwerke; Prüfverfahren; Allgemeine Grundsätze für die Prüfung unter statischen Belastungen
- DIN EN 381 Schutzkleidung für die Benutzer von handgeführten Kettensägen
  - Teil 1 Prüfstand zur Prüfung des Widerstandes gegen Kettensägen-Schnitte
  - Teil 2 Prüfmethode für Beinschutz
  - Teil 3 Prüfverfahren für Schuhwerk
  - Teil 4 Prüfverfahren für Schutzhandschuhe für Kettensägen
  - Teil 5 Anforderungen an Beinschutz
  - Teil 7 Anforderungen an Schutzhandschuhe für Kettensägen
  - Teil 8 Prüfverfahren für Schutzgamaschen für Kettensägen
  - Teil 9 Anforderungen an Schutzgamaschen für Kettensägen
  - Teil 10 Prüfverfahren für Oberkörperschutzmittel
  - Teil 11 Anforderungen für Oberkörperschutzmittel
- DIN EN 382 Faserplatten; Bestimmung der Oberflächenabsorption
  - Teil 1 Prüfverfahren für Faserplatten nach dem Trockenverfahren
  - Teil 2 Prüfmethode für harte Platten
- DIN EN 383 Holzbauwerke – Prüfverfahren – Bestimmung der Lochleibungsfestigkeit und Bettungswerte für stiftförmige Verbindungsmittel
- DIN EN 384 Bauholz für tragende Zwecke – Bestimmung charakteristischer Werte für mechanische Eigenschaften und Rohdichte
- DIN EN 385 Keilzinkenverbindungen im Bauholz – Leistungsanforderungen und Mindestanforderungen an die Herstellung
- DIN EN 386 Brettschichtholz – Leistungsanforderungen und Mindestanforderungen an die Herstellung
- DIN EN 387 Brettschichtholz – Universal-Keilzinkenverbindungen – Leistungsanforderungen und Mindestanforderungen an die Herstellung
- DIN EN 388 Schutzhandschuhe gegen mechanische Risiken
- DIN EN 390 Brettschichtholz – Maße – Grenzabmaße
- DIN EN 391 Brettschichtholz – Delaminierungsprüfung von Klebstofffugen
- DIN EN 392 Brettschichtholz – Scherprüfung der Leimfugen
- DIN EN 397 Industrieschutzhelme
- DIN EN 402 Atemschutzgeräte – Lungenautomatische Behältergeräte mit Druckluft (Pressluftatmer) mit Vollmaske oder Mundstückgarnitur für Selbstrettung – Anforderungen, Prüfung, Kennzeichnung
- DIN EN 403 Atemschutzgeräte für Selbstrettung – Filtergeräte mit Haube zur Selbstrettung bei Bränden – Anforderungen, Prüfung, Kennzeichnung
- DIN EN 404 Atemschutzgeräte für Selbstrettung – Filterselbstretter mit Mundstückgarnitur zum Schutz gegen Kohlenmonoxid
- DIN EN 405 Atemschutzgeräte – Filtrierende Halbmasken mit Ventilen zum Schutz gegen Gase oder Gase und Partikeln – Anforderungen, Prüfung, Kennzeichnung
- DIN EN 407 Schutzhandschuhe gegen thermische Risiken (Hitze und/oder Feuer)
- DIN EN 408 Holzbauwerke – Bauholz für tragende Zwecke und Brettschichtholz – Bestimmung einiger physikalischer und mechanischer Eigenschaften
- DIN EN 409 Holzbauwerke – Prüfverfahren – Bestimmung des Fließmoments von stiftförmigen Verbindungsmitteln
- DIN EN 410 Glas im Bauwesen – Bestimmung der lichttechnischen und strahlungstechnischen Kenngrößen von Verglasungen
- DIN EN 413 Putz- und Mauerbinder
  - Teil 1 Zusammensetzung, Anforderungen und Konformitätskriterien
  - Teil 2 Prüfverfahren
- DIN EN 415 Sicherheit von Verpackungsmaschinen
  - Teil 1 Terminologie und Klassifikation von Bezeichnungen für Verpackungsmaschinen und zugehörige Ausrüstungen
  - Teil 2 Verpackungsmaschinen für vorgefertigte formstabile Packmittel
  - Teil 3 Form-, Füll- und Verschließmaschinen
  - Teil 4 Palettierer und Depalettierer
  - Teil 5 Einschlagmaschinen
  - Teil 6 Paletteneinschlagmaschinen
  - Teil 7 Sammelpackmaschinen
  - Teil 8 Umreifungsmaschinen
  - Teil 9 Verfahren zur Geräuschmessung bei Verpackungsmaschinen, Verpackungslinien und Hilfseinrichtungen – Genauigkeitsklassen 2 und 3
- DIN EN 416 Gasgeräte-Heizstrahler – Dunkelstrahler mit einem Brenner mit Gebläse für gewerbliche und industrielle Anwendung
  - Teil 1 Sicherheit
  - Teil 2 Rationelle Energienutzung
- DIN EN 417 Metallische Einwegkartuschen für Flüssiggas mit oder ohne Entnahmeventil zum Betrieb von tragbaren Geräten – Herstellung, Inspektion, Prüfung und Kennzeichnung
- DIN EN 418 Sicherheit von Maschinen, NOT-AUS-Einrichtung, funktionelle Aspekte, Gestaltungsleitsätze, März 2007 ersetzt durch DIN EN ISO 13850
- DIN EN 419 Hellstrahler mit einem Brenner ohne Gebläse für gewerbliche und industrielle Anwendung
  - Teil 1 Sicherheit
  - Teil 2 Rationelle Energienutzung
- DIN EN 420 Schutzhandschuhe – Allgemeine Anforderungen und Prüfverfahren
- DIN EN 421 Schutzhandschuhe gegen ionisierende Strahlung und radioaktive Kontamination
- DIN EN 422 Kunststoff- und Gummimaschinen – Blasformmaschinen – Sicherheitsanforderungen
- DIN EN 424 Elastische Bodenbeläge – Bestimmung des Verhaltens bei einer nachgeahmten Verschiebung eines Möbelfußes
- DIN EN 425 Elastische Bodenbeläge und Laminatböden – Stuhlrollenversuch
- DIN EN 432 Elastische Bodenbeläge – Bestimmung der Scherkraft
- DIN EN 437 Prüfgase – Prüfdrücke – Gerätekategorien
- DIN EN 438 Dekorative Hochdruck-Schichtpressstoffplatten (HPL) – Platten auf Basis härtbarer Harze (Schichtpressstoffe)
  - Teil 1 Einleitung und allgemeine Informationen
  - Teil 2 Bestimmung der Eigenschaften
  - Teil 3 Klassifizierung und Spezifikationen für Schichtpressstoffe mit einer Dicke kleiner als 2 mm, vorgesehen zum Verkleben auf ein Trägermaterial
  - Teil 4 Klassifizierung und Spezifikationen für Kompakt-Schichtpressstoffe mit einer Dicke von 2 mm und größer
  - Teil 5 Klassifizierung und Spezifikationen für Schichtpressstoffe für Fußböden mit einer Dicke kleiner 2 mm, vorgesehen zum Verkleben auf ein Trägermaterial
  - Teil 6 Klassifizierung und Spezifikationen für Kompakt-Schichtpressstoffe für die Anwendung im Freien mit einer Dicke von 2 mm und größer
  - Teil 7 Kompaktplatten und HPL-Mehrschicht-Verbundplatten für Wand- und Deckenbekleidungen für Innen- und Außenanwendung
  - Teil 8 Klassifizierung und Spezifikationen für Design-Schichtpressstoffe
  - Teil 9 Klassifizierung und Spezifikationen für Schichtpressstoffe mit alternativem Kernaufbau
- DIN EN 442 Radiatoren und Konvektoren
  - Teil 1 Technische Spezifikationen und Anforderungen
  - Teil 2 Prüfverfahren und Leistungsangabe
  - Teil 3 Konformitätsbewertung
- DIN EN 443 Feuerwehrhelme für die Brandbekämpfung in Gebäuden und anderen baulichen Anlagen
- DIN EN 444 Zerstörungsfreie Prüfung; Grundlagen für die Durchstrahlungsprüfung von metallischen Werkstoffen mit Röntgen- und Gammastrahlen
- DIN EN 445 Einpressmörtel für Spannglieder – Prüfverfahren
- DIN EN 446 Einpressmörtel für Spannglieder – Einpressverfahren
- DIN EN 447 Einpressmörtel für Spannglieder – Allgemeine Anforderungen
- DIN EN 448 Fernwärmerohre – Werkmäßig gedämmte Verbundmantelrohrsysteme für direkt erdverlegte Fernwärmenetze – Verbundformstücke, bestehend aus Stahl-Mediumrohr, Polyurethan-Wärmedämmung und Außenmantel aus Polyethylen
- DIN EN 449 Festlegungen für Flüssiggasgeräte – Abzuglose Haushaltsraumheizgeräte (einschließlich Heizgeräte mit diffusiver katalytischer Verbrennung)
- DIN EN 450 Flugasche für Beton
  - Teil 1 Definition, Anforderungen und Konformitätskriterien
  - Teil 2 Konformitätsbewertung
- DIN EN 451 Prüfverfahren für Flugasche
  - Teil 1 Bestimmung des freien Calciumoxidgehalts
  - Teil 2 Bestimmung der Feinheit durch Naßsiebung
- DIN EN 452 Wechselbehälter – Wechselbehälter der Klasse A – Maße und allgemeine Anforderungen
- DIN EN 453 Nahrungsmittelmaschinen – Teigknetmaschinen – Sicherheits- und Hygieneanforderungen
- DIN EN 454 Nahrungsmittelmaschinen – Planetenrühr- und -knetmaschinen – Sicherheits- und Hygieneanforderungen
- DIN EN 455 Medizinische Handschuhe zum einmaligen Gebrauch
  - Teil 1 Anforderungen und Prüfung auf Dichtheit
  - Teil 2 Anforderungen und Prüfung der physikalischen Eigenschaften
  - Teil 3 Anforderungen und Prüfung für die biologische Bewertung
  - Teil 4 Anforderungen und Prüfung zur Bestimmung der Mindesthaltbarkeit
- DIN EN 457 Sicherheit von Maschinen; Akustische Gefahrensignale, Dezember 2005 ersetzt durch DIN EN ISO 7731
- DIN EN 458 Gehörschützer – Empfehlungen für Auswahl, Einsatz, Pflege und Instandhaltung
- DIN EN 459 Baukalk
  - Teil 1 Begriffe, Anforderungen und Konformitätskriterien
  - Teil 2 Prüfverfahren
  - Teil 3 Konformitätsbewertung
- DIN EN 460 Dauerhaftigkeit von Holz und Holzprodukten – Natürliche Dauerhaftigkeit von Vollholz – Leitfaden für die Anforderungen an die Dauerhaftigkeit von Holz für die Anwendung in den Gefährdungsklassen
- DIN EN 461 Festlegungen für Flüssiggasgeräte – Abzuglose Gewerberaumheizgeräte bis 10 kW
- DIN EN 462 Zerstörungsfreie Prüfung; Bildgüte von Durchstrahlungsaufnahmen
  - Teil 1 Bildgüteprüfkörper (Drahtsteg); Ermittlung der Bildgütezahl
  - Teil 2 Bildgüteprüfkörper (Stufe/Loch Typ); Ermittlung der Bildgütezahl
  - Teil 3 Bildgüteklassen für Eisenwerkstoffe
  - Teil 4 Experimentelle Ermittlung von Bildgütezahlen und Bildgütetabellen
  - Teil 5 Bildgüteprüfkörper (Doppel-Drahtsteg), Ermittlung der Bildunschärfe
- DIN EN 464 Schutzkleidung – Schutz gegen flüssige und gasförmige Chemikalien einschließlich Flüssigkeitsaerosole und feste Partikel – Prüfverfahren: Bestimmung der Leckdichtigkeit von gasdichten Anzügen (Innendruckprüfverfahren)
- DIN EN 469 Schutzkleidung für die Feuerwehr – Leistungsanforderungen für Schutzkleidung für die Brandbekämpfung
- DIN EN 470 Schutzkleidung für Schweißen und verwandte Verfahren
  - Teil 1 Allgemeine Anforderungen, Januar 2008 ersetzt durch DIN EN ISO 11611
- DIN EN 471 Warnkleidung – Prüfverfahren und Anforderungen
- DIN EN 472 Druckmessgeräte – Begriffe
- DIN EN 474 Erdbaumaschinen – Sicherheit
  - Teil 1 Allgemeine Anforderungen
  - Teil 2 Anforderungen für Planiermaschinen
  - Teil 3 Anforderungen für Lader
  - Teil 4 Anforderungen für Baggerlader
  - Teil 5 Anforderungen für Hydraulikbagger
  - Teil 6 Anforderungen für Muldenfahrzeuge
  - Teil 7 Anforderungen für Scraper
  - Teil 8 Anforderungen für Grader
  - Teil 9 Anforderungen für Rohrverleger
  - Teil 10 Anforderungen für Grabenfräsen
  - Teil 11 Anforderungen für Erd- und Müllverdichter
  - Teil 12 Anforderungen für Seilbagger
- DIN EN 476 Allgemeine Anforderungen an Bauteile für Abwasserleitungen und -kanäle
- DIN EN 477 Profile aus weichmacherfreiem Polyvinylchlorid (PVC-U) zur Herstellung von Fenstern und Türen – Bestimmung der Stoßfestigkeit von Hauptprofilen mittels Fallbolzen
- DIN EN 478 Profile aus weichmacherfreiem Polyvinylchlorid (PVC-U) zur Herstellung von Fenstern und Türen – Bestimmung des Verhaltens nach Lagerung bei 150 °C – Prüfverfahren
- DIN EN 479 Profile aus weichmacherfreiem Polyvinylchlorid (PVC-U) zur Herstellung von Fenstern und Türen – Bestimmung des Wärmeschrumpfes
- DIN EN 480 Zusatzmittel für Beton, Mörtel und Einpressmörtel – Prüfverfahren
  - Teil 1 Referenzbeton und Referenzmörtel für Prüfungen
  - Teil 2 Bestimmung der Erstarrungszeit
  - Teil 4 Bestimmung der Wasserabsonderung des Betons (Bluten)
  - Teil 5 Bestimmung der kapillaren Wasseraufnahme
  - Teil 6 Infrarot-Untersuchung
  - Teil 8 Bestimmung des Feststoffgehalts
  - Teil 10 Bestimmung des wasserlöslichen Chloridgehaltes
  - Teil 11 Bestimmung von Luftporenkennwerten in Festbeton
  - Teil 12 Bestimmung des Alkaligehalts von Zusatzstoffen
  - Teil 13 Referenz-Baumörtel für die Prüfung von Zusatzmitteln für Mauerwerksmörtel
  - Teil 14 Bestimmung des Korrosionsverhaltens von Stahl in Beton – Elektrochemische Prüfung bei gleichbleibendem Potenzial
  - Teil 15 Referenzbeton und Prüfverfahren zur Prüfung von viskositätsmodifizierenden Zusatzmitteln
- DIN EN 481 Arbeitsplatzatmosphäre; Festlegung der Teilchengrößenverteilung zur Messung luftgetragener Partikel
- DIN EN 482 Exposition am Arbeitsplatz – Allgemeine Anforderungen an die Leistungsfähigkeit von Verfahren zur Messung chemischer Arbeitsstoffe
- DIN EN 483 Heizkessel für gasförmige Brennstoffe – Heizkessel des Typs C mit einer Nennwärmebelastung gleich oder kleiner als 70 kW
- DIN EN 484 Festlegungen für Flüssiggasgeräte – Flüssiggasbetriebene Kochgeräte einschließlich solcher mit Grillteilen zur Verwendung im Freien
- DIN EN 485 Aluminium und Aluminiumlegierungen – Bänder, Bleche und Platten
  - Teil 1 Technische Lieferbedingungen
  - Teil 2 Mechanische Eigenschaften
  - Teil 3 Grenzabmaße und Formtoleranzen für warmgewalzte Erzeugnisse
  - Teil 4 Grenzabmaße und Formtoleranzen für kaltgewalzte Erzeugnisse
- DIN EN 486 Aluminium und Aluminiumlegierungen – Pressbarren – Spezifikationen
- DIN EN 487 Aluminium und Aluminiumlegierungen – Walzbarren – Spezifikationen
- DIN EN 488 Fernwärmerohre – Werkmäßig gedämmte Verbundmantelrohrsysteme für direkt erdverlegte Fernwärmenetze – Vorgedämmte Absperrarmaturen für Stahlmediumrohre mit Polyurethan-Wärmedämmung und Außenmantel aus Polyethylen
- DIN EN 489 Fernwärmerohre – Werkmäßig gedämmte Verbundmantelrohrsysteme für direkt erdverlegte Fernwärmenetze – Rohrverbindungen für Stahlmediumrohre mit Polyurethan-Wärmedämmung und Außenmantel aus Polyethylen
- DIN EN 490 Dach- und Formsteine aus Beton für Dächer und Wandbekleidungen – Produktanforderungen
- DIN EN 491 Dach- und Formsteine aus Beton für Dächer und Wandbekleidungen – Prüfverfahren
- DIN EN 492 Faserzement-Dachplatten und dazugehörige Formteile – Produktspezifikation und Prüfverfahren
- DIN EN 494 Faserzement-Wellplatten und dazugehörige Formteile – Produktspezifikation und Prüfverfahren
- DIN EN 495 Abdichtungsbahnen – Bestimmung des Verhaltens beim Falzen bei tiefen Temperaturen
  - Teil 5 Kunststoff- und Elastomerbahnen für Dachabdichtungen
- DIN EN 497 Festlegungen für Flüssiggasgeräte – Flüssiggasbetriebene Mehrzweckkochgeräte zur Verwendung im Freien
- DIN EN 498 Festlegungen für Flüssiggasgeräte – Grillgeräte zur Verwendung im Freien einschließlich Kontaktgrillgeräte
- DIN EN 500 Bewegliche Straßenbaumaschinen – Sicherheit
  - Teil 1 Gemeinsame Anforderungen
  - Teil 2 Besondere Anforderungen an Straßenfräsen
  - Teil 3 Besondere Anforderungen an Bodenstabilisierungsmaschinen und Recyclingmaschinen
  - Teil 4 Besondere Anforderungen an Verdichtungsmaschinen
  - Teil 6 Besondere Anforderungen an Straßenfertiger
- DIN EN 501 Dacheindeckungsprodukte aus Metallblech – Festlegung für vollflächig unterstützte Bedachungselemente aus Zinkblech
- DIN EN 502 Dachdeckungsprodukte aus Metallblech – Spezifikation für vollflächig unterstützte Dachdeckungsprodukte aus nichtrostendem Stahlblech
- DIN EN 504 Dachdeckungsprodukte aus Metallblech – Festlegungen für vollflächig unterstützte Bedachungselemente aus Kupferblech
- DIN EN 505 Dachdeckungsprodukte aus Metallblech – Spezifikation für vollflächig unterstützte Dachdeckungsprodukte aus Stahlblech
- DIN EN 506 Dachdeckungsprodukte aus Metallblech – Festlegungen für selbsttragende Bedachungselemente aus Kupfer- oder Zinkblech
- DIN EN 507 Dachdeckungsprodukte aus Metallblech – Festlegungen für vollflächig unterstützte Bedachungselemente aus Aluminiumblech
- DIN EN 508 Dachdeckungsprodukte aus Metallblech – Festlegungen für selbsttragende Bedachungselemente aus Stahlblech, Aluminiumblech oder nichtrostendem Stahlblech
  - Teil 1 Stahl
  - Teil 2 Aluminium
  - Teil 3 Nichtrostender Stahl
- DIN EN 509 Dekorative Gasgeräte mit Brennstoffeffekt
- DIN EN 510 Festlegungen für Schutzkleidungen für Bereiche, in denen ein Risiko des Verfangens in beweglichen Teilen besteht
- DIN EN 511 Schutzhandschuhe gegen Kälte
- DIN EN 512 Faserzementprodukte – Druckrohre und Verbindungen
- DIN EN 513 Profile aus weichmacherfreiem Polyvinylchlorid (PVC-U) zur Herstellung von Fenstern und Türen – Bestimmung der Wetterechtheit und Wetterbeständigkeit durch künstliche Bewitterung
- DIN EN 514 Profile aus weichmacherfreiem Polyvinylchlorid (PVC-U) zur Herstellung von Fenstern und Türen – Bestimmung der Festigkeit verschweißter Ecken und T-Verbindungen
- DIN EN 515 Aluminium und Aluminiumlegierungen; Halbzeug; Bezeichnungen der Werkstoffzustände
- DIN EN 516 Vorgefertigte Zubehörteile für Dacheindeckungen – Einrichtungen zum Betreten des Daches – Laufstege, Trittflächen und Einzeltritte
- DIN EN 517 Vorgefertigte Zubehörteile für Dacheindeckungen – Sicherheitsdachhaken
- DIN EN 520 Gipsplatten – Begriffe, Anforderungen und Prüfverfahren
- DIN EN 521 Festlegungen für Flüssiggasgeräte – Tragbare, mit Dampfdruck betriebene Flüssiggasgeräte
- DIN EN 523 Hüllrohre aus Bandstahl für Spannglieder – Begriffe, Anforderungen und Konformität
- DIN EN 524 Hüllrohre aus Bandstahl für Spannglieder – Prüfverfahren
  - Teil 1 Ermittlung der Formen und Maße
  - Teil 2 Bestimmung des Biegeverhaltens
  - Teil 3 Hin- und Herbiegeversuch
  - Teil 4 Bestimmung der Querbelastbarkeit
  - Teil 5 Bestimmung der Zugfestigkeit
  - Teil 6 Bestimmung der Dichtheit (Bestimmung des Wasserverlustes)
- DIN EN 525 Gasbefeuerte Warmlufterzeuger ohne Wärmetauscher mit erzwungener Konvektion zum Beheizen von Räumen für den nicht-häuslichen Gebrauch mit einer Nennwärmebelastung nicht über 300 kW
- DIN EN 526 Fahrzeuge der Binnenschiffahrt; Landstege bis 8 m Länge; Anforderungen, Bauarten
- DIN EN 527 Büromöbel – Büro-Arbeitstische
  - Teil 1 Maße
  - Teil 2 Anforderungen an die Sicherheit, Festigkeit und Dauerhaltbarkeit
- DIN EN 528 Regalbediengeräte – Sicherheitsanforderungen
- DIN EN 529 Atemschutzgeräte – Empfehlungen für Auswahl, Einsatz, Pflege und Instandhaltung – Leitfaden
- DIN EN 530 Abriebfestigkeit von Material für Schutzkleidung – Prüfverfahren
- DIN EN 534 Bitumen-Wellplatten – Produktfestlegungen und Prüfverfahren
- DIN EN 536 Straßenbaumaschinen – Asphaltmischanlagen – Sicherheitsanforderungen
- DIN EN 538 Tondachziegel für überlappende Verlegung – Prüfung der Biegetragfähigkeit
- DIN EN 539 Dachziegel für überlappende Verlegung – Bestimmung der physikalischen Eigenschaften
  - Teil 1 Prüfung der Wasserundurchlässigkeit
  - Teil 2 Prüfung der Frostwiderstandsfähigkeit
- DIN EN 541 Aluminium und Aluminiumlegierungen – Walzerzeugnisse für Dosen, Verschlüsse und Deckel – Spezifikationen
- DIN EN 542 Klebstoffe – Bestimmung der Dichte
- DIN EN 543 Klebstoffe – Bestimmung der Schüttdichte von Pulver- und Granulat-Klebstoffen
- DIN EN 544 Bitumenschindeln mit mineralhaltiger Einlage und/oder Kunststoffeinlage – Produktspezifikation und Prüfverfahren
- DIN EN 545 Rohre, Formstücke, Zubehörteile aus duktilem Gusseisen und ihre Verbindungen für Wasserleitungen – Anforderungen und Prüfverfahren
- DIN EN 546 Aluminium und Aluminiumlegierungen – Folien
  - Teil 1 Technische Lieferbedingungen
  - Teil 2 Mechanische Eigenschaften
  - Teil 3 Grenzabmaße
  - Teil 4 Besondere Eigenschaftsanforderungen
- DIN EN 547 Sicherheit von Maschinen – Körpermaße des Menschen
  - Teil 1 Grundlagen zur Bestimmung von Abmessungen für Ganzkörper-Zugänge an Maschinenarbeitsplätzen
  - Teil 2 Grundlagen für die Bemessung von Zugangsöffnungen
  - Teil 3 Körpermaßdaten
- DIN EN 549 Elastomer-Werkstoffe für Dichtungen und Membranen in Gasgeräten und Gasanlagen
- DIN EN 556 Sterilisation von Medizinprodukten – Anforderungen an Medizinprodukte, die als „STERIL“ gekennzeichnet werden
  - Teil 1 Anforderungen an Medizinprodukte, die in der Endpackung sterilisiert wurden
  - Teil 2 Anforderungen an aseptisch hergestellte Medizinprodukte
- DIN EN 558 Industriearmaturen – Baulängen von Armaturen aus Metall zum Einbau in Rohrleitungen mit Flanschen – Nach PN und Class bezeichnete Armaturen
  - Teil 1 Technische Lieferbedingungen
  - Teil 2 Mechanische Eigenschaften
  - Teil 3 Grenzabmaße
  - Teil 4 Besondere Eigenschaftsanforderungen
- DIN EN 560 Gasschweißgeräte – Schlauchanschlüsse für Geräte und Anlagen für Schweißen, Schneiden und verwandte Prozesse
- DIN EN 561 Gasschweißgeräte – Schlauchkupplungen mit selbsttätiger Gassperre für Schweißen, Schneiden und verwandte Prozesse
- DIN EN 563 - Sicherheit von Maschinen - Temperaturen berührbarer Oberflächen - Ergonomische Daten zur Festlegung von Temperaturgrenzwerten für heiße Oberflächen, Dezember 2008 ersetzt durch DIN EN ISO 13732 Teil 1 und 2
- DIN EN 564 Bergsteigerausrüstung – Reepschnur – Sicherheitstechnische Anforderungen und Prüfverfahren
- DIN EN 565 Bergsteigerausrüstung – Band – Sicherheitstechnische Anforderungen und Prüfverfahren
- DIN EN 566 Bergsteigerausrüstung – Schlingen – Sicherheitstechnische Anforderungen und Prüfverfahren
- DIN EN 567 Bergsteigerausrüstung – Seilklemmen – Sicherheitstechnische Anforderungen und Prüfverfahren
- DIN EN 568 Bergsteigerausrüstung – Verankerungsmittel im Eis – Sicherheitstechnische Anforderungen und Prüfverfahren
- DIN EN 569 Bergsteigerausrüstung – Felshaken – Sicherheitstechnische Anforderungen und Prüfverfahren
- DIN EN 570 Aluminium und Aluminiumlegierungen – Butzen zum Fließpressen aus Halbzeug hergestellt – Spezifikation
- DIN EN 571 Zerstörungsfreie Prüfung – Eindringprüfung
  - Teil 1 Allgemeine Grundlagen
- DIN EN 573 Aluminium und Aluminiumlegierungen – Chemische Zusammensetzung und Form von Halbzeug
  - Teil 1 Numerisches Bezeichnungssystem
  - Teil 2 Bezeichnungssystem mit chemischen Symbolen
  - Teil 3 Chemische Zusammensetzung und Erzeugnisformen
- DIN EN 574 Sicherheit von Maschinen – Zweihandschaltungen – Funktionelle Aspekte – Gestaltungsleitsätze, November 2019 ersetzt durch EN ISO 13851
- DIN EN 575 Aluminium und Aluminiumlegierungen – Vorlegierungen, durch Erschmelzen hergestellt – Spezifikationen
- DIN EN 576 Aluminium und Aluminiumlegierungen – Unlegiertes Aluminium in Masseln – Spezifikationen
- DIN EN 577 Aluminium und Aluminiumlegierungen – Flüssigmetall – Spezifikationen
- DIN EN 580 Kunststoff-Rohrleitungssysteme – Rohre aus weichmacherfreiem Polyvinylchlorid (PVC-U) – Prüfverfahren für die Beständigkeit gegen Dichlormethan bei einer festgelegten Temperatur (DCMT)
- DIN EN 581 Außenmöbel – Sitzmöbel und Tische für den Camping-, Wohn- und Objektbereich
  - Teil 1 Allgemeine sicherheitstechnische Anforderungen
  - Teil 2 Mechanische sicherheitstechnische Anforderungen und Prüfverfahren für Sitzmöbel
  - Teil 3 Mechanische Sicherheitsanforderungen und Prüfverfahren für Tische
- DIN EN 582 Thermisches Spritzen; Ermittlung der Haftzugfestigkeit
- DIN EN 583 Zerstörungsfreie Prüfung – Ultraschallprüfung
  - Teil 1 Allgemeine Grundsätze
  - Teil 2 Empfindlichkeits- und Entfernungsjustierung
  - Teil 3 Durchschallungstechnik
  - Teil 4 Prüfung auf Inhomogenität senkrecht zur Oberfläche
  - Teil 5 Beschreibung und Größenbestimmung von Inhomogenitäten
  - Teil 6 Beugungslaufzeittechnik, eine Technik zum Auffinden und Ausmessen von Inhomogenitäten
- DIN EN 586 Aluminium und Aluminiumlegierungen – Schmiedestücke
  - Teil 1 Technische Lieferbedingungen
  - Teil 2 Mechanische Eigenschaften und zusätzliche Eigenschaftsanforderungen
  - Teil 3 Grenzabmaße und Formtoleranzen
- DIN EN 588 Faserzementrohre für Abwasserleitungen und -kanäle
  - Teil 1 Rohre, Rohrverbindungen und Formstücke für Freispiegelleitungen
  - Teil 2 Einsteig- und Kontrollschächte
- DIN EN 589 Kraftstoffe für Kraftfahrzeuge – Flüssiggas – Anforderungen und Prüfverfahren
- DIN EN 590 Kraftstoffe für Kraftfahrzeuge – Dieselkraftstoff – Anforderungen und Prüfverfahren
- DIN EN 593 Industriearmaturen – Metallische Klappen
- DIN EN 594 Holzbauwerke – Prüfverfahren – Wandscheiben-Tragfähigkeit und -Steifigkeit von Wandelementen in Holztafelbauart
- DIN EN 595 Holzbauwerke – Prüfverfahren – Prüfung von Fachwerkträgern zur Bestimmung der Tragfähigkeit und des Verformungsverhaltens
- DIN EN 596 Holzbauwerke – Prüfverfahren – Prüfung von Wänden in Holztafelbauart bei weichem Stoß
- DIN EN 597 Möbel – Bewertung der Entzündbarkeit von Matratzen und gepolsterten Bettböden
  - Teil 1 Zündquelle: Glimmende Zigarette
  - Teil 2 Zündquelle: Eine einem brennenden Streichholz vergleichbare Gasflamme
- DIN EN 598 Rohre, Formstücke, Zubehörteile aus duktilem Gusseisen und ihre Verbindungen für die Abwasser-Entsorgung – Anforderungen und Prüfverfahren
- DIN EN 599 Dauerhaftigkeit von Holz und Holzprodukten – Wirksamkeit von Holzschutzmitteln wie sie durch biologische Prüfungen ermittelt wird
  - Teil 1 Spezifikation entsprechend der Gebrauchsklasse
  - Teil 2 Klassifikation und Kennzeichnung
- DIN EN 601 Aluminium und Aluminiumlegierungen – Gussstücke – Chemische Zusammensetzung von Gussstücken, die in Kontakt mit Lebensmitteln kommen
- DIN EN 602 Aluminium und Aluminiumlegierungen – Kneterzeugnisse – Chemische Zusammensetzung von Halbzeug für die Herstellung von Erzeugnissen, die in Kontakt mit Lebensmitteln kommen
- DIN EN 603 Aluminium und Aluminiumlegierungen – Stranggepreßtes oder gewalztes Schmiedevormaterial
  - Teil 1 Technische Lieferbedingungen
  - Teil 2 Mechanische Eigenschaften
  - Teil 3 Grenzabmaße und Formtoleranzen
- DIN EN 604 Aluminium und Aluminiumlegierungen – Gegossenes Schmiedevormaterial
  - Teil 1 Technische Lieferbedingungen
  - Teil 2 Grenzabmaße und Formtoleranzen
- DIN EN 606 Strichcodierung – Etiketten für Transport und Handhabung von Stahlprodukten
- DIN EN 607 Hängedachrinnen und Zubehörteile aus PVC-U – Begriffe, Anforderungen und Prüfung
- DIN EN 609 Land- und Forstmaschinen – Sicherheit von Holzspaltmaschinen
  - Teil 1 Keilspaltmaschinen
  - Teil 2 Schraubenspaltmaschinen
- DIN EN 610 Zinn und Zinnlegierungen – Zinn in Masseln
- DIN EN 611 Zinn und Zinnlegierungen – Zinnlegierungen und Zinngerät
  - Teil 1 Zinnlegierungen
  - Teil 2 Zinngerät
- DIN EN 613 Konvektions-Raumheizer für gasförmige Brennstoffe
- DIN EN 614 Sicherheit von Maschinen – Ergonomische Gestaltungsgrundsätze
  - Teil 1 Begriffe und allgemeine Leitsätze
  - Teil 2 Wechselwirkungen zwischen der Gestaltung von Maschinen und den Arbeitsaufgaben
- DIN EN 615 Brandschutz – Löschmittel – Anforderungen an Löschpulver (nicht für Löschpulver der Brandklasse D)
- DIN EN 617 Stetigförderer und Systeme – Sicherheits- und EMV-Anforderungen an Einrichtungen für die Lagerung von Schüttgütern in Silos, Bunkern, Vorratsbehältern und Trichtern
- DIN EN 618 Stetigförderer und Systeme – Sicherheits- und EMV-Anforderungen an mechanische Fördereinrichtungen für Schüttgut ausgenommen ortsfeste Gurtförderer
- DIN EN 619 Stetigförderer und Systeme - Sicherheitsanforderungen an mechanische Fördereinrichtungen für Stückgut
- DIN EN 620 Stetigförderer und Systeme - Sicherheitsanforderungen an ortsfeste Gurtförderer für Schüttgut
- DIN EN 621 Gasbefeuerte Warmlufterzeuger mit erzwungener Konvektion zum Beheizen von Räumen für den nicht-häuslichen Gebrauch mit einer Nennwärmebelastung nicht über 300 kW, ohne Gebläse zur Beförderung der Verbrennungsluft und/oder der Abgase
- DIN EN 622 Faserplatten – Anforderungen
  - Teil 1 Allgemeine Anforderungen
  - Teil 2 Anforderungen an harte Platten
  - Teil 3 Anforderungen an mittelharte Platten
  - Teil 4 Anforderungen an poröse Platten
  - Teil 5 Anforderungen an Platten nach dem Trockenverfahren (MDF)
- DIN EN 623 Hochleistungskeramik – Monolithische Keramik; Allgemeine und strukturelle Eigenschaften
  - Teil 1 Prüfung auf Anwesenheit von Oberflächenfehlern durch Farbstoffeindringtests
  - Teil 2 Bestimmung von Dichte und Porosität
  - Teil 3 Bestimmung der Korngröße und der Korngrößenverteilung (Linienschnittverfahren)
  - Teil 4 Bestimmung der Oberflächenrauheit
  - Teil 5 Bestimmung des Volumenanteils von Phasen durch Auswertung von Mikrogefügeaufnahmen
- DIN EN 624 Festlegungen für flüssiggasbetriebene Geräte – Raumluftunabhängige Flüssiggas-Raumheizgeräte zum Einbau in Fahrzeugen und Booten
- DIN EN 625 Heizkessel für gasförmige Brennstoffe – Spezielle Anforderungen an die trinkwasserseitige Funktion von Kombi-Kesseln mit einer Nennwärmebelastung kleiner als oder gleich 70 kW
- DIN EN 626 Sicherheit von Maschinen – Reduzierung des Gesundheitsrisikos durch Gefahrstoffe, die von Maschinen ausgehen
  - Teil 1 Grundsätze und Festlegungen für Maschinenhersteller, März 2016 ersetzt durch DIN EN ISO 14123-1
  - Teil 2 Methodik beim Aufstellen von Überprüfungsverfahren, Mai 2016 ersetzt durch DIN EN ISO 14123-1
- DIN EN 627 Regeln für Datenerfassung und Fernüberwachung von Aufzügen, Fahrtreppen und Fahrsteigen
- DIN EN 629 Ortsbewegliche Gasflaschen – 25E kegeliges Gewinde zum Anschluss von Ventilen an Gasflaschen
  - Teil 1 Spezifikation, Dezember 2010 ersetzt durch DIN EN ISO 11363-1
- DIN EN 631 Werkstoffe und Gegenstände in Kontakt mit Lebensmitteln; Speisenbehälter
  - Teil 1 Maße der Behälter
  - Teil 2 Maße des Zubehörs und der Auflagen
- DIN EN 633 Zementgebundene Spanplatten; Definition und Klassifizierung
- DIN EN 634 Zementgebundene Spanplatten – Anforderungen
  - Teil 1 Allgemeine Anforderungen
  - Teil 2 Anforderungen an Portlandzement (PZ) gebundene Spanplatten zur Verwendung im Trocken-, Feucht- und Außenbereich
- DIN EN 635 Sperrholz – Klassifizierung nach dem Aussehen der Oberfläche
  - Teil 1 Allgemeines
  - Teil 2 Laubholz
  - Teil 3 Nadelholz
  - Teil 5 Messverfahren und Angabe der Merkmale und Fehler
- DIN EN 636 Sperrholz – Anforderungen
- DIN EN 637 Kunststoff-Rohrleitungssysteme – Teile aus glasfaserverstärkten Kunststoffen – Ermittlung der Gehalte von Bestandteilen mit Hilfe des gravimetrischen Verfahrens
- DIN EN 639 Allgemeine Anforderungen für Druckrohre aus Beton, einschließlich Rohrverbindungen und Formstücke
- DIN EN 640 Stahlbetondruckrohre und Betondruckrohre mit verteilter Bewehrung (ohne Blechmantel), einschließlich Rohrverbindungen und Formstücke
- DIN EN 641 Stahlbetondruckrohre mit Blechmantel, einschließlich Rohrverbindungen und Formstücke
- DIN EN 642 Spannbetondruckrohre, mit und ohne Blechmantel, einschließlich Rohrverbindungen, Formstücke und besondere Anforderungen an Spannstahl für Rohre
- DIN EN 643 Papier und Pappe – Europäische Liste der Standardsorten für Altpapier und Pappe
- DIN EN 645 Papier und Pappe vorgesehen für den Kontakt mit Lebensmitteln; Herstellung eines Kaltwasserextraktes
- DIN EN 646 Papier und Pappe vorgesehen für den Kontakt mit Lebensmitteln – Bestimmung der Farbechtheit von gefärbtem Papier und Pappe
- DIN EN 647 Papier und Pappe vorgesehen für den Kontakt mit Lebensmitteln; Herstellung eines Heißwasserextraktes
- DIN EN 648 Papier und Pappe vorgesehen für den Kontakt mit Lebensmitteln – Bestimmung der Farbechtheit von optisch aufgehelltem Papier und Pappe
- DIN EN 649 Elastische Bodenbeläge – Homogene und heterogene Polyvinylchlorid-Bodenbeläge – Spezifikation
- DIN EN 650 Elastische Bodenbeläge – Bodenbeläge aus Polyvinylchlorid mit einem Rücken aus Jute oder Polyestervlies oder auf Polyestervlies mit einem Rücken aus Polyvinylchlorid – Spezifikation
- DIN EN 651 Elastische Bodenbeläge – Polyvinylchlorid-Bodenbeläge mit einer Schaumstoffschicht – Spezifikation
- DIN EN 652 Elastische Bodenbeläge – Polyvinylchlorid-Bodenbeläge mit einem Rücken auf Korkbasis – Spezifikation
- DIN EN 655 Elastische Bodenbeläge – Platten auf einem Rücken aus Presskork mit einer Polyvinylchlorid-Nutzschicht – Spezifikation
- DIN EN 656 Heizkessel für gasförmige Brennstoffe – Heizkessel des Typs B mit einer Nennwärmebelastung größer als 70 kW aber gleich oder kleiner als 300 kW
- DIN EN 657 Thermisches Spritzen – Begriffe, Einteilung
- DIN EN 658 Bergsteigerausrüstung – Verankerungsmittel im Eis – Sicherheitstechnische Anforderungen und Prüfverfahren
- DIN EN 659 Feuerwehrschutzhandschuhe
- DIN EN 660 Elastische Bodenbeläge – Ermittlung des Verschleißverhaltens
  - Teil 1 Stuttgarter Prüfung
  - Teil 2 Frick-Taber-Prüfung
- DIN EN 661 Elastische Bodenbeläge – Bestimmung der Wasserausbreitung
- DIN EN 662 Elastische Bodenbeläge – Bestimmung der Schüsselung bei Feuchteeinwirkung
- DIN EN 663 Elastische Bodenbeläge – Bestimmung der Dekortiefe
- DIN EN 664 Elastische Bodenbeläge – Bestimmung des Verlustes an flüchtigen Bestandteilen
- DIN EN 665 Elastische Bodenbeläge – Bestimmung der Weichmacherabgabe
- DIN EN 666 Elastische Bodenbeläge – Bestimmung der Gelierung
- DIN EN 669 Elastische Bodenbeläge – Bestimmung der Maßänderung von Linoleum-Platten durch Veränderung der Luftfeuchte
- DIN EN 671 Ortsfeste Löschanlagen – Wandhydranten
  - Teil 1 Schlauchhaspeln mit formstabilem Schlauch
  - Teil 2 Wandhydranten mit Flachschlauch
  - Teil 3 Instandhaltung von Schlauchhaspeln mit formstabilem Schlauch und Wandhydranten mit Flachschlauch
- DIN EN 672 Elastische Bodenbeläge – Bestimmung der Rohdichte von Preßkork
- DIN EN 673 Glas im Bauwesen – Bestimmung des Wärmedurchgangskoeffizienten (U-Wert) – Berechnungsverfahren
- DIN EN 674 Glas im Bauwesen – Bestimmung des Wärmedurchgangskoeffizienten (U-Wert) – Verfahren mit dem Plattengerät
- DIN EN 675 Glas im Bauwesen – Bestimmung des Wärmedurchgangskoeffizienten (U-Wert) – Wärmestrommesser-Verfahren
- DIN EN 676 Automatische Brenner mit Gebläse für gasförmige Brennstoffe
- DIN EN 677 Heizungskessel für gasförmige Brennstoffe – Besondere Anforderungen an Brennwertkessel mit einer Nennwärmebelastung kleiner oder gleich 70 kW
- DIN EN 678 Bestimmung der Trockenrohdichte von dampfgehärtetem Porenbeton
- DIN EN 679 Bestimmung der Druckfestigkeit von dampfgehärtetem Porenbeton
- DIN EN 680 Bestimmung des Schwindens von dampfgehärtetem Porenbeton
- DIN EN 681 Elastomer-Dichtungen – Werkstoff-Anforderungen für Rohrleitungs-Dichtungen für Anwendungen in der Wasserversorgung und Entwässerung
  - Teil 1 Vulkanisierter Gummi
  - Teil 2 Thermoplastische Elastomere
  - Teil 3 Zellige Werkstoffe aus vulkanisiertem Kautschuk
  - Teil 4 Dichtelemente aus gegossenem Polyurethan
- DIN EN 682 Elastomer-Dichtungen – Werkstoff-Anforderungen für Dichtungen in Versorgungsleitungen und Bauteilen für Gas und flüssige Kohlenwasserstoffe
- DIN EN 683 Aluminium und Aluminiumlegierungen – Vormaterial für Wärmeaustauscher (Finstock)
  - Teil 1 Technische Lieferbedingungen
  - Teil 2 Mechanische Eigenschaften
  - Teil 3 Grenzabmaße und Formtoleranzen
- DIN EN 684 Elastische Bodenbeläge – Bestimmung der Nahtfestigkeit
- DIN EN 686 Elastische Bodenbeläge – Spezifikation für Linoleum mit und ohne Muster mit Schaumrücken
- DIN EN 687 Elastische Bodenbeläge – Spezifikation für Linoleum mit und ohne Muster mit Korkmentrücken
- DIN EN 688 Elastische Bodenbeläge – Spezifikation für Korklinoleum
- DIN EN 689 Arbeitsplatzatmosphäre – Anleitung zur Ermittlung der inhalativen Exposition gegenüber chemischen Stoffen zum Vergleich mit Grenzwerten und Messstrategie
- DIN EN 690 Landmaschinen – Stalldungstreuer – Sicherheit
- DIN EN 691 Sicherheit von Holzbearbeitungsmaschinen
  - Teil 1 Gemeinsame Anforderungen
- DIN EN 692 Werkzeugmaschinen – Mechanische Pressen – Sicherheit
- DIN EN 693 Werkzeugmaschinen – Sicherheit – Hydraulische Pressen
- DIN EN 694 Feuerlöschschläuche – Formstabile Schläuche für Wandhydranten
- DIN EN 695 Küchenspülen – Anschlussmaße
- DIN EN 702 Schutzkleidung – Schutz gegen Hitze und Flammen – Prüfverfahren: Bestimmung des Kontaktwärmedurchgangs durch Schutzkleidungen oder deren Materialien
- DIN EN 703 Landmaschinen – Maschinen zum Laden, Mischen und/oder Zerkleinern und Verteilen von Silage – Sicherheit
- DIN EN 705 Kunststoff-Rohrleitungssysteme – Rohre und Formstücke aus glasfaserverstärkten duroplastischen Kunststoffen (GFK) – Verfahren zur Regressionsanalyse und deren Anwendung
- DIN EN 706 Landmaschinen – Reblaubschneidegeräte – Sicherheit
- DIN EN 707 Landmaschinen – Flüssigmisttankwagen – Sicherheit
- DIN EN 709 Maschinen für die Land- und Forstwirtschaft – Einachstraktoren mit angebauter Fräse, Motorhacken, Triebradhacken – Sicherheit
- DIN EN 710 Sicherheit von Maschinen – Sicherheitsanforderungen an Gießereimaschinen und -anlagen der Form- und Kernherstellung und dazugehörige Einrichtungen
- DIN EN 711 Fahrzeuge der Binnenschiffahrt – Geländer für Decks – Anforderungen, Bauarten
- DIN EN 712 Thermoplastische Rohrleitungssysteme; Zugfeste mechanische Verbindungen zwischen Druckrohren und Formstücken; Prüfverfahren für den Widerstand gegen Herausziehen unter konstanter Belastung
- DIN EN 713 Kunststoff-Rohrleitungssysteme; Mechanische Verbindungen zwischen Formstücken und Druckrohren aus Polyolefinen; Prüfverfahren für die Dichtheit unter Innendruck und Biegung
- DIN EN 714 Rohrleitungssysteme aus Thermoplasten – Nicht zugfeste Verbindungen mit elastomeren Dichtringen zwischen Druckrohren und Formstücken – Prüfverfahren für die Dichtheit unter hydrostatischem Innendruck ohne Axialbeanspruchung
- DIN EN 715 Rohrleitungssysteme aus Thermoplasten; Zugfeste Verbindungen zwischen Druckrohren und Formstücken mit kleinen Durchmessern; Prüfverfahren für die Dichtheit unter Innendruck mittels Wasser und unter Axialbeanspruchung
- DIN EN 716 Möbel – Kinderbetten und Reisekinderbetten für den Wohnbereich
  - Teil 1 Sicherheitstechnische Anforderungen
  - Teil 2 Prüfverfahren
- DIN EN 717 Holzwerkstoffe – Bestimmung der Formaldehydabgabe
  - Teil 1 Formaldehydabgabe nach der Prüfkammer-Methode
  - Teil 2 Formaldehydabgabe nach der Gasanalyse-Methode
  - Teil 3 Formaldehydabgabe nach der Flaschen-Methode
- DIN EN 718 Elastische Bodenbeläge – Bestimmung der flächenbezogenen Masse von Verstärkung oder Rücken von Bodenbelägen aus Polyvinylchlorid
- DIN EN 720 Ortsbewegliche Gasflaschen – Gase und Gasgemische
  - Teil 1 Eigenschaften von Einzel-Gasen
- DIN EN 721 Bewohnbare Freizeitfahrzeuge – Anforderungen an die Sicherheitslüftung
- DIN EN 722 Bewohnbare Freizeitfahrzeuge – Mit flüssigem Brennstoff betriebene Heizungssysteme
  - Teil 1 Caravans und Mobilheime
- DIN EN 723 Kupfer und Kupferlegierungen – Verfahren zur Bestimmung des Kohlenstoffgehaltes auf der Innenoberfläche von Kupferrohren oder Fittings durch Verbrennen
- DIN EN 725 Hochleistungskeramik – Prüfverfahren für keramische Pulver
  - Teil 1 Bestimmung von Verunreinigungen in Aluminiumoxidpulver
  - Teil 2 Bestimmung von Verunreinigungen in Bariumtitanatpulvern
  - Teil 3 Bestimmung des Sauerstoffgehaltes in Nichtoxid-Pulvern mittels Trägergasheißextraktion
  - Teil 4 Bestimmung des Sauerstoffgehaltes in Aluminiumnitridpulvern mittels Röntgenfluoreszenzanalyse (RFA)
  - Teil 5 Bestimmung der Teilchengrößenverteilung
  - Teil 8 Bestimmung der geklopften Schüttdichte
  - Teil 9 Bestimmung der Schüttdichte
  - Teil 10 Bestimmung der Verdichtungseigenschaften
  - Teil 11 Bestimmung des Verdichtungsverhaltens bei natürlichem Sinterbrand
  - Teil 12 Chemische Analyse von Zirconiumoxid
- DIN EN 726 Identifikationskartensysteme – Anforderungen an Chipkarten und Endgeräte für Telekommunikationszwecke
  - Teil 1 Systemüberblick
  - Teil 2 Sicherheitsgrundgerüst
  - Teil 3 Applikationsunabhängige Anforderungen an die Karte
  - Teil 4 Applikationsunabhängige, kartenrelevante Anforderungen an Endgeräte
  - Teil 5 Bezahlungsmethoden
  - Teil 6 Leistungsmerkmale
  - Teil 7 Sicherheitsmodul
- DIN EN 727 Kunststoff-Rohrleitungs- und Schutzrohrsysteme – Rohre und Formstücke aus Thermoplasten – Bestimmung der Vicat-Erweichungstemperatur (VST)
- DIN EN 728 Kunststoff-Rohrleitungs- und Schutzrohrsysteme – Rohre und Formstücke aus Polyolefinen – Bestimmung der Oxidations-Induktionszeit
- DIN EN 730 Gasschweißgeräte – Sicherheitseinrichtungen
  - Teil 1 Mit integrierter Flammensperre
  - Teil 2 Ohne integrierte Flammensperre
- DIN EN 732 Festlegungen für Flüssiggasgeräte – Absorber-Kühlschränke
- DIN EN 733 Kreiselpumpen mit axialem Eintritt PN 10 mit Lagerträger – Nennleistung, Hauptmaße, Bezeichnungssystem
- DIN EN 734 Seitenkanalpumpen PN 40 – Nennleistung, Hauptmaße, Bezeichnungssystem
- DIN EN 735 Anschlussmaße für Kreiselpumpen – Toleranzen
- DIN EN 736 Armaturen – Terminologie
  - Teil 1 Definition der Grundbauarten
  - Teil 2 Definition der Armaturenteile
  - Teil 3 Definition von Begriffen
- DIN EN 741 Stetigförderer und Systeme – Sicherheitsanforderungen an Systeme und ihre Komponenten zur pneumatischen Förderung von Schüttgut
- DIN EN 744 Kunststoff-Rohrleitungs- und Schutzrohrsysteme – Rohre aus Thermoplasten – Prüfverfahren für die Widerstandsfähigkeit gegen äußere Schlagbeanspruchung im Umfangsverfahren
- DIN EN 746 Industrielle Thermoprozeßanlagen
  - Teil 1 Allgemeine Sicherheitsanforderungen an industrielle Thermoprozeßanlagen
  - Teil 2 Sicherheitsanforderungen an Feuerungen und Brennstofführungssysteme
  - Teil 3 Sicherheitsanforderungen für die Erzeugung und Anwendung von Schutz- und Reaktionsgasen
  - Teil 4 Besondere Sicherheitsanforderungen an Feuerverzinkungsanlagen
  - Teil 5 Besondere Sicherheitsanforderungen an Salzbad-Wärmebehandlungseinrichtungen und -anlagen
  - Teil 6 Besondere Sicherheitsanforderungen an Anlagen der Flüssigphasenbehandlung (Entwurf)
  - Teil 7 Besondere Sicherheitsanforderungen an Vakuum-Thermoprozeßanlagen (Entwurf)
  - Teil 8 Besondere Sicherheitsanforderungen an Abschreckanlagen
- DIN EN 747 Möbel – Etagenbetten und Hochbetten
  - Teil 1 Anforderungen an die Sicherheit, Festigkeit und Dauerhaltbarkeit
  - Teil 2 Prüfverfahren
- DIN EN 748 Spielfeldgeräte – Fußballtore – Funktionelle und sicherheitstechnische Anforderungen, Prüfverfahren
- DIN EN 749 Spielfeldgeräte – Handballtore – Funktionelle und sicherheitstechnische Anforderungen, Prüfverfahren
- DIN EN 750 Spielfeldgeräte – Hockeytore – Funktionelle und sicherheitstechnische Anforderungen, Prüfverfahren
- DIN EN 751 Dichtmittel für metallene Gewindeverbindungen in Kontakt mit Gasen der 1., 2. und 3. Familie und Heißwasser
  - Teil 1 Anaerobe Dichtmittel
  - Teil 2 Nichtaushärtende Dichtmittel
  - Teil 3 Ungesinterte PTFE-Bänder
- DIN EN 752 Entwässerungssysteme außerhalb von Gebäuden
- DIN EN 754 Aluminium und Aluminiumlegierungen – Gezogene Stangen und Rohre
  - Teil 1 Technische Lieferbedingungen
  - Teil 2 Mechanische Eigenschaften
  - Teil 3 Rundstangen, Grenzabmaße und Formtoleranzen
  - Teil 4 Vierkantstangen, Grenzabmaße und Formtoleranzen
  - Teil 5 Rechteckstangen, Grenzabmaße und Formtoleranzen
  - Teil 6 Sechskantstangen, Grenzabmaße und Formtoleranzen
  - Teil 7 Nahtlose Rohre, Grenzabmaße und Formtoleranzen
  - Teil 8 Mit Kammerwerkzeug stranggepresste Rohre, Grenzabmaße und Formtoleranzen
- DIN EN 755 Aluminium und Aluminiumlegierungen – Stranggepresste Stangen, Rohre und Profile
  - Teil 1 Technische Lieferbedingungen
  - Teil 2 Mechanische Eigenschaften
  - Teil 3 Rundstangen, Grenzabmaße und Formtoleranzen
  - Teil 4 Vierkantstangen, Grenzabmaße und Formtoleranzen
  - Teil 5 Rechteckstangen, Grenzabmaße und Formtoleranzen
  - Teil 6 Sechskantstangen, Grenzabmaße und Formtoleranzen
  - Teil 7 Nahtlose Rohre, Grenzabmaße und Formtoleranzen
  - Teil 8 Mit Kammerwerkzeug stranggepresste Rohre, Grenzabmaße und Formtoleranzen
  - Teil 9 Profile, Grenzabmaße und Formtoleranzen
- DIN EN 761 Kunststoff-Rohrleitungssysteme – Rohre aus glasfaserverstärkten duroplastischen Kunststoffen (GFK) – Bestimmung des Kriechfaktors im trockenen Zustand
- DIN EN 764 Druckgeräte
  - Teil 1 Vokabular
  - Teil 2 Größen, Symbole und Einheiten
  - Teil 3 Definition der beteiligten Parteien
  - Teil 4 Erstellung von technischen Lieferbedingungen für metallische Werkstoffe
  - Teil 5 Prüfbescheinigungen für metallische Werkstoffe und Übereinstimmung mit der Werkstoffspezifikation
  - Teil 7 Sicherheitseinrichtungen für unbefeuerte Druckgeräte
- DIN EN 765 Säcke für den Transport von Lebensmitteln für die Nahrungsmittelhilfe – Säcke aus anderen Polyolefingeweben als ausschließlich aus Polypropylen
- DIN EN 766 Säcke für den Transport von Lebensmitteln für die Nahrungsmittelhilfe – Säcke aus Jutegeweben
- DIN EN 767 Säcke für den Transport von Lebensmitteln für die Nahrungsmittelhilfe – Säcke aus Jute/Polyolefin-Mischgewebe
- DIN EN 768 Säcke für den Transport von Lebensmitteln für die Nahrungsmittelhilfe – Säcke aus Baumwollgewebe mit Innensack
- DIN EN 769 Säcke für den Transport von Lebensmitteln für die Nahrungsmittelhilfe – Säcke aus Baumwoll/Polyolefin-Mischgewebe
- DIN EN 770 Säcke für den Transport von Lebensmitteln für die Nahrungsmittelhilfe – Papiersäcke
- DIN EN 771 Festlegungen für Mauersteine
  - Teil 1 Mauerziegel
  - Teil 2 Kalksandsteine
  - Teil 3 Mauersteine aus Beton (mit dichten und porigen Zuschlägen)
  - Teil 4 Porenbetonsteine
  - Teil 5 Betonwerksteine
  - Teil 6 Natursteine
- DIN EN 772 Prüfverfahren für Mauersteine
  - Teil 1 Bestimmung der Druckfestigkeit
  - Teil 2 Bestimmung des prozentualen Lochanteils in Mauersteinen (mittels Papiereindruck)
  - Teil 3 Bestimmung des Nettovolumens und des prozentualen Lochanteils von Mauerziegeln mittels hydrostatischer Wägung (Unterwasserwägung)
  - Teil 4 Bestimmung der Dichte und der Rohdichte sowie der Gesamtporosität und der offenen Porosität von Mauersteinen aus Naturstein
  - Teil 5 Bestimmung des Gehaltes an aktiven löslichen Salzen von Mauerziegeln
  - Teil 6 Bestimmung der Biegezugfestigkeit von Mauersteinen aus Beton
  - Teil 7 Bestimmung der Wasseraufnahme von Mauerziegeln für Feuchteisolierschichten durch Lagerung in siedendem Wasser
  - Teil 9 Bestimmung des Loch- und Nettovolumens sowie des prozentualen Lochanteils von Mauerziegeln und Kalksandsteinen mittels Sandfüllung
  - Teil 10 Bestimmung des Feuchtegehaltes von Kalksandsteinen und Mauersteinen aus Porenbeton
  - Teil 11 Bestimmung der kapillaren Wasseraufnahme von Mauersteinen aus Beton, Porenbetonsteinen, Betonwerksteinen und Natursteinen sowie der anfänglichen Wasseraufnahme von Mauerziegeln
  - Teil 13 Bestimmung der Netto- und Brutto-Trockenrohdichte von Mauersteinen (außer Natursteinen)
  - Teil 14 Bestimmung der feuchtebedingten Formänderung von Mauersteinen aus Beton und Betonwerksteinen
  - Teil 15 Bestimmung der Wasserdampfdurchlässigkeit von Porenbetonsteinen
  - Teil 16 Bestimmung der Maße
  - Teil 18 Bestimmung des Frostwiderstandes von Kalksandsteinen
  - Teil 19 Bestimmung der Feuchtedehnung von horizontal gelochten großen Mauerziegeln
  - Teil 20 Bestimmung der Ebenheit von Mauersteinen
  - Teil 21 Bestimmung der Kaltwasseraufnahme von Mauerziegeln und Kalksandsteinen
- DIN EN 774 Gartengeräte – Tragbare motorbetriebene Heckenscheren – Sicherheit, Januar 2010 ersetzt durch DIN EN ISO 10517
- DIN EN 777 Dunkelstrahlersysteme mit mehreren Brennern mit Gebläse für gewerbliche und industrielle Anwendung
  - Teil 1 System D – Sicherheit
  - Teil 2 System E – Sicherheit
  - Teil 3 System F – Sicherheit
  - Teil 4 System H – Sicherheit
- DIN EN 778 Gasbefeuerte Warmlufterzeuger mit erzwungener Konvektion zum Beheizen von Räumen für den häuslichen Gebrauch mit einer Nennwärmebelastung nicht über 70 kW, ohne Gebläse zur Beförderung der Verbrennungsluft und/oder der Abgase
- DIN EN 779 Partikel-Luftfilter für die allgemeine Raumlufttechnik – Bestimmung der Filterleistung
- DIN EN 786 Gartengeräte – Elektrisch betriebene handgeführte und handgehaltene Rasentrimmer und Rasenkantentrimmer – Mechanische Sicherheit
- DIN EN 787 Säcke für den Transport von Lebensmitteln für die Nahrungsmittelhilfe – Beutel aus Polyethylenfolie
- DIN EN 788 Säcke für den Transport von Lebensmitteln für die Nahrungsmittelhilfe – Schlauchbeutel-Packung aus Verbundfolie
- DIN EN 789 Holzbauwerke – Prüfverfahren – Bestimmung der mechanischen Eigenschaften von Holzwerkstoffen
- DIN EN 790 Fahrzeuge der Binnenschifffahrt – Treppen mit Steigungswinkeln von 45° bis 60° – Anforderungen, Bauarten
- DIN EN 791 Bohrgeräte – Sicherheit
- DIN EN 792 Handgehaltene nicht-elektrisch betriebene Maschinen – Sicherheitsanforderungen
  - Teil 13 Eintreibgeräte
- DIN EN 794 Lungenbeatmungsgeräte
  - Teil 3 Besondere Anforderungen an Notfall- und Transportbeatmungsgeräte
- DIN EN 795 Persönliche Absturzschutzausrüstung – Anschlageinrichtungen
- DIN EN 802 Kunststoff-Rohrleitungs- und Schutzrohrsysteme – Spritzguss-Formstücke aus Thermoplasten für Druckrohrleitungen – Prüfverfahren für die maximale Verformung durch Quetschen
- DIN EN 803 Kunststoff-Rohrleitungssysteme – Spritzguss-Formstücke aus Thermoplasten für Steckmuffenverbindungen für Druckrohrleitungen – Prüfverfahren für die Widerstandsfähigkeit gegen Kurzzeit-Innendruck ohne Axialbeanspruchung
- DIN EN 804 Kunststoff-Rohrleitungssysteme – Spritzguss-Formstücke mit Klebmuffenverbindungen für Druckrohrleitungen – Prüfverfahren für die Widerstandsfähigkeit gegen hydrostatischen Kurzzeit-Innendruck
- DIN EN 805 Wasserversorgung – Anforderungen an Wasserversorgungssysteme und deren Bauteile außerhalb von Gebäuden
- DIN EN 806 Technische Regeln für Trinkwasser-Installationen (TRWI)
  - Teil 1 Allgemeines
  - Teil 2 Planung
  - Teil 3 Berechnung der Rohrinnendurchmesser – Vereinfachtes Verfahren
  - Teil 4 Installation
  - Teil 5 Betrieb und Wartung
- DIN EN 809 Pumpen und Pumpenaggregate für Flüssigkeiten – Allgemeine sicherheitstechnische Anforderungen
- DIN EN 818 Kurzgliedrige Rundstahlketten für Hebezwecke – Sicherheit
  - Teil 1 Allgemeine Abnahmebedingungen
  - Teil 2 Mitteltolerierte Rundstahlketten für Anschlagketten – Güteklasse 8
  - Teil 3 Mitteltolerierte Rundstahlketten für Anschlagketten – Güteklasse 4
  - Teil 4 Anschlagketten – Güteklasse 8
  - Teil 5 Anschlagketten – Güteklasse 4
  - Teil 6 Anschlagketten – Festlegungen zu Informationen über Gebrauch und Instandhaltung, die vom Hersteller zur Verfügung zu stellen sind
  - Teil 7 Feintolerierte Hebezeugketten, Güteklasse T (Ausführung T, DAT und DT)
- DIN EN 821 Hochleistungskeramik – Monolithische Keramik – Thermophysikalische Eigenschaften
  - Teil 1 Bestimmung der thermischen Längenänderung
  - Teil 2 Messung der Temperaturleitfähigkeit mit dem Laserflash (oder Wärmepuls-)Verfahren
  - Teil 3 Bestimmung der spezifischen Wärmekapazität
- DIN EN 822 Wärmedämmstoffe für das Bauwesen – Bestimmung der Länge und Breite
- DIN EN 823 Wärmedämmstoffe für das Bauwesen – Bestimmung der Dicke
- DIN EN 824 Wärmedämmstoffe für das Bauwesen – Bestimmung der Rechtwinkligkeit
- DIN EN 825 Wärmedämmstoffe für das Bauwesen – Bestimmung der Ebenheit
- DIN EN 826 Wärmedämmstoffe für das Bauwesen – Bestimmung des Verhaltens bei Druckbeanspruchung
- DIN EN 827 Klebstoffe – Bestimmung des Feststoffgehaltes nach Vereinbarung und bis zur Massekonstanz
- DIN EN 828 Klebstoffe – Benetzbarkeit – Bestimmung durch Messung des Kontaktwinkels und der freien Oberflächenenergie fester Oberflächen
- DIN EN 832 Wärmetechnisches Verhalten von Gebäuden – Berechnung des Heizenergiebedarfs – Wohngebäude, Juni 2003 ersetzt durch DIN EN 832, DIN EN ISO 13790, DIN EN ISO 13790
- DIN EN 834 Heizkostenverteiler für die Verbrauchswerterfassung von Raumheizflächen – Geräte mit elektrischer Energieversorgung
- DIN EN 835 Heizkostenverteiler für die Verbrauchswerterfassung von Raumheizflächen – Geräte ohne elektrische Energieversorgung nach dem Verdunstungsprinzip
- DIN EN 836 Gartengeräte – Motorgetriebene Rasenmäher – Sicherheit
- DIN EN 837 Druckmessgeräte
  - Teil 1 Druckmessgeräte mit Rohrfedern; Maße, Messtechnik, Anforderungen und Prüfung
  - Teil 2 Auswahl- und Einbauempfehlungen für Druckmessgeräte
  - Teil 3 Druckmessgeräte mit Platten- und Kapselfedern; Maße, Messtechnik, Anforderungen und Prüfung
- DIN EN 838 Exposition am Arbeitsplatz – Messung von Gasen und Dämpfen mit Diffusionssammlern – Anforderungen und Prüfverfahren
- DIN EN 840 Fahrbare Abfall- und Wertstoffbehälter
  - Teil 1 Behälter mit 2 Rädern und einem Nennvolumen bis 400 l für Kammschüttungen – Maße und Formgebung
  - Teil 2 Behälter mit 4 Rädern und einem Nennvolumen bis 1 300 l mit Flachdeckel(n), für Schüttungen mit Zapfenaufnahme und/oder für Kammschüttungen – Maße und Formgebung
  - Teil 3 Behälter mit 4 Rädern und einem Nennvolumen bis 1 300 l mit Schiebedeckel(n), für Schüttungen mit Zapfenaufnahme und/oder für Kammschüttungen – Maße und Formgebung
  - Teil 4 Behälter mit 4 Rädern und einem Nennvolumen bis 1 700 l mit Flachdeckel(n), für breite Schüttungen mit Zapfenaufnahme oder BG-Schüttungen und/oder für breite Kammschüttungen – Maße und Formgebung
  - Teil 5 Anforderungen an die Ausführung und Prüfverfahren
  - Teil 6 Sicherheits- und Gesundheitsschutzanforderungen
- DIN EN 841 Strichcodierung – Symbologiespezifikationen, Beschreibung von Formaten
- DIN EN 842 Sicherheit von Maschinen – Optische Gefahrensignale – Allgemeine Anforderungen, Gestaltung und Prüfung
- DIN EN 843 Hochleistungskeramik – Mechanische Eigenschaften monolithischer Keramik bei Raumtemperatur
  - Teil 1 Bestimmung der Biegefestigkeit
  - Teil 2 Bestimmung des Elastizitätsmoduls, Schubmoduls und der Poissonzahl
  - Teil 3 Bestimmung der Parameter des unterkritischen Risswachstums aus Biegefestigkeitsprüfungen mit konstanter Spannungsrate
  - Teil 4 Härteprüfung nach Vickers, Knoop und Rockwell
  - Teil 5 Statistische Auswertung
  - Teil 6 Leitlinie für die fraktographische Untersuchung
  - Teil 7 C-Ring-Prüfungen
  - Teil 8 Leitlinien zur Durchführung von Überlast-Prüfungen
- DIN EN 844 Rund und Schnittholz – Terminologie
  - Teil 1 Gemeinsame allgemeine Begriffe über Rundholz und Schnittholz
  - Teil 2 Allgemeine Begriffe über Rundholz
  - Teil 3 Allgemeine Begriffe über Schnittholz
  - Teil 4 Begriffe zum Feuchtegehalt
  - Teil 5 Begriffe zu Maßen von Rundholz
  - Teil 6 Begriffe zu Maßen von Schnittholz
  - Teil 7 Begriffe zum anatomischen Aufbau von Holz
  - Teil 8 Begriffe zu Merkmalen von Rundholz
  - Teil 9 Begriffe zu Merkmalen von Schnittholz
  - Teil 10 Begriffe zu Verfärbung und Pilzbefall
  - Teil 11 Begriffe zum Insektenbefall
  - Teil 12 Zusätzliche Begriffe und allgemeiner Index
- DIN EN 845 Festlegungen für Ergänzungsbauteile für Mauerwerk
  - Teil 1 Maueranker, Zugbänder, Auflager und Konsolen
  - Teil 2 Stürze
  - Teil 3 Lagerfugenbewehrung aus Stahl
- DIN EN 846 Prüfverfahren für Ergänzungsbauteile für Mauerwerk
  - Teil 2 Bestimmung der Verbundfestigkeit vorgefertigter Lagerfugenbewehrung
  - Teil 3 Bestimmung der Schubtragfähigkeit der Schweißstellen in vorgefertigter Lagerfugenbewehrung
  - Teil 4 Bestimmung der Festigkeit und der Last-Verformungs-Eigenschaften von Bändern
  - Teil 5 Bestimmung der Zug- und Drucktragfähigkeit sowie der Steifigkeit von Mauerankern (Steinpaar-Prüfung)
  - Teil 6 Bestimmung der Zug- und Drucktragfähigkeit sowie der Steifigkeit von Mauerankern (Einseitige Prüfung)
  - Teil 7 Bestimmung der Schubtragfähigkeit und der Steifigkeit von Mauerverbindern (Steinpaar-Prüfung in Mörtelfugen)
  - Teil 8 Bestimmung der Tragfähigkeit und der Last-Verformungseigenschaften von Balkenauflagern
  - Teil 9 Bestimmung der Biege- und Schubwiderstandsfähigkeit von Stürzen
  - Teil 10 Bestimmung der Tragfähigkeit und der Last-Verformungseigenschaften von Konsolen
  - Teil 11 Bestimmung der Maße und der Überhöhung von Stürzen
  - Teil 13 Bestimmung der Schlagfestigkeit, des Abriebwiderstands und der Korrosionsbeständigkeit von organischen Beschichtungen
  - Teil 14 Bestimmung der Anfangsscherfestigkeit des Verbunds zwischen dem vorgefertigten Teil eines teilweise vorgefertigten, bauseits ergänzten Sturzes und dem über dem Sturz befindlichen Mauerwerk
- DIN EN 847 Maschinen-Werkzeuge für Holzbearbeitung – Sicherheitstechnische Anforderungen
  - Teil 1 Fräs- und Hobelwerkzeuge, Kreissägeblätter
  - Teil 2 Anforderungen für den Schaft von Fräswerkzeugen
  - Teil 3 Spannzeuge
- DIN EN 848 Sicherheit von Holzbearbeitungsmaschinen – Fräsmaschinen für einseitige Bearbeitung mit drehendem Werkzeug
  - Teil 1 Einspindelige senkrechte Tischfräsmaschinen
  - Teil 2 Einspindelige Oberfräsmaschinen mit Handvorschub/mechanischem Vorschub
  - Teil 3 NC-Bohr- und Fräsmaschinen
- DIN EN 851 Aluminium und Aluminiumlegierungen – Ronden und Rondenvormaterial zur Herstellung von Küchengeschirr – Spezifikationen
- DIN EN 853 Gummischläuche und -schlauchleitungen – Hydraulikschläuche mit Drahtgeflechteinlage – Spezifikation
- DIN EN 854 Gummischläuche und -schlauchleitungen – Hydraulikschläuche mit Textileinlage – Spezifikation
- DIN EN 855 Kunststoffschläuche und -schlauchleitungen – Kunststoff-Hydraulikschläuche mit Textileinlage – Spezifikation
- DIN EN 856 Gummischläuche und -schlauchleitungen – Hydraulikschläuche mit Drahtspiraleinlage – Spezifikation
- DIN EN 857 Gummischläuche und -schlauchleitungen – Kompakthydraulikschläuche mit Drahtgeflechteinlage – Spezifikation
- DIN EN 858 Abscheideranlagen für Leichtflüssigkeiten (z. B. Öl und Benzin)
  - Teil 1 Bau-, Funktions- und Prüfgrundsätze, Kennzeichnung und Güteüberwachung
  - Teil 2 Wahl der Nenngröße, Einbau, Betrieb und Wartung
- DIN EN 859 Sicherheit von Holzbearbeitungsmaschinen – Abrichthobelmaschinen mit Handvorschub
- DIN EN 860 Sicherheit von Holzbearbeitungsmaschinen – Dickenhobelmaschinen für einseitige Bearbeitung
- DIN EN 861 Sicherheit von Holzbearbeitungsmaschinen – Kombinierte Abricht- und Dickenhobelmaschinen
- DIN EN 862 Verpackung – Kindergesicherte Verpackung – Anforderungen und Prüfverfahren für nichtwiederverschließbare Verpackungen für nichtpharmazeutische Produkte
- DIN EN 863 Schutzkleidung – Mechanische Eigenschaften – Prüfverfahren: Widerstand gegen Durchstoßen
- DIN EN 867 Nichtbiologische Systeme für den Gebrauch in Sterilisatoren
  - Teil 5 Festlegungen von Indikatorsystemen und Prüfkörpern für die Leistungsprüfung von Klein-Sterilisatoren vom Typ B und vom Typ S
- DIN EN 868 Verpackungen für in der Endverpackung zu sterilisierende Medizinprodukte
  - Teil 2 Sterilisierverpackung – Anforderungen und Prüfverfahren
  - Teil 3 Papier zur Herstellung von Papierbeuteln (festgelegt in EN 868-4) und zur Herstellung von Klarsichtbeuteln und -schläuchen (festgelegt in EN 868-5) – Anforderungen und Prüfverfahren
  - Teil 4 Papierbeutel – Anforderungen und Prüfverfahren
  - Teil 5 Siegelfähige Klarsichtbeutel und -schläuche aus porösen Materialien und Kunststoff-Verbundfolie – Anforderungen und Prüfverfahren
  - Teil 6 Papier für Niedertemperatur-Sterilisationsverfahren – Anforderungen und Prüfverfahren
  - Teil 7 Klebemittelbeschichtetes Papier für Niedertemperatur-Sterilisationsverfahren – Anforderungen und Prüfverfahren
  - Teil 8 Wiederverwendbare Sterilisierbehälter für Dampf-Sterilisatoren nach EN 285 – Anforderungen und Prüfverfahren
  - Teil 9 Unbeschichtete Faservliesmaterialien aus Polyolefinen – Anforderungen und Prüfverfahren
  - Teil 10 Klebemittelbeschichtete Faservliesmaterialien aus Polyolefinen – Anforderungen und Prüfverfahren
- DIN EN 869 Sicherheit von Maschinen – Sicherheitsanforderungen an Metall-Druckgießanlagen
- DIN EN 872 Wasserbeschaffenheit – Bestimmung suspendierter Stoffe – Verfahren durch Abtrennung mittels Glasfaserfilter
- DIN EN 877 Rohre und Formstücke aus Gusseisen, deren Verbindungen und Zubehör zur Entwässerung von Gebäuden – Anforderungen, Prüfverfahren und Qualitätssicherung
- DIN EN 878 Produkte zur Aufbereitung von Wasser für den menschlichen Gebrauch – Aluminiumsulfat
- DIN EN 881 Produkte zur Aufbereitung von Wasser für den menschlichen Gebrauch – Aluminiumchlorid (monomer), Aluminiumhydroxidchlorid (monomer) und Aluminiumhydroxidchloridsulfat (monomer)
- DIN EN 882 Produkte zur Aufbereitung von Wasser für den menschlichen Gebrauch – Natriumaluminat
- DIN EN 883 Produkte zur Aufbereitung von Wasser für den menschlichen Gebrauch – Polyaluminiumchloridhydroxid und Polyaluminiumchloridhydroxidsulfat
- DIN EN 885 Produkte zur Aufbereitung von Wasser für den menschlichen Gebrauch – Polyaluminiumhydroxidchloridsilikat
- DIN EN 886 Produkte zur Aufbereitung von Wasser für den menschlichen Gebrauch – Polyaluminiumhydroxidsilikatsulfat
- DIN EN 887 Produkte zur Aufbereitung von Wasser für den menschlichen Gebrauch – Aluminium-Eisen(III)-sulfat
- DIN EN 888 Produkte zur Aufbereitung von Wasser für den menschlichen Gebrauch – Eisen(III)chlorid
- DIN EN 889 Produkte zur Aufbereitung von Wasser für den menschlichen Gebrauch – Eisen(II)sulfat
- DIN EN 890 Produkte zur Aufbereitung von Wasser für den menschlichen Gebrauch – Eisen(III)sulfat-Lösung
- DIN EN 891 Produkte zur Aufbereitung von Wasser für den menschlichen Gebrauch – Eisen(III)chloridsulfat
- DIN EN 892 Bergsteigerausrüstung – Dynamische Bergseile – Sicherheitstechnische Anforderungen und Prüfverfahren
- DIN EN 893 Bergsteigerausrüstung – Steigeisen – Sicherheitstechnische Anforderungen und Prüfverfahren
- DIN EN 894 Sicherheit von Maschinen – Ergonomische Anforderungen an die Gestaltung von Anzeigen und Stellteilen
  - Teil 1 Allgemeine Leitsätze für Benutzer-Interaktion mit Anzeigen und Stellteilen
  - Teil 2 Anzeigen
  - Teil 3 Stellteile
  - Teil 4 Lage und Anordnung von Anzeigen und Stellteilen
- DIN EN 896 Produkte zur Aufbereitung von Wasser für den menschlichen Gebrauch – Natriumhydroxid
- DIN EN 897 Produkte zur Aufbereitung von Wasser für den menschlichen Gebrauch – Natriumcarbonat
- DIN EN 898 Produkte zur Aufbereitung von Wasser für den menschlichen Gebrauch – Natriumhydrogencarbonat
- DIN EN 899 Produkte zur Aufbereitung von Wasser für den menschlichen Gebrauch – Schwefelsäure
- DIN EN 900 Produkte zur Aufbereitung von Wasser für den menschlichen Gebrauch – Calciumhypochlorit
- DIN EN 901 Produkte zur Aufbereitung von Wasser für den menschlichen Gebrauch – Natriumhypochlorit
- DIN EN 902 Produkte zur Aufbereitung von Wasser für den menschlichen Gebrauch – Wasserstoffperoxid
- DIN EN 903 Wasserbeschaffenheit; Bestimmung von anionischen oberflächenaktiven Stoffen durch Messung des Methylenblau-Index MBAS (ISO 7875-1:1984, modifiziert)
- DIN EN 908 Land- und Forstmaschinen – Beregnungsmaschinen mit Schlauchtrommel – Sicherheit
- DIN EN 909 Land- und Forstwirtschaftliche Maschinen – Kreis- und Linearberegnungsmaschinen – Sicherheit
- DIN EN 911 Kunststoff-Rohrleitungssysteme – Verbindungen mit elastomeren Dichtringen und mechanische Verbindungen für Druckrohrleitungen aus Thermoplasten – Prüfverfahren für die Dichtheit unter äußerem hydrostatischen Druck
- DIN EN 912 Holzverbindungsmittel – Spezifikationen für Dübel besonderer Bauart für Holz
- DIN EN 913 Turngeräte – Allgemeine sicherheitstechnische Anforderungen und Prüfverfahren
- DIN EN 914 Turngeräte – Barren und kombinierte Stufenbarren/Barren – Anforderungen und Prüfverfahren einschließlich Sicherheit
- DIN EN 915 Turngeräte – Stufenbarren – Anforderungen und Prüfverfahren einschließlich Sicherheit
- DIN EN 916 Turngeräte – Sprungkästen – Anforderungen und Prüfverfahren einschließlich Sicherheit
- DIN EN 917 Kunststoff-Rohrleitungssysteme – Armaturen aus Thermoplasten – Prüfverfahren für die Widerstandsfähigkeit gegen Innendruck und die Dichtheit
- DIN EN 920 Papier und Pappe, vorgesehen für den Kontakt mit Lebensmitteln – Bestimmung des Trockengehaltes in einem wässrigen Extrakt
- DIN EN 923 Klebstoffe – Benennungen und Definitionen
- DIN EN 924 Klebstoffe – Lösemittelhaltige und lösemittelfreie Klebstoffe – Bestimmung des Flammpunktes
- DIN EN 926 Ausrüstung für das Gleitschirmfliegen – Gleitschirme
  - Teil 1 Anforderungen und Prüfverfahren an die Baufestigkeit
  - Teil 2 Anforderungen und Prüfverfahren zur Klassifizierung der sicherheitsrelevanten Flugeigenschaften
- DIN EN 927 Beschichtungsstoffe – Beschichtungsstoffe und Beschichtungssysteme für Holz im Außenbereich
  - Teil 1 Einteilung und Auswahl
  - Teil 2 Leistungsanforderungen
  - Teil 3 Freibewitterung
  - Teil 5 Beurteilung der Wasserdurchlässigkeit
  - Teil 6 Künstliche Bewitterung von Holzbeschichtungen mit fluoreszierenden UV-Lampen und Wasser
- DIN EN 929 Fahrzeuge der Binnenschiffahrt; Schubverbände; Masthalterung für losnehmbare Signalmaste
- DIN EN 930 Maschinen zur Herstellung von Schuhen, Leder- und Kunstlederwaren – Aufrau-, Ausglas-, Polier- und Kantenbearbeitungsmaschinen – Sicherheitsanforderungen
- DIN EN 931 Maschinen zur Herstellung von Schuhen – Zwickmaschinen – Sicherheitsanforderungen
- DIN EN 932 Prüfverfahren für allgemeine Eigenschaften von Gesteinskörnungen
  - Teil 1 Probenahmeverfahren
  - Teil 2 Verfahren zum Einengen von Laboratoriumsproben
  - Teil 3 Durchführung und Terminologie einer vereinfachten petrographischen Beschreibung
  - Teil 5 Allgemeine Prüfeinrichtungen und Kalibrierung
  - Teil 6 Definitionen für die Wiederholpräzision und Vergleichspräzision
- DIN EN 933 Prüfverfahren für geometrische Eigenschaften von Gesteinskörnungen
  - Teil 1 Bestimmung der Korngrößenverteilung – Siebverfahren
  - Teil 2 Bestimmung der Korngrößenverteilung; Analysensiebe, Nennmaße der Sieböffnungen
  - Teil 3 Bestimmung der Kornform – Plattigkeitskennzahl
  - Teil 4 Bestimmung der Kornform – Kornformkennzahl
  - Teil 5 Bestimmung des Anteils an gebrochenen Körnern in groben Gesteinskörnungen
  - Teil 6 Fließkoeffizient von Gesteinskörnungen
  - Teil 7 Bestimmung des Muschelschalengehaltes; Prozentsatz von Muschelschalen in groben Gesteinskörnungen
  - Teil 8 Beurteilung von Feinanteilen – Sandäquivalent-Verfahren
  - Teil 9 Beurteilung von Feinanteilen – Methylenblau-Verfahren
  - Teil 10 Beurteilung von Feinanteilen – Kornverteilung von Füller (Luftstrahlsiebung)
  - Teil 11 Einteilung der Bestandteile in grober recyclierter Gesteinskörnung
- DIN EN 934 Zusatzmittel für Beton, Mörtel und Einpressmörtel
  - Teil 1 Gemeinsame Anforderungen
  - Teil 2 Betonzusatzmittel – Definitionen, Anforderungen, Konformität, Kennzeichnung und Beschriftung
  - Teil 3 Zusatzmittel für Mauermörtel – Definitionen, Anforderungen, Konformität, Kennzeichnung und Beschriftung
  - Teil 4 Zusatzmittel für Einpressmörtel für Spannglieder – Definitionen, Anforderungen, Konformität, Kennzeichnung und Beschriftung
  - Teil 5 Zusatzmittel für Spritzbeton – Begriffe, Anforderungen, Konformität, Kennzeichnung und Beschriftung
  - Teil 6 Probenahme, Konformitätskontrolle und Bewertung der Konformität
- DIN EN 935 Produkte zur Aufbereitung von Wasser für den menschlichen Gebrauch – Aluminium-Eisen(III)chlorid (Monomer) und Aluminium-Eisen(III)hydroxidchlorid (Monomer)
- DIN EN 936 Produkte zur Aufbereitung von Wasser für den menschlichen Gebrauch – Kohlenstoffdioxid
- DIN EN 937 Produkte zur Aufbereitung von Wasser für den menschlichen Gebrauch – Chlor
- DIN EN 938 Produkte zur Aufbereitung von Wasser für den menschlichen Gebrauch – Natriumchlorit
- DIN EN 939 Produkte zur Aufbereitung von Wasser für den menschlichen Gebrauch – Salzsäure
- DIN EN 940 Sicherheit von Holzbearbeitungsmaschinen – Kombinierte Holzbearbeitungsmaschinen
- DIN EN 941 Aluminium und Aluminiumlegierungen – Ronden und Rondenvormaterial für allgemeine Anwendungen – Spezifikationen
- DIN EN 942 Holz in Tischlerarbeiten – Allgemeine Anforderungen
- DIN EN 943 Schutzkleidung gegen flüssige und gasförmige Chemikalien, einschließlich Flüssigkeitsaerosole und feste Partikel
  - Teil 1 Leistungsanforderungen für Typ 1 (gasdichte) Chemikalienschutzkleidung
  - Teil 2 Leistungsanforderungen für gasdichte (Typ 1) Chemikalienschutzanzüge für Notfallteams (ET)
- DIN EN 947 Drehflügeltüren – Ermittlung der Widerstandsfähigkeit gegen vertikale Belastung
- DIN EN 948 Drehflügeltüren – Ermittlung der Widerstandsfähigkeit gegen statische Verwindung
- DIN EN 949 Fenster, Türen, Dreh- und Rolläden, Vorhangfassaden – Ermittlung der Widerstandsfähigkeit von Türen gegen Aufprall eines weichen und schweren Stoßkörpers
- DIN EN 950 Türblätter – Ermittlung der Widerstandsfähigkeit gegen harten Stoß
- DIN EN 951 Türblätter – Messverfahren zur Ermittlung von Höhe, Breite, Dicke und Rechtwinkligkeit
- DIN EN 952 Türblätter – Allgemeine und lokale Ebenheit – Messverfahren
- DIN EN 953 Sicherheit von Maschinen – Trennende Schutzeinrichtungen – Allgemeine Anforderungen an Gestaltung und Bau von feststehenden und beweglichen trennenden Schutzeinrichtungen, Mai 2016 ersetzt durch DIN EN ISO 14120
- DIN EN 954-1 Sicherheit von Maschinen - Sicherheitsbezogene Teile von Steuerungen - Teil 1: Allgemeine Gestaltungsleitsätze, Juli 2007 ersetzt durch DIN EN ISO 13849-1
- DIN EN 957 Stationäre Trainingsgeräte
  - Teil 1 Allgemeine sicherheitstechnische Anforderungen und Prüfverfahren
  - Teil 2 Kraft-Trainingsgeräte, zusätzliche besondere sicherheitstechnische Anforderungen und Prüfverfahren
  - Teil 4 Kraft-Trainingsbänke, zusätzliche besondere sicherheitstechnische Anforderungen und Prüfverfahren
  - Teil 5 Stationäre Trainingsfahrräder und Kurbel-Trainingsgeräte für den Oberkörper, zusätzliche besondere sicherheitstechnische Anforderungen und Prüfverfahren
  - Teil 6 Laufbänder, zusätzliche besondere sicherheitstechnische Anforderungen und Prüfverfahren
  - Teil 7 Rudergeräte, zusätzliche besondere sicherheitstechnische Anforderungen und Prüfverfahren
  - Teil 8 Stepper, Treppensteiggeräte und Climber – Zusätzliche besondere sicherheitstechnische Anforderungen und Prüfverfahren
  - Teil 9 Ellipsen-Trainer, zusätzliche besondere sicherheitstechnische Anforderungen und Prüfverfahren
  - Teil 10 Trainingsfahrräder mit starrem Antrieb oder ohne Freilauf, zusätzliche besondere sicherheitstechnische Anforderungen und Prüfverfahren
- DIN EN 958 Bergsteigerausrüstung – Fangstoßdämpfer für die Verwendung auf Klettersteigen – Sicherheitstechnische Anforderungen und Prüfverfahren
- DIN EN 959 Bergsteigerausrüstung – Bohrhaken – Sicherheitstechnische Anforderungen und Prüfverfahren
- DIN EN 960 Prüfköpfe zur Prüfung von Schutzhelmen
- DIN EN 966 Luftsporthelme
- DIN EN 969 Rohre, Formstücke, Zubehörteile aus duktilem Gusseisen und ihre Verbindungen für Gasleitungen – Anforderungen und Prüfverfahren
- DIN EN 972 Gerberei-Maschinen – Walzenmaschinen – Sicherheitsanforderungen
- DIN EN 973 Produkte zur Aufbereitung von Wasser für den menschlichen Gebrauch – Natriumchlorid zum Regenerieren von Ionenaustauschern
- DIN EN 974 Produkte zur Aufbereitung von Wasser für den menschlichen Gebrauch – Phosphorsäure
- DIN EN 975 Schnittholz – Sortierung nach dem Aussehen von Laubholz
  - Teil 1 Eiche und Buche
  - Teil 2 Pappel
- DIN EN 976 Unterirdische Tanks aus textilglasverstärkten Kunststoffen (GFK) – Liegende zylindrische Tanks für die drucklose Lagerung von flüssigen Kraftstoffen auf Erdölbasis
  - Teil 1 Anforderungen und Prüfverfahren für einwandige Tanks
  - Teil 2 Transport, Handhabung, Zwischenlagerung und Einbau einwandiger Tanks
- DIN EN 977 Unterirdische Tanks aus textilglasverstärkten Kunststoffen (GFK) – Prüfanordnung zur einseitigen Belastung mit Fluiden
- DIN EN 978 Unterirdische Tanks aus textilglasverstärkten Kunststoffen (GFK) – Bestimmung des Faktors a und des Faktors ß
- DIN EN 981 Sicherheit von Maschinen – System akustischer und optischer Gefahrensignale und Informationssignale
- DIN EN 982 Sicherheit von Maschinen - Sicherheitstechnische Anforderungen an fluidtechnische Anlagen und deren Bauteile - Hydraulik, April 2011 ersetzt durch DIN EN ISO 4413
- DIN EN 983 Sicherheit von Maschinen - Sicherheitstechnische Anforderungen an fluidtechnische Anlagen und deren Bauteile - Pneumatik April 2011 ersetzt durch DIN EN ISO 4414
- DIN EN 984 Textile Bodenbeläge – Bestimmung des Nutzschichtgewichts genadelter Bodenbeläge
- DIN EN 985 Textile Bodenbeläge – Stuhlrollenprüfung
- DIN EN 986 Textile Bodenbeläge – Fliesen – Bestimmung der Maßänderung infolge der Wirkungen wechselnder Feuchte- und Temperaturbedingungen und vertikale Flächenverformung
- DIN EN 988 Zink und Zinklegierungen – Anforderungen an gewalzte Flacherzeugnisse für das Bauwesen
- DIN EN 989 Bestimmung des Verbundverhaltens zwischen Bewehrungsstab und dampfgehärtetem Porenbeton mit Hilfe der Ausdrückprüfung
- DIN EN 990 Prüfverfahren zur Überprüfung des Korrosionsschutzes der Bewehrung in dampfgehärtetem Porenbeton und in haufwerksporigem Leichtbeton
- DIN EN 991 Bestimmung der Maße vorgefertigter bewehrter Bauteile aus dampfgehärtetem Porenbeton oder haufwerksporigem Leichtbeton
- DIN EN 992 Bestimmung der Trockenrohdichte von haufwerksporigem Leichtbeton
- DIN EN 993 Prüfverfahren für dichte geformte feuerfeste Erzeugnisse
  - Teil 1 Bestimmung der Rohdichte, offenen Porosität und Gesamtporosität
  - Teil 2 Bestimmung der Dichte
  - Teil 3 Prüfungen für kohlenstoffhaltige Erzeugnisse
  - Teil 4 Bestimmung der Gasdurchlässigkeit
  - Teil 5 Bestimmung der Kaltdruckfestigkeit
  - Teil 6 Bestimmung der Biegefestigkeit bei Raumtemperatur
  - Teil 7 Bestimmung der Biegefestigkeit bei erhöhten Temperaturen
  - Teil 9 Bestimmung des Druckfließverhaltens
  - Teil 10 Bestimmung der bleibenden Längenänderung nach Temperatureinwirkung
  - Teil 11 Bestimmung der Temperaturwechselbeständigkeit
  - Teil 12 Bestimmung des Kegelfallpunktes (Feuerfestigkeit)
  - Teil 13 Festlegungen für Referenz-Brennkegel für den Laboratoriumsgebrauch
  - Teil 15 Bestimmung der Wärmeleitfähigkeit nach dem Heißdraht-(Parallel-)Verfahren
  - Teil 16 Bestimmung der Beständigkeit gegen Schwefelsäure
  - Teil 17 Bestimmung der Rohdichte an körnigem Gut nach dem Quecksilber-Verdrängungsverfahren unter Vakuum
  - Teil 18 Bestimmung der Rohdichte an körnigem Gut nach dem Wasserverdrängungsverfahren unter Vakuum
  - Teil 19 Bestimmung der Wärmeausdehnung nach einem Differentialverfahren
- DIN EN 995 Textile Bodenbeläge – Bestimmung der Verformbarkeit von Rückenbeschichtungen („Kalter Fluß“)
- DIN EN 996 Rammausrüstung – Sicherheitsanforderungen
- DIN EN 997 Klosettbecken mit angeformtem Geruchsverschluss
- DIN EN 998 Festlegungen für Mörtel im Mauerwerk
  - Teil 1 Putzmörtel
  - Teil 2 Mauermörtel
- DIN EN 999 Sicherheit von Maschinen - Anordnung von Schutzeinrichtungen im Hinblick auf Annäherungsgeschwindigkeiten von Körperteilen, Oktober 2010 ersetzt durch DIN EN ISO 13855

## DIN EN 1000–1999
- DIN EN 1001 Dauerhaftigkeit von Holz und Holzprodukten – Terminologie
  - Teil 1 Liste äquivalenter Fachausdrücke
  - Teil 2 Vokabular
- DIN EN 1004 Fahrbare Arbeitsbühnen aus vorgefertigten Bauteilen – Werkstoffe, Maße, Lastannahmen und sicherheitstechnische Anforderungen
- DIN EN 1005 Sicherheit von Maschinen – Menschliche körperliche Leistung
  - Teil 1 Begriffe
  - Teil 2 Manuelle Handhabung von Gegenständen in Verbindung mit Maschinen und Maschinenteilen
  - Teil 3 Empfohlene Kraftgrenzen bei Maschinenbetätigung
  - Teil 4 Bewertung von Körperhaltungen und Bewegungen bei der Arbeit an Maschinen
  - Teil 5 Risikobewertung für kurzzyklische Tätigkeiten bei hohen Handhabungsfrequenzen
- DIN EN 1006 Hochleistungskeramik – Monolithische Keramik – Leitlinie zur Auswahl von Proben für die Beurteilung von Eigenschaften
- DIN EN 1007 Hochleistungskeramik – Keramische Verbundwerkstoffe; Verfahren zur Prüfung der Faserverstärkungen
  - Teil 1 Bestimmung des Schlichtegehaltes
  - Teil 2 Bestimmung der Feinheit
  - Teil 3 Bestimmung des Faserdurchmessers und -querschnitts
  - Teil 4 Bestimmung der Zugeigenschaften von Fasern bei Raumtemperatur
  - Teil 5 Bestimmung der Verteilung von Zugfestigkeit und Zugdehnung von Fasern im Faserbündel bei Raumtemperatur
  - Teil 6 Bestimmung der Zugeigenschaften von Fasern bei hoher Temperatur
  - Teil 7 Bestimmung der Verteilung von Zugfestigkeit und Zugdehnung von Fasern im Faserbündel bei hoher Temperatur
- DIN EN 1008 Zugabewasser für Beton – Festlegung für die Probenahme, Prüfung und Beurteilung der Eignung von Wasser, einschließlich bei der Betonherstellung anfallendem Wasser, als Zugabewasser für Beton
- DIN EN 1010 Sicherheit von Maschinen – Sicherheitsanforderungen an Konstruktion und Bau von Druck- und Papierverarbeitungsmaschinen
  - Teil 1 Gemeinsame Anforderungen
  - Teil 2 Druck- und Lackiermaschinen einschließlich Maschinen der Druckvorstufe
  - Teil 3 Schneidemaschinen
  - Teil 4 Buchbinderei-, Papierverarbeitungs- und Papierveredelungsmaschinen
  - Teil 5 Wellpappenerzeugungs-, Flach- und Wellpappenverarbeitungsmaschinen
- DIN EN 1011 Schweißen – Empfehlungen zum Schweißen metallischer Werkstoffe
  - Teil 1 Allgemeine Anleitungen für das Lichtbogenschweißen
  - Teil 2 Lichtbogenschweißen von ferritischen Stählen
  - Teil 3 Lichtbogenschweißen von nichtrostenden Stählen
  - Teil 4 Lichtbogenschweißen von Aluminium und Aluminiumlegierungen
  - Teil 5 Schweißen von plattierten Stählen
  - Teil 6 Laserstrahlschweißen
  - Teil 7 Elektronenstrahlschweißen
  - Teil 8 Schweißen von Gusseisen
- DIN EN 1012 Kompressoren und Vakuumpumpen – Sicherheitsanforderungen
  - Teil 1 Kompressoren
  - Teil 2 Vakuumpumpen
- DIN EN 1013 Lichtdurchlässige, einschalige, profilierte Platten aus Kunststoff für Innen- und Außenanwendungen an Dächern, Wänden und Decken – Anforderungen und Prüfverfahren
- DIN EN 1014 Holzschutzmittel – Kreosot (Teerimprägnieröl) und damit imprägniertes Holz – Probenahme und Analyse
  - Teil 1 Verfahren zur Probenahme von Kreosot
  - Teil 2 Verfahren zur Probenahme von Kreosot aus imprägniertem Holz für die nachfolgende Analyse
  - Teil 3 Bestimmung des Gehaltes an Benzo[a]pyren im Kreosot
  - Teil 4 Bestimmung des Gehaltes an wasserextrahierbaren Phenolen im Kreosot
- DIN EN 1015 Prüfverfahren für Mörtel für Mauerwerk
  - Teil 1 Bestimmung der Korngrößenverteilung (durch Siebanalyse)
  - Teil 2 Probenahme von Mörteln und Herstellung von Prüfmörteln
  - Teil 3 Bestimmung der Konsistenz von Frischmörtel (mit Ausbreittisch)
  - Teil 4 Bestimmung der Konsistenz von Frischmörtel (mit Eindringgerät)
  - Teil 6 Bestimmung der Rohdichte von Frischmörtel
  - Teil 7 Bestimmung des Luftgehaltes von Frischmörtel
  - Teil 9 Bestimmung der Verarbeitbarkeitszeit und der Korrigierbarkeitszeit von Frischmörtel
  - Teil 10 Bestimmung der Trockenrohdichte von Festmörtel
  - Teil 11 Bestimmung der Biegezug- und Druckfestigkeit von Festmörtel
  - Teil 12 Bestimmung der Haftfestigkeit von erhärteten Putzmörteln
  - Teil 17 Bestimmung des Gehalts an wasserlöslichem Chlorid von Frischmörtel
  - Teil 18 Bestimmung der kapillaren Wasseraufnahme von erhärtetem Mörtel (Festmörtel)
  - Teil 19 Bestimmung der Wasserdampfdurchlässigkeit von Festmörteln aus Putzmörteln
  - Teil 21 Bestimmung der Verträglichkeit von Einlagenputzmörteln mit Untergründen
- DIN EN 1017 Produkte zur Aufbereitung von Wasser für den menschlichen Gebrauch – Halbgebrannter Dolomit
- DIN EN 1018 Produkte zur Aufbereitung von Wasser für den menschlichen Gebrauch – Calciumcarbonat
- DIN EN 1019 Produkte zur Aufbereitung von Wasser für den menschlichen Gebrauch – Schwefeldioxid
- DIN EN 1020 Gasbefeuerte Warmlufterzeuger mit verstärkter Konvektion für den nicht-häuslichen Gebrauch mit einer Nennwärmebelastung nicht über 300 kW, mit Gebläse zur Beförderung der Verbrennungsluft und/oder der Abgase
- DIN EN 1021 Möbel – Bewertung der Entzündbarkeit von Polstermöbeln
  - Teil 1 Glimmende Zigarette als Zündquelle
  - Teil 2 Eine einem Streichholz vergleichbare Gasflamme als Zündquelle
- DIN EN 1022 Wohnmöbel – Sitzmöbel – Bestimmung der Standsicherheit
- DIN EN 1023 Büromöbel – Raumgliederungselemente
  - Teil 1 Maße
  - Teil 2 Mechanische Sicherheitsanforderungen
  - Teil 3 Prüfung
- DIN EN 1024 Tondachziegel für überlappende Verlegung – Bestimmung der geometrischen Kennwerte
- DIN EN 1026 Fenster und Türen – Luftdurchlässigkeit – Prüfverfahren
- DIN EN 1027 Fenster und Türen – Schlagregendichtheit – Prüfverfahren
- DIN EN 1028 Feuerlöschpumpen – Feuerlöschkreiselpumpen mit Entlüftungseinrichtung
  - Teil 1 Klassifizierung – Allgemeine und Sicherheitsanforderungen
  - Teil 2 Feststellung der Übereinstimmung mit den allgemeinen und Sicherheitsanforderungen
- DIN EN 1032 Mechanische Schwingungen – Prüfverfahren für bewegliche Maschinen zum Zwecke der Bestimmung des Schwingungsemissionswertes
- DIN EN 1034 Sicherheit von Maschinen – Sicherheitstechnische Anforderungen an Konstruktion und Bau von Maschinen der Papierherstellung und Ausrüstung
  - Teil 1 Gemeinsame Anforderungen
  - Teil 2 Entrindungstrommeln
  - Teil 3 Umroller und Rollenschneider
  - Teil 4 Stofflöser und deren Beschickungseinrichtungen
  - Teil 5 Querschneider
  - Teil 6 Kalander
  - Teil 7 Bütten
  - Teil 8 Mahlanlagen
  - Teil 13 Maschinen zur Entdrahtung von Ballen und Units
  - Teil 14 Rollenspaltmaschinen
  - Teil 16 Papier- und Kartonmaschinen
  - Teil 17 Tissuemaschinen
  - Teil 21 Streichmaschinen
  - Teil 22 Holzschleifer
  - Teil 26 Rollenpackmaschinen
  - Teil 27 Rollentransportsysteme
- DIN EN 1035 Gerberei-Maschinen – Maschinen mit beweglichen Platten – Sicherheitsanforderungen
- DIN EN 1036 Glas im Bauwesen – Spiegel aus silberbeschichtetem Floatglas für den Innenbereich
  - Teil 1 Begriffe, Anforderungen und Prüfverfahren
  - Teil 2 Konformitätsbewertung – Produktnorm
- DIN EN 1037 Sicherheit von Maschinen – Vermeidung von unerwartetem Anlauf
- DIN EN 1038 Identifikationskartensysteme – Telekommunikationsanwendungen – Telefone mit Bezahlfunktion mittels Chipkarten
- DIN EN 1040 Chemische Desinfektionsmittel und Antiseptika – Quantitativer Suspensionsversuch zur Bestimmung der bakteriziden Wirkung (Basistest) chemischer Desinfektionsmittel und Antiseptika – Prüfverfahren und Anforderungen (Phase 1)
- DIN EN 1041 Bereitstellung von Informationen durch den Hersteller von Medizinprodukten
- DIN EN 1045 Hartlöten – Flußmittel zum Hartlöten – Einteilung und technische Lieferbedingungen
- DIN EN 1047 Wertbehältnisse – Klassifizierung und Methoden zur Prüfung des Widerstandes gegen Brand
  - Teil 1 Datensicherungsschränke und Disketteneinsätze
  - Teil 2 Datensicherungsräume und Datensicherungscontainer
- DIN EN 1048 Wärmeaustauscher – Luftgekühlte Flüssigkeitskühler „Trockenkühltürme“ – Prüfverfahren zur Leistungsfeststellung
- DIN EN 1049 Textilien; Gewebe; Konstruktion-Untersuchungsverfahren
  - Teil 2 Bestimmung der Anzahl der Fäden je Längeneinheit
- DIN EN 1050 Sicherheit von Maschinen, Leitsätze zur Risikobeurteilung, Dezember 2007 ersetzt durch DIN EN ISO 14121-1
- DIN EN 1052 Prüfverfahren für Mauerwerk
  - Teil 1 Bestimmung der Druckfestigkeit
  - Teil 2 Bestimmung der Biegezugfestigkeit
  - Teil 3 Bestimmung der Anfangsscherfestigkeit (Haftscherfestigkeit)
  - Teil 4 Bestimmung der Scherfestigkeit bei einer Feuchtesperrschicht
  - Teil 5 Bestimmung der Biegehaftzugfestigkeit
  - Teil 10 Ergänzende Bestimmungen
- DIN EN 1053 Kunststoff-Rohrleitungssysteme – Rohrleitungssysteme aus Thermoplasten für drucklose Anwendungen – Prüfverfahren auf Wasserdichtheit
- DIN EN 1054 Kunststoff-Rohrleitungssysteme – Rohrleitungssysteme aus Thermoplasten für Abwasserleitungen zum Ableiten von häuslichem Abwasser – Prüfverfahren für die Dichtheit gegen Gas von Verbindungen
- DIN EN 1055 Kunststoff-Rohrleitungssysteme – Rohrleitungssysteme aus Thermoplasten für Abwasserleitungen innerhalb von Gebäuden – Prüfverfahren für die Temperaturbeanspruchbarkeit
- DIN EN 1057 Kupfer und Kupferlegierungen – Nahtlose Rundrohre aus Kupfer für Wasser- und Gasleitungen für Sanitärinstallationen und Heizungsanlagen
- DIN EN 1058 Holzwerkstoffe – Bestimmung der charakteristischen 5-%-Quantilwerte und der charakteristischen Mittelwerte
- DIN EN 1060 Nichtinvasive Blutdruckmessgeräte
  - Teil 3 Ergänzende Anforderungen für elektromechanische Blutdruckmesssysteme
  - Teil 4 Prüfverfahren zur Bestimmung der Messgenauigkeit von automatischen nichtinvasiven Blutdruckmessgeräten
- DIN EN 1062 Beschichtungsstoffe – Beschichtungsstoffe und Beschichtungssysteme für mineralische Substrate und Beton im Außenbereich
  - Teil 1 Einteilung
  - Teil 3 Bestimmung der Wasserdurchlässigkeit
  - Teil 6 Bestimmung der Kohlenstoffdioxid-Diffusionsstromdichte (Permeabilität)
  - Teil 7 Bestimmung der rissüberbrückenden Eigenschaften
  - Teil 11 Verfahren für die Konditionierung vor der Prüfung
- DIN EN 1063 Glas im Bauwesen – Sicherheitssonderverglasung – Prüfverfahren und Klasseneinteilung für den Widerstand gegen Beschuß
- DIN EN 1064 Medizinische Informatik – Standardkommunikationsprotokoll – Computergestützte Elektrokardiographie
- DIN EN 1065 Baustützen aus Stahl mit Ausziehvorrichtung – Produktfestlegung, Bemessung und Nachweis durch Berechnung und Versuche
- DIN EN 1067 Klebstoffe – Untersuchung und Vorbereitung von Proben zur Prüfung
- DIN EN 1068 Medizinische Informatik – Registrierung von Kodierungsschemata
- DIN EN 1069 Wasserrutschen
  - Teil 1 Sicherheitstechnische Anforderungen und Prüfverfahren
  - Teil 2 Hinweise
- DIN EN 1071 Hochleistungskeramik – Verfahren zur Prüfung keramischer Schichten
  - Teil 1 Bestimmung der Schichtdicke mit einem Kontaktprofilometer
  - Teil 2 Bestimmung der Schichtdicke mit dem Kalottenschleifverfahren
  - Teil 3 Bestimmung der Haftung und Formen des mechanischen Versagens mit dem Ritztest
  - Teil 4 Bestimmung der chemischen Zusammensetzung durch Elektronenstrahl-Mikrobereichsanalyse (ESMA)
  - Teil 6 Bestimmung der Beständigkeit gegen Abriebverschleiß von Schichten mittels Mikroabriebprüfung
  - Teil 9 Bestimmung der Bruchdehnung
  - Teil 10 Bestimmung der Schichtdicke mittels Querschliff
  - Teil 12 Schwingungs-Verschleißprüfung
  - Teil 13 Bestimmung der Verschleißrate mittels Stift-Scheibe-Prüfung
- DIN EN 1073 Schutzkleidung gegen radioaktive Kontamination
  - Teil 1 Anforderungen und Prüfverfahren für belüftete Schutzkleidung gegen radioaktive Kontamination durch feste Partikel
  - Teil 2 Anforderungen und Prüfverfahren für unbelüftete Schutzkleidung gegen radioaktive Kontamination durch feste Partikel
- DIN EN 1074 Armaturen für die Wasserversorgung – Anforderungen an die Gebrauchstauglichkeit und deren Prüfung
  - Teil 1 Allgemeine Anforderungen
  - Teil 2 Absperrarmaturen
  - Teil 3 Rückflußverhinderer
  - Teil 4 Be- und Entlüftungsventile mit Schwimmkörper
  - Teil 5 Regelarmaturen
  - Teil 6 Hydranten
- DIN EN 1075 Holzbauwerke – Prüfverfahren – Verbindungen mit Nagelplatten
- DIN EN 1076 Exposition am Arbeitsplatz – Messung von Gasen und Dämpfen mit pumpenbetriebenen Probenahmeeinrichtungen – Anforderungen und Prüfverfahren
- DIN EN 1077 Helme für alpine Skiläufer und für Snowboarder
- DIN EN 1078 Helme für Radfahrer und für Benutzer von Skateboards und Rollschuhen
- DIN EN 1080 Stoßschutzhelme für Kleinkinder
- DIN EN 1081 Elastische Bodenbeläge – Bestimmung des elektrischen Widerstandes
- DIN EN 1082 Schutzkleidung – Handschuhe und Armschützer zum Schutz gegen Schnitt- und Stichverletzungen durch Handmesser
  - Teil 1 Metallringgeflechthandschuhe und Armschützer
  - Teil 2 Handschuhe und Armschützer aus Werkstoffen ohne Metallringgeflecht
  - Teil 3 Fallschnittprüfung für Stoff, Leder und andere Werkstoffe
- DIN EN 1083 Kraftbetriebene Bürstwerkzeuge
  - Teil 1 Definitionen und Nomenklatur
  - Teil 2 Sicherheitstechnische Anforderungen
- DIN EN 1085 Abwasserbehandlung – Wörterbuch
- DIN EN 1086 Säcke für den Transport von Lebensmitteln für die Nahrungsmittelhilfe – Empfehlungen für die Auswahl des Sacktyps und der Innensäcke in Bezug auf das zu verpackende Produkt
- DIN EN 1087 Spanplatten – Bestimmung der Feuchtebeständigkeit
  - Teil 1 Kochprüfung
- DIN EN 1088 Sicherheit von Maschinen – Verriegelungseinrichtungen in Verbindung mit trennenden Schutzeinrichtungen – Leitsätze für Gestaltung und Auswahl
- DIN EN 1089 Ortsbewegliche Gasflaschen – Gasflaschen-Kennzeichnung (ausgenommen Flüssiggas (LPG))
  - Teil 3 Farbcodierung
- DIN EN 1090 Ausführung von Stahltragwerken und Aluminiumtragwerken
  - Teil 1 Konformitätsnachweisverfahren für tragende Bauteile
  - Teil 2 Technische Regeln für die Ausführung von Stahltragwerken
  - Teil 3 Technische Regeln für die Ausführung von Aluminiumtragwerken
- DIN EN 1091 Unterdruckentwässerungssysteme außerhalb von Gebäuden
- DIN EN 1092 Flansche und ihre Verbindungen – Runde Flansche für Rohre, Armaturen, Formstücke und Zubehörteile, nach PN bezeichnet
  - Teil 1 Stahlflansche
  - Teil 2 Gusseisenflansche
  - Teil 3 Flansche aus Kupferlegierungen
  - Teil 4 Flansche aus Aluminiumlegierungen
- DIN EN 1093 Sicherheit von Maschinen – Bewertung der Emission von luftgetragenen Gefahrstoffen
  - Teil 1 Auswahl der Prüfverfahren
  - Teil 2 Tracergasverfahren zur Messung der Emissionsrate eines bestimmten luftverunreinigenden Stoffes
  - Teil 3 Prüfstandverfahren zur Messung der Emissionsrate eines bestimmten luftverunreinigenden Stoffes
  - Teil 4 Erfassungsgrad eines Absaugsystems – Tracerverfahren
  - Teil 6 Masseabscheidegrad, diffuser Auslass
  - Teil 7 Masseabscheidegrad, definierter Auslass
  - Teil 8 Konzentrationsparameter des luftverunreinigenden Stoffes, Prüfstandverfahren
  - Teil 9 Konzentrationsparameter des luftverunreinigenden Stoffes, Prüfraumverfahren
  - Teil 11 Reinigungsindex
- DIN EN 1094 Feuerfeste Erzeugnisse für Wärmedämmzwecke
  - Teil 1 Terminologie, Klassifizierung und Prüfverfahren für Erzeugnisse aus Hochtemperaturwolle zur Wärmedämmung
  - Teil 2 Klassifizierung geformter Erzeugnisse
  - Teil 4 Bestimmung der Rohdichte und Gesamtporosität geformter Erzeugnisse
  - Teil 6 Bestimmung der bleibenden Längenänderung geformter Erzeugnisse nach Temperatureinwirkung
- DIN EN 1096 Glas im Bauwesen – Beschichtetes Glas
  - Teil 1 Definitionen und Klasseneinteilung
  - Teil 2 Anforderungen an und Prüfverfahren für Beschichtungen der Klassen A, B und S
  - Teil 3 Anforderungen an und Prüfverfahren für Beschichtungen der Klassen C und D
  - Teil 4 Konformitätsbewertung/Produktnorm
- DIN EN 1097 Prüfverfahren für mechanische und physikalische Eigenschaften von Gesteinskörnungen
  - Teil 1 Bestimmung des Widerstandes gegen Verschleiß (Micro-Deval)
  - Teil 2 Verfahren zur Bestimmung des Widerstandes gegen Zertrümmerung
  - Teil 3 Bestimmung von Schüttdichte und Hohlraumgehalt
  - Teil 4 Bestimmung des Hohlraumgehaltes an trocken verdichtetem Füller
  - Teil 5 Bestimmung des Wassergehaltes durch Ofentrocknung
  - Teil 6 Bestimmung der Rohdichte und der Wasseraufnahme
  - Teil 7 Bestimmung der Rohdichte von Füller – Pyknometer-Verfahren
  - Teil 8 Bestimmung des Polierwertes
  - Teil 9 Bestimmung des Widerstandes gegen Verschleiß durch Spikereifen – Nordische Prüfung
  - Teil 10 Bestimmung der Wassersaughöhe
- DIN EN 1101 Textilien – Brennverhalten von Vorhängen und Gardinen – Detailliertes Verfahren zur Bestimmung der Entzündbarkeit von vertikal angeordneten Proben (kleine Flame)
- DIN EN 1102 Textilien – Brennverhalten von Vorhängen und Gardinen – Detailliertes Verfahren zur Bestimmung der Flammenausbreitungseigenschaften vertikal angeordneter Proben
- DIN EN 1103 Textilien – Bekleidungstextilien – Detailliertes Verfahren zur Bestimmung des Brennverhaltens
- DIN EN 1104 Papier und Pappe vorgesehen für den Kontakt mit Lebensmitteln – Bestimmung des Übergangs antimikrobieller Bestandteile
- DIN EN 1106 Handbetätigte Einstellgeräte für Gasgeräte
- DIN EN 1107 Abdichtungsbahnen – Bestimmung der Maßhaltigkeit
  - Teil 1 Bitumenbahnen für Dachabdichtungen
  - Teil 2 Kunststoff- und Elastomerbahnen für Dachabdichtungen
- DIN EN 1108 Abdichtungsbahnen – Bitumenbahnen für Dachabdichtungen – Bestimmung der Formstabilität bei zyklischer Temperaturänderung
- DIN EN 1109 Abdichtungsbahnen – Bitumenbahnen für Dachabdichtungen – Bestimmung des Kaltbiegeverhaltens
- DIN EN 1110 Abdichtungsbahnen – Bitumenbahnen für Dachabdichtungen – Bestimmung der Wärmestandfestigkeit bei erhöhter Temperatur
- DIN EN 1111 Sanitärarmaturen – Thermostatische Mischer (PN 10) – Allgemeine technische Spezifikation
- DIN EN 1112 Sanitärarmaturen – Brausen für Sanitärarmaturen für Wasserversorgungssysteme vom Typ 1 und Typ 2 – Allgemeine technische Spezifikation
- DIN EN 1113 Sanitärarmaturen – Brauseschläuche für Sanitärarmaturen für Wasserversorgungssysteme vom Typ 1 und Typ 2 – Allgemeine technische Spezifikation
- DIN EN 1114 Kunststoff- und Gummimaschinen – Extruder und Extrusionsanlagen
  - Teil 1 Sicherheitsanforderungen für Extruder
  - Teil 3 Sicherheitsanforderungen für Abzüge
- DIN EN 1116 Küchenmöbel – Koordinationsmaße für Küchenmöbel und Küchengeräte
- DIN EN 1117 Wärmeaustauscher – Flüssigkeitsgekühlte Kältemittelverflüssiger – Prüfverfahren zur Leistungsfeststellung
- DIN EN 1118 Wärmeaustauscher – Kältemittelgekühlte Flüssigkeitskühler – Prüfverfahren zur Leistungsfeststellung
- DIN EN 1119 Kunststoff-Rohrleitungssysteme – Verbindungen für Rohre und Formstücke aus glasfaserverstärkten duroplastischen Kunststoffen (GFK) – Prüfverfahren zur Dichtheit und Widerstandsfähigkeit gegen Beschädigung von nicht druckbeständigen flexiblen Verbindungen mit elastomeren Dichtungselementen
- DIN EN 1120 Kunststoff-Rohrleitungssysteme – Rohre und Formstücke aus glasfaserverstärkten duroplastischen Kunststoffen (GFK) – Ermittlung der Widerstandsfähigkeit gegen Chemikalieneinwirkung von der Innenseite eines Abschnittes im verformten Zustand
- DIN EN 1121 Türen – Verhalten zwischen zwei unterschiedlichen Klimaten – Prüfverfahren
- DIN EN 1122 Kunststoffe – Bestimmung von Cadmium – Nassaufschlussverfahren
- DIN EN 1123 Rohre und Formstücke aus längsnahtgeschweißtem, feuerverzinktem Stahlrohr mit Steckmuffe für Abwasserleitungen
  - Teil 1 Anforderungen, Prüfungen, Güteüberwachung
  - Teil 2 Maße
  - Teil 3 Maße und spezielle Anforderungen für Unterdruckentwässerungssysteme sowie für Entwässerungssysteme im Schiffbau
- DIN EN 1124 Rohre und Formstücke aus längsnahtgeschweißtem, nichtrostendem Stahlrohr mit Steckmuffe für Abwasserleitungen
  - Teil 1 Anforderungen, Prüfungen, Güteüberwachung
  - Teil 2 System S – Maße
  - Teil 3 System X – Maße
  - Teil 4 Bauteile für Unterdruckentwässerungssysteme und Entwässerungssysteme auf Schiffen
- DIN EN 1125 Schlösser und Baubeschläge, Paniktürverschlüsse mit horizontaler Betätigungsstange für Türen in Rettungswegen, Anforderungen und Prüfverfahren
- DIN EN 1127 Explosionsfähige Atmosphären – Explosionsschutz
  - Teil 1 Grundlagen und Methodik
  - Teil 2 Grundlagen und Methodik in Bergwerken
- DIN EN 1128 Zementgebundene Spanplatten – Bestimmung des Stoßwiderstandes mit einem harten Körper
- DIN EN 1129 Möbel – Klappbetten – Sicherheitstechnische Anforderungen und Prüfverfahren
  - Teil 1 Sicherheitstechnische Anforderungen
  - Teil 2 Prüfverfahren
- DIN EN 1130 Möbel – Krippen und Wiegen für den Wohnbereich
  - Teil 1 Sicherheitstechnische Anforderungen
  - Teil 2 Prüfverfahren
- DIN EN 1131 Frucht- und Gemüsesäfte – Bestimmung der relativen Dichte
- DIN EN 1132 Frucht- und Gemüsesäfte – Bestimmung des pH-Wertes
- DIN EN 1133 Frucht- und Gemüsesäfte – Bestimmung der Formolzahl
- DIN EN 1134 Frucht- und Gemüsesäfte – Bestimmung des Gehaltes an Natrium, Kalium, Calcium und Magnesium; Atomabsorptionsspektrometrisches Verfahren (AAS)
- DIN EN 1135 Frucht- und Gemüsesäfte – Bestimmung des Aschegehaltes
- DIN EN 1136 Frucht- und Gemüsesäfte – Bestimmung des Phosphorgehaltes; Spektralphotometrisches Verfahren
- DIN EN 1137 Frucht- und Gemüsesäfte – Enzymatische Bestimmung des Gehaltes an Citronensäure (Citrat); Spektralphotometrische Bestimmung von NADH
- DIN EN 1138 Frucht- und Gemüsesäfte – Enzymatische Bestimmung des Gehaltes an L-Äpfelsäure (L-Malat); Spektralphotometrische Bestimmung von NADH
- DIN EN 1139 Frucht- und Gemüsesäfte – Enzymatische Bestimmung des Gehaltes an D-Isocitronensäure; Spektralphotometrische Bestimmung von NADPH
- DIN EN 1140 Frucht- und Gemüsesäfte – Enzymatische Bestimmung der Gehalte an D-Glucose und D-Fructose; Spektralphotometrische Bestimmung von NADPH
- DIN EN 1141 Frucht- und Gemüsesäfte – Spektralphotometrische Bestimmung des Prolingehaltes
- DIN EN 1142 Frucht- und Gemüsesäfte – Bestimmung des Sulfatgehaltes
- DIN EN 1143 Wertbehältnisse – Anforderungen, Klassifizierung und Methoden zur Prüfung des Widerstandes gegen Einbruchdiebstahl
  - Teil 1 Wertschutzschränke, Wertschutzschränke für Geldautomaten, Wertschutzraumtüren und Wertschutzräume
  - Teil 2 Deposit-Systeme
- DIN EN 1146 Atemschutzgeräte – Behältergeräte mit Druckluft mit Haube für Selbstrettung – Anforderungen, Prüfung, Kennzeichnung
- DIN EN 1147 Tragbare Leitern für die Verwendung bei der Feuerwehr
- DIN EN 1148 Wärmeaustauscher – Wasser/Wasser-Wärmeaustauscher für Fernheizung – Prüfverfahren zur Feststellung der Leistungsdaten
- DIN EN 1149 Schutzkleidung – Elektrostatische Eigenschaften
  - Teil 1 Prüfverfahren für die Messung des Oberflächenwiderstandes
  - Teil 2 Prüfverfahren für die Messung des elektrischen Widerstandes durch ein Material (Durchgangswiderstand)
  - Teil 3 Prüfverfahren für die Messung des Ladungsabbaus
  - Teil 5 Leistungsanforderungen an Material und Konstruktionsanforderungen
- DIN EN 1150 Schutzkleidung – Warnkleidung für den nicht professionellen Gebrauch – Prüfverfahren und Anforderungen
- DIN EN 1151 Pumpen – Kreiselpumpen – Umwälzpumpen mit elektrischer Leistungsaufnahme bis 200 W für Heizungsanlagen und Brauchwassererwärmungsanlagen für den Hausgebrauch
  - Teil 2 Geräuschprüfvorschrift (vibro-akustisch) zur Messung von Körperschall und Flüssigkeitsschall
- DIN EN 1154 Schlösser und Baubeschläge – Türschließmittel mit kontrolliertem Schließablauf – Anforderungen und Prüfverfahren
- DIN EN 1155 Schlösser und Baubeschläge – Elektrisch betriebene Feststellvorrichtungen für Drehflügeltüren – Anforderungen und Prüfverfahren
- DIN EN 1158 Schlösser und Baubeschläge – Schließfolgeregler – Anforderungen und Prüfverfahren
- DIN EN 1159 Hochleistungskeramik – Keramische Verbundwerkstoffe – Thermophysikalische Eigenschaften
  - Teil 1 Bestimmung der thermischen Ausdehnung
  - Teil 2 Bestimmung der Temperaturleitfähigkeit
  - Teil 3 Bestimmung der spezifischen Wärmekapazität
- DIN EN 1160 Anlagen und Ausrüstung für Flüssigerdgas – Allgemeine Eigenschaften von Flüssigerdgas
- DIN EN 1161 Federn und Daunen – Prüfverfahren – Bestimmung des Feuchtegehaltes
- DIN EN 1162 Federn und Daunen – Prüfverfahren – Bestimmung der Sauerstoffzahl
- DIN EN 1163 Federn und Daunen – Prüfverfahren – Bestimmung des Öl- und Fettgehaltes
- DIN EN 1164 Federn und Daunen – Prüfverfahren – Bestimmung der Trübung eines wässrigen Extraktes
- DIN EN 1165 Federn und Daunen – Prüfverfahren – Bestimmung von wasserlöslichen Chloriden
- DIN EN 1167 Federn und Daunen – Prüfverfahren zur Größenmessung von mit Federn und/oder Daunen gefüllten Zudecken
- DIN EN 1168 Betonfertigteile – Hohlplatten
- DIN EN 1169 Vorgefertigte Betonerzeugnisse – Allgemeine Regeln für die werkseigene Produktionskontrolle von Glasfaserbeton
- DIN EN 1170 Vorgefertigte Betonerzeugnisse – Prüfverfahren für Glasfaserbeton
  - Teil 1 Bestimmung der Konsistenz der Matrix; Setzversuch
  - Teil 2 Bestimmung des Fasergehaltes in frischem GFB; Auswaschverfahren
  - Teil 3 Bestimmung des Fasergehaltes in frischem GFB beim Spritzverfahren
  - Teil 4 Bestimmung der Biegezugfestigkeit; Einfache Biegezugprüfung
  - Teil 5 Bestimmung der Biegezugfestigkeit; Vollständige Biegezugprüfung
  - Teil 6 Bestimmung der Wasseraufnahme mittels Tauchverfahren und der Trockenrohdichte
  - Teil 7 Bestimmung der feuchtigkeitsabhängigen Längenänderungen
  - Teil 8 Prüfung der Dauerhaftigkeit im Klimazyklus-Test
- DIN EN 1171 Industriearmaturen – Schieber aus Gusseisen
- DIN EN 1172 Kupfer und Kupferlegierungen – Bleche und Bänder für das Bauwesen
- DIN EN 1173 Kupfer und Kupferlegierungen – Zustandsbezeichnungen
- DIN EN 1175; VDE 0117 Sicherheit von Flurförderzeugen – Elektrische Anforderungen
  - Teil 1 Allgemeine Anforderungen für Flurförderzeuge mit batterieelektrischem Antrieb
  - Teil 2 Allgemeine Anforderungen für Flurförderzeuge mit Verbrennungsmotoren
  - Teil 3 Besondere Anforderungen für elektrische Kraftübertragungssysteme von Flurförderzeugen mit Verbrennungsmotoren
- DIN EN 1176 Spielplatzgeräte und Spielplatzböden
  - Teil 1 Allgemeine sicherheitstechnische Anforderungen und Prüfverfahren
  - Teil 2 Zusätzliche besondere sicherheitstechnische Anforderungen und Prüfverfahren für Schaukeln
  - Teil 3 Zusätzliche besondere sicherheitstechnische Anforderungen und Prüfverfahren für Rutschen
  - Teil 4 Zusätzliche besondere sicherheitstechnische Anforderungen und Prüfverfahren für Seilbahnen
  - Teil 5 Zusätzliche besondere sicherheitstechnische Anforderungen und Prüfverfahren für Karussells
  - Teil 6 Zusätzliche besondere sicherheitstechnische Anforderungen und Prüfverfahren für Wippgeräte
  - Teil 7 Anleitung für Installation, Inspektion, Wartung und Betrieb
  - Teil 10 Zusätzliche besondere sicherheitstechnische Anforderungen und Prüfverfahren für vollständig umschlossene Spielgeräte
  - Teil 11 Zusätzliche besondere sicherheitstechnische Anforderungen und Prüfverfahren für Raumnetze
- DIN EN 1177 Stoßdämpfende Spielplatzböden – Bestimmung der kritischen Fallhöhe
- DIN EN 1179 Zink und Zinklegierungen – Primärzink
- DIN EN 1183 Werkstoffe und Gegenstände in Kontakt mit Lebensmitteln – Prüfverfahren für Temperaturschock und Temperaturwechselbeständigkeit
- DIN EN 1184 Werkstoffe und Gegenstände in Kontakt mit Lebensmitteln – Prüfverfahren für die Transparenz von keramischen Gegenständen
- DIN EN 1185 Stärken und Stärkederivate – Bestimmung des Schwefeldioxidgehaltes – Acidimetrisches Verfahren
- DIN EN 1186 Werkstoffe und Gegenstände in Kontakt mit Lebensmitteln – Kunststoffe
  - Teil 1 Leitfaden für die Auswahl der Prüfbedingungen und Prüfverfahren für die Gesamtmigration
  - Teil 2 Prüfverfahren für die Gesamtmigration in Olivenöl durch völliges Eintauchen
  - Teil 3 Prüfverfahren für die Gesamtmigration in wässrige Prüflebensmittel durch völliges Eintauchen
  - Teil 4 Prüfverfahren für die Gesamtmigration in Olivenöl mittels Zelle
  - Teil 5 Prüfverfahren für die Gesamtmigration in wässrige Prüflebensmittel mittels Zelle
  - Teil 6 Prüfverfahren für die Gesamtmigration in Olivenöl unter Verwendung eines Beutels
  - Teil 7 Prüfverfahren für die Gesamtmigration in wässrige Prüflebensmittel unter Verwendung eines Beutels
  - Teil 8 Prüfverfahren für die Gesamtmigration in Olivenöl unter Füllen des Gegenstandes
  - Teil 9 Prüfverfahren für die Gesamtmigration in wässrige Prüflebensmittel durch Füllen des Gegenstandes
  - Teil 10 Prüfverfahren für die Gesamtmigration in Olivenöl (Modifiziertes Verfahren für die Anwendung bei unvollständiger Extraktion von Olivenöl)
  - Teil 11 Prüfverfahren für die Gesamtmigration in Mischungen aus 14C-markierten synthetischen Triglyceriden
  - Teil 12 Prüfverfahren für die Gesamtmigration bei tiefen Temperaturen
  - Teil 13 Prüfverfahren für die Gesamtmigration bei hohen Temperaturen
  - Teil 14 Prüfverfahren für „Ersatzprüfungen“ für die Gesamtmigration aus Kunststoffen, die für den Kontakt mit fettigen Lebensmitteln bestimmt sind, unter Verwendung der Prüfmedien Iso-Octan und 95 %igem Ethanol
  - Teil 15 Alternative Prüfverfahren zur Bestimmung der Migration in fettige Prüflebensmittel durch Schnellextraktion in Iso-Octan und/oder 95 %iges Ethanol
- DIN EN 1191 Fenster und Türen – Dauerfunktionsprüfung – Prüfverfahren
- DIN EN 1192 Türen – Klassifizierung der Festigkeitsanforderungen
- DIN EN 1194 Holzbauwerke – Brettschichtholz – Festigkeitsklassen und Bestimmung charakteristischer Werte
- DIN EN 1195 Holzbauwerke – Prüfverfahren – Tragverhalten tragender Fußbodenbeläge
- DIN EN 1196 Gasbefeuerte Warmlufterzeuger für den häuslichen und den nicht-häuslichen Gebrauch – Zusätzliche Anforderungen an kondensierende Warmlufterzeuger
- DIN EN 1197 Produkte zur Aufbereitung von Wasser für den menschlichen Gebrauch – Monozinkphosphat-Lösung
- DIN EN 1198 Produkte zur Aufbereitung von Wasser für den menschlichen Gebrauch – Mononatriumdihydrogenphosphat
- DIN EN 1199 Produkte zur Aufbereitung von Wasser für den menschlichen Gebrauch – Dinatriummonohydrogenphosphat
- DIN EN 1200 Produkte zur Aufbereitung von Wasser für den menschlichen Gebrauch – Trinatriumphosphat
- DIN EN 1244 Klebstoffe – Bestimmung der Farbe und/oder Farbänderung von Klebaufstrichen unter Lichteinwirkung
- DIN EN 1270 Spielfeldgeräte – Basketballgeräte – Funktionelle und sicherheitstechnische Anforderungen, Prüfverfahren
- DIN EN 1315 Dimensions-Sortierung
  - Teil 1: Laub-Rundholz
  - Teil 2: Nadel-Rundholz
- DIN EN 1316 Laub-Rundholz-Qualitätssortierung
  - Teil 2 Pappel
- DIN EN 1335 Büromöbel – Büro-Arbeitsstuhl
  - Teil 1 Maße, Bestimmung der Maße
  - Teil 2 Sicherheitsanforderungen
  - Teil 3 Sicherheitsprüfungen
- DIN EN 1337 Lager im Bauwesen
  - Teil 4 Rollenlager
- DIN EN 1338 Pflastersteine aus Beton – Anforderungen und Prüfverfahren
- DIN EN 1340 Bordsteine aus Beton – Anforderungen und Prüfverfahren
- DIN EN 1341 Platten aus Naturstein für Außenbereiche – Anforderungen
- DIN EN 1342 Pflastersteine aus Naturstein für Außenbereiche – Anforderungen und Prüfverfahren
- DIN EN 1343 Bordsteine aus Naturstein für Außenbereiche – Anforderungen und Prüfverfahren
- DIN EN 1348 Mörtel und Klebstoffe für Fliesen und Platten – Bestimmung der Haftfestigkeit zementhaltiger Mörtel für innen und außen
- DIN EN 1400 Artikel für Säuglinge und Kleinkinder – Schnuller für Säuglinge und Kleinkinder – Sicherheitstechnische Anforderungen und Prüfverfahren
- DIN EN 1492 Textile Anschlagmittel - Sicherheit
  - Teil 1 Flachgewebte Hebebänder aus Chemiefasern für allgemeine Verwendungszwecke
  - Teil 2 Rundschlingen aus Chemiefasern für allgemeine Verwendungszwecke
  - Teil 4 Anschlag-Faserseile für allgemeine Verwendung aus Natur- und Chemiefaserseilen
- DIN EN 1504 Produkte und Systeme für den Schutz und die Instandsetzung von Betontragwerken - Definitionen, Anforderungen, Güteüberwachung und Beurteilung der Konformität
  - Teil 1 Definitionen
  - Teil 2 Oberflächenschutzsysteme für Beton
  - Teil 3 Statisch und nicht statisch relevante Instandsetzung
  - Teil 4 Kleber für Bauzwecke
  - Teil 5 Injektion von Betonbauteilen
  - Teil 6 Verankerung von Bewehrungsstäben
  - Teil 7 Korrosionsschutz der Bewehrung
  - Teil 8 Qualitätskontrolle und Bewertung und Überprüfung der Leistungsbeständigkeit (AVCP)
  - Teil 9 Allgemeine Grundsätze für die Anwendung von Produkten und Systemen
  - Teil 10 Anwendung von Stoffen und Systemen auf der Baustelle
- DIN EN 1505 Lüftung von Gebäuden – Luftleitungen und Formstücke aus Blech mit Rechteckquerschnitt – Maße
- DIN EN 1506 Lüftung von Gebäuden – Luftleitungen und Formstücke aus Blech mit rundem Querschnitt – Maße
- DIN EN 1507 Lüftung von Gebäuden – Rechteckige Luftleitungen aus Blech – Anforderungen an Festigkeit und Dichtheit
- DIN EN 1530 Türblätter – Allgemeine und lokale Ebenheit – Toleranzklassen
- DIN EN 1533 Holzfußböden - Bestimmung der Biegefestigkeit unter statischer Beanspruchung - Prüfmethoden
- DIN EN 1534 Holzfußböden - Bestimmung des Eindruckwiderstands - Prüfmethode
- DIN EN 1536 Ausführung von Arbeiten im Spezialtiefbau - Bohrpfähle
- DIN EN 1537 Ausführung von Arbeiten im Spezialtiefbau - Verpressanker
- DIN EN 1538 Ausführung von Arbeiten im Spezialtiefbau - Schlitzwände
- DIN EN 1562 Temperguss
- DIN EN 1570 Sicherheitsanforderungen an Hubtische
  - Teil 1: Hubtische, die bis zu zwei feste Haltestellen anfahren
  - Teil 2: Hubtische zum Heben von Gütern, die mehr als 2 Haltestellen eines Gebäudes anfahren und deren Hubgeschwindigkeit 0,15 m/s nicht überschreitet
- DIN EN 1610 Verlegung und Prüfung von Abwasserleitungen und -kanälen
- DIN EN 1627 Fenster, Türen Abschlüsse – Einbruchhemmung – Anforderungen und Klassifikation
- DIN EN 1643 Ventilüberwachungssysteme für automatische Absperrventile für Gasbrenner und Gasgeräte
- DIN EN 1677 Einzelteile für Anschlagmittel - Sicherheit
  - Teil 1 Geschmiedete Einzelteile, Güteklasse 8
  - Teil 2 Geschmiedete Haken mit Sicherungsklappe, Güteklasse 8
  - Teil 3 Geschmiedete selbstverriegelnde Haken, Güteklasse 8
  - Teil 4 Einzelglieder, Güteklasse 8
  - Teil 5 Geschmiedete Haken mit Sicherungsklappe - Güteklasse 4
  - Teil 6 Einzelglieder - Güteklasse 4
- DIN EN 1717 Schutz des Trinkwassers vor Verunreinigung in Trinkwasserinstallationen und allgemeine Anforderungen an Sicherheitseinrichtungen
- DIN EN 1777 Hubrettungsfahrzeuge für Feuerwehren und Rettungsdienste, Hubarbeitsbühnen (HABn) – Sicherheitstechnische Anforderungen und Prüfung
- DIN EN 1789 Rettungsdienstfahrzeuge und deren Ausrüstung – Krankenkraftwagen
- DIN EN 1822 Schwebstofffilter (EPA, HEPA und ULPA)
  - Teil 1 Klassifikation, Leistungsprüfung, Kennzeichnung
  - Teil 2 Aerosolerzeugung, Messgeräte, Partikelzählstatistik
  - Teil 3 Prüfung des planen Filtermediums
  - Teil 4 Leckprüfung des Filterelementes (Scan-Verfahren)
  - Teil 5 Abscheidegradprüfung des Filterelements
- DIN EN 1837 Sicherheit von Maschinen – Maschinenintegrierte Beleuchtung
- DIN EN 1838 Angewandte Lichttechnik – Notbeleuchtung
- DIN EN 1839 Bestimmung der Explosionsgrenzen von Gasen und Dämpfen
- DIN EN 1841 Klebstoffe – Prüfverfahren für Klebstoffe für Boden- und Wandbeläge – Bestimmung der Maßänderung eines Linoleumbodenbelages im Kontakt mit einem Klebstoff
- DIN EN 1846 Feuerwehrfahrzeuge mit Drehleiter oder Hubarbeitsbühne (Hubrettungsfahrzeuge)
- DIN EN 1854 Druckwächter für Gasbrenner und Gasgeräte
- DIN EN 1860 Geräte, feste Brennstoffe und Anzündhilfen zum Grillen
  - Teil 1 Grillgeräte für feste Brennstoffe; Anforderungen und Prüfverfahren
  - Teil 2 Grill-Holzkohle und Grill-Holzkohlebriketts – Anforderungen und Prüfverfahren
  - Teil 3 Anzündhilfen für Grill-Holzkohle und Grillholzkohlebriketts; Anforderungen und Prüfverfahren
  - Teil 4 Grillgeräte für Einmalanwendung (Einweggrills) bei der Verwendung fester Brennstoffe, Anforderungen und Prüfverfahren
- DIN EN 1925 Bestimmung des Wasseraufnahmekoeffizienten infolge Kapillarwirkung
- DIN EN 1926 Bestimmung der Druckfestigkeit
- DIN EN 1974 Nahrungsmittelmaschinen – Aufschnittschneidemaschinen – Sicherheits- und Hygieneanforderungen
- DIN EN 1990 (Eurocode 0) Grundlagen der Tragwerksplanung
- DIN EN 1991 (Eurocode 1) Einwirkungen auf Tragwerke
  - Teil 1 Allgemeine Einwirkungen
    - Teil 1-1 Wichten, Eigengewicht und Nutzlasten im Hochbau
    - Teil 1-2 Brandeinwirkungen auf Tragwerke
    - Teil 1-3 Schneelasten
    - Teil 1-4 Windlasten
    - Teil 1-5 Temperatureinwirkungen
    - Teil 1-6 Einwirkungen während der Bauausführung
    - Teil 1-7 Außergewöhnliche Einwirkungen

  - Teil 2 Verkehrslasten auf Brücken
  - Teil 3 Einwirkungen infolge von Kranen und Maschinen
  - Teil 4 Einwirkungen auf Silos und Flüssigkeitsbehälter
- DIN EN 1992 (Eurocode 2) Bemessung und Konstruktion von Stahlbeton- und Spannbetontragwerken
  - Teil 1 Allgemeine Regeln
    - Teil 1-1 Allgemeine Bemessungsregeln und Regeln für den Hochbau
    - Teil 1-2 Tragwerksbemessung für den Brandfall

  - Teil 2 Betonbrücken – Bemessungs- und Konstruktionsregeln
  - Teil 3 Silos und Behälterbauwerke aus Beton
- DIN EN 1993 (Eurocode 3) Bemessung und Konstruktion von Stahlbauten
  - Teil 1 Allgemeine Regeln
    - Teil 1-1 Allgemeine Bemessungsregeln und Regeln für den Hochbau
    - Teil 1-2 Tragwerksbemessung für den Brandfall
    - Teil 1-3 Ergänzende Regeln für kaltgeformte dünnwandige Bauteile und Bleche
    - Teil 1-4 Ergänzende Regeln zur Anwendung von nichtrostenden Stählen
    - Teil 1-5 Plattenförmige Bauteile
    - Teil 1-6 Festigkeit und Stabilität von Schalen
    - Teil 1-7 Plattenförmige Bauteile mit Querbelastung
    - Teil 1-8 Bemessung von Anschlüssen
    - Teil 1-9 Ermüdung
    - Teil 1-10 Stahlsortenauswahl im Hinblick auf Bruchzähigkeit und Eigenschaften in Dickenrichtung
    - Teil 1-11 Bemessung und Konstruktion von Tragwerken mit Zuggliedern aus Stahl
    - Teil 1-12 Zusätzliche Regeln zur Erweiterung von EN 1993 auf Stahlgüten bis S700

  - Teil 2 Stahlbrücken
  - Teil 3 Türme, Maste und Schornsteine
    - Teil 3-1 Türme und Maste
    - Teil 3-2 Schornsteine

  - Teil 4 Silos, Tankbauwerke und Rohrleitungen
    - Teil 4-1 Silos
    - Teil 4-2 Tankbauwerke
    - Teil 4-3 Rohrleitungen

  - Teil 5 Pfähle und Spundwände
  - Teil 6 Kranbahnen
- DIN EN 1994 (Eurocode 4) Bemessung und Konstruktion von Verbundtragwerken aus Stahl und Beton
  - Teil 1 Allgemeine Regeln
    - Teil 1-1 Allgemeine Bemessungsregeln und Anwendungsregeln für den Hochbau
    - Teil 1-2 Tragwerksbemessung für den Brandfall

  - Teil 2 Allgemeine Bemessungsregeln und Anwendungsregeln für Brücken
- DIN EN 1995 (Eurocode 5) Bemessung und Konstruktion von Holzbauten
  - Teil 1 Allgemeine Regeln
    - Teil 1-1 Allgemeine Regeln und Regeln für den Hochbau
    - Teil 1-2 Tragwerksbemessung für den Brandfall

  - Teil 2 Brücken
- DIN EN 1996 (Eurocode 6) Bemessung und Konstruktion von Mauerwerksbauten
  - Teil 1 Allgemeine Regeln
    - Teil 1-1 Allgemeine Regeln für bewehrtes und unbewehrtes Mauerwerk
    - Teil 1-2 Tragwerksbemessung für den Brandfall

  - Teil 2 Planung, Auswahl der Baustoffe und Ausführung von Mauerwerk
  - Teil 3 Vereinfachte Berechnungsmethoden für unbewehrte Mauerwerksbauten
- DIN EN 1997 (Eurocode 7) Berechnung und Bemessung in der Geotechnik
  - Teil 1 Allgemeine Regeln
  - Teil 2 Erkundung und Untersuchung des Baugrunds
- DIN EN 1998 (Eurocode 8) Auslegung von Bauwerken gegen Erdbeben
  - Teil 1 Grundlagen, Erdbebeneinwirkungen und Regeln für Hochbauten
  - Teil 2 Brücken
  - Teil 3 Beurteilung und Ertüchtigung von Gebäuden
  - Teil 4 Silos, Tankbauwerke und Rohrleitungen
  - Teil 5 Gründungen, Stützbauwerke und geotechnische Aspekte
  - Teil 7 fehlt noch
  - Teil 6 Türme, Maste und Schornsteine
  - Teil 1 Allgemeine Regeln
- DIN EN 1999 (Eurocode 9) Berechnung und Bemessung von Aluminiumkonstruktionen
  - Teil 1 Allgemeine Regeln
    - Teil 1-1 Allgemeine Bemessungsregeln
    - Teil 1-2 Tragwerksbemessung für den Brandfall
    - Teil 1-3 Ermüdungsbeanspruchte Tragwerke
    - Teil 1-4 Kaltgeformte Profiltafeln
    - Teil 1-5 Schalentragwerke

  - Teil 2 Ermüdungsanfällige Tragwerke

## DIN EN 2000–9999
- DIN EN 2367 Luft- und Raumfahrt; Splinte aus Stahl EN 2573
- DIN EN 3475 Luft- und Raumfahrt – Elektrische Leitungen für Luftfahrt, Verwendung – Prüfverfahren
  - Teil 100 Allgemeines
  - Teil 201 Sichtprüfung
  - Teil 202 Masse
  - Teil 203 Maße
  - Teil 301 Leiterwiderstand
  - Teil 302 Spannungsfestigkeit
  - Teil 303 Isolationswiderstand
  - Teil 304 Oberflächenwiderstand
  - Teil 305 Überlastbarkeit
  - Teil 306 Kontinuität des Leiters
  - Teil 307 Corona-Aussetzspannung
  - Teil 401 Beschleunigte Alterung
  - Teil 402 Schrumpfen und Aufblättern
  - Teil 403 Verblocken und Aufblättern
  - Teil 404 Thermischer Schock
  - Teil 405 Biegen bei Raumtemperatur
  - Teil 406 Wickeln bei Kälte
  - Teil 407 Entflammbarkeit
  - Teil 408 Feuerbeständigkeit
  - Teil 409 Alterung in einem geschlossenen, luftdichten Raum
  - Teil 410 Thermische Gebrauchsdauer
  - Teil 411 Beständigkeit gegen Flüssigkeiten
  - Teil 413 Wickelprüfung
  - Teil 414 DSC Verfahren
  - Teil 415 Schneller Temperaturwechsel
  - Teil 416 Thermische Beständigkeit
  - Teil 418 Thermische Gebrauchsdauer für Leiter
  - Teil 501 Kerbfestigkeit
  - Teil 502 Weiterreißfestigkeit
  - Teil 503 Abriebfestigkeit
  - Teil 504 Torsion
  - Teil 505 Zugfestigkeit der Einzeldrähte und Leiterseile
  - Teil 506 Gleichmäßigkeit des Überzugs
  - Teil 507 Haftfestigkeit des Überzugs
  - Teil 508 Schichtdicke des Überzugs
  - Teil 509 Lötbarkeit
  - Teil 510 Zugfestigkeit und Reißdehnung von extrudierten Isolierungen, Schutzhüllen und Mäntel
  - Teil 511 Abrieb Leitung gegen Leitung
  - Teil 512 Wechselbiegefestigkeit
  - Teil 513 Verformungsbeständigkeit
  - Teil 601 Rauchdichte
  - Teil 602 Giftigkeit
  - Teil 603 Lichtbogenfestigkeit, feucht
  - Teil 604 Lichtbogenfestigkeit, trocken
  - Teil 605 Verhalten nach Kurzschluss, feucht
  - Teil 701 Abisolierbarkeit und Haftfestigkeit der Isolierung auf dem Leiter
  - Teil 702 Zurückschiebbarkeit des Geflechtes
  - Teil 703 Haltbarkeit der Herstellerkennzeichnung
  - Teil 704 Biegsamkeit
  - Teil 705 Kontrastmessung
  - Teil 706 UV-Laser-Markierung
  - Teil 801 Betriebskapazität
  - Teil 802 Kapazitätsdifferenz
  - Teil 803 Kapazitätsabweichung
  - Teil 804 Ausbreitungsgeschwindigkeit
  - Teil 805 Wellenwiderstand
  - Teil 806 Dämpfung
  - Teil 807 Kupplungswiderstand
  - Teil 808 Nebensprechen
- DIN EN 3476 Luft- und Raumfahrt – Stahl FE-PL1501 (30CrMo12) – Lufterschmolzen – Weichgeglüht – Schmiedevormaterial – a oder D = 300 mm
- DIN EN 3479 Luft- und Raumfahrt – Stahl FE-PM1802 (X5CrNiCu15-5) – Mit selbstverzehrender Elektrode umgeschmolzen – Lösungsgeglüht und ausgehärtet – Platten – 6 mm < a = 20 mm – 1070 MPa = Rm = 1220 MPa
- DIN EN 3480 Luft- und Raumfahrt – Stahl FE-PA3601 (X6CrNiTi18-10) – Lufterschmolzen – Weichgeglüht – Platten – 6 mm < a = 50 mm – 500 MPa = Rm = 700 MPa
- DIN EN 4108 Luft- und Raumfahrt – Ringschlüsseleinsätze, offen, verzahnt mit Innenvierkant
- DIN EN 4219 Luft- und Raumfahrt – Sechskant-Hutmuttern, selbstsichernd mit Plastikhaube mit normaler Schlüsselweite aus korrosionsbeständigem Stahl
- DIN EN 9101 Qualitätsmanagementsysteme – Audit-Anforderungen für Organisationen der Luftfahrt, Raumfahrt und Verteidigung
- DIN EN 9104 Luft- und Raumfahrt – Qualitätsmanagementsysteme
  - Teil 1 Anforderungen an Zertifizierungsverfahren für Qualitätsmanagementsysteme der Luftfahrt, Raumfahrt und Verteidigung
  - Teil 2 Anforderungen an Überwachung/Kontrolle von Zertifizierungsverfahren für Qualitätsmanagementsysteme der Luft- und Raumfahrt
- DIN EN 9200 Luft- und Raumfahrt – Programm-Management – Richtlinie für eine Projektmanagement-Spezifikation

## DIN EN 10000–19999
- DIN EN 10001 Begriffsbestimmung und Einteilung von Roheisen
- DIN EN 10002 Zugversuch für metallische Werkstoffe, Dezember 2009 ersetzt durch DIN EN ISO 6892
- DIN EN 10020 Begriffsbestimmung für die Einteilung der Stähle
- DIN EN 10021 Allgemeine technische Lieferbedingungen für Stahlerzeugnisse
- DIN EN 10024 I-Profile mit geneigten inneren Flanschflächen
- DIN EN 10025 Warmgewalzte Erzeugnisse aus Baustählen
  - Teil 1 Allgemeine technische Lieferbedingungen
  - Teil 2 Technische Lieferbedingungen für unlegierte Baustähle
  - Teil 3 Technische Lieferbedingungen für normalgeglühte/normalisierend gewalzte schweißgeeignete Feinkornbaustähle
  - Teil 4 Technische Lieferbedingungen für thermomechanisch gewalzte schweißgeeignete Feinkornbaustähle
  - Teil 5 Technische Lieferbedingungen für wetterfeste Baustähle
  - Teil 6 Technische Lieferbedingungen für Flacherzeugnisse aus Stählen mit höherer Streckgrenze im vergüteten Zustand
- DIN EN 10027 Bezeichnungssysteme für Stähle
  - Teil 1 Kurznamen
  - Teil 2 Nummernsystem
- DIN EN 10029 Warmgewalztes Stahlblech von 3 mm Dicke an; Grenzabmaße, Formtoleranzen
- DIN EN 10045 Metallische Werkstoffe; Kerbschlagbiegeversuch nach Charpy.
- DIN EN 10055 Warmgewalzter gleichschenkliger T-Stahl mit gerundeten Kanten und Übergängen
- DIN EN 10056 Gleichschenklige und ungleichschenklige Winkel aus Stahl
  - Teil 1 Maße
  - Teil 2 Grenzabmaße und Formtoleranzen
- DIN EN 10058 Warmgewalzte Flachstäbe aus Stahl für allgemeine Verwendung – Maße, Formtoleranzen und Grenzabmaße
- DIN EN 10059 Warmgewalzte Vierkantstäbe aus Stahl für allgemeine Verwendung – Maße, Formtoleranzen und Grenzabmaße
- DIN EN 10060 Warmgewalzte Rundstäbe aus Stahl – Maße, Formtoleranzen und Grenzabmaße
- DIN EN 10061 Warmgewalzte Sechskantstäbe aus Stahl – Maße, Formtoleranzen und Grenzabmaße
- DIN EN 10079 Begriffsbestimmungen für Stahlerzeugnisse
- DIN EN 10083 Vergütungsstähle
  - Teil 1 Allgemeine technische Lieferbedingungen; ersetzt durch DIN EN ISO 683-1,-2
  - Teil 2 Technische Lieferbedingungen für unlegierte Stähle; ersetzt durch DIN EN ISO 683-1
  - Teil 3 Technische Lieferbedingungen für legierte Stähle; ersetzt durch DIN EN ISO 683-2
- DIN EN 10084 Einsatzstähle; ersetzt durch DIN EN ISO 683-3
- DIN EN 10087 Automatenstähle; ersetzt durch DIN EN ISO 683-4
- DIN EN 10088 Nichtrostende Stähle
  - Teil 1 Verzeichnis der nichtrostenden Stähle
  - Teil 2 Technische Lieferbedingungen für Blech und Band aus korrosionsbeständigen Stählen für allgemeine Verwendung
  - Teil 3 Technische Lieferbedingungen für Halbzeug, Stäbe, Walzdraht, gezogenen Draht, Profile und Blankstahlerzeugnisse aus korrosionsbeständigen Stählen für allgemeine Verwendung
  - Teil 4 Technische Lieferbedingungen für Blech und Band aus korrosionsbeständigen Stählen für das Bauwesen
  - Teil 5 Technische Lieferbedingungen für Stäbe, Walzdraht, gezogenen Draht, Profile und Blankstahlerzeugnisse aus korrosionsbeständigen Stählen für das Bauwesen
- DIN EN 10090 Ventilstähle und -legierungen für Verbrennungskraftmaschinen
- DIN EN 10095 Hitzebeständige Stähle und Nickellegierungen
- DIN EN 10106 Kaltgewalztes nicht kornorientiertes Elektroblech und -band im schlussgeglühten Zustand
- DIN EN 10108 Runder Walzdraht aus Stahl für kaltgeformte Muttern und Schrauben
- DIN EN 10111 Kontinuierlich warmgewalztes Band und Blech aus weichen Stählen zum Kaltumformen – Technische Lieferbedingungen
- DIN EN 10113 Warmgewalzte Erzeugnisse aus schweißgeeigneten Feinkornbaustählen
  - Teil 1: Allgemeine Lieferbedingungen; ersetzt durch DIN EN 10025-1
  - Teil 2: Lieferbedingungen für normalgeglühte / normalisierend gewalzte Stähle; ersetzt durch DIN EN 10025-3
  - Teil 3: Lieferbedingungen für thermomechanisch gewalzte Stähle; ersetzt durch DIN EN 10025-4
- DIN EN 10131 Kaltgewalzte Flacherzeugnisse ohne Überzug und mit elektrolytischem Zink- oder Zink-Nickel-Überzug aus weichen Stählen sowie aus Stählen mit höherer Streckgrenze zum Kaltumformen – Grenzabmaße und Formtoleranzen
- DIN EN 10137 Blech und Breitflachstahl aus Baustählen mit höherer Streckgrenze im vergüteten oder im ausscheidungsgehärteten Zustand
  - Teil 1: Allgemeine Lieferbedingungen; ersetzt durch DIN EN 10025-1
  - Teil 2: Lieferbedingungen für vergütete Stähle; ersetzt durch DIN EN 10025-6
  - Teil 3: Lieferbedingungen für ausscheidungsgehärtete Stähle; zurückgezogen
- DIN EN 10142 Kontinuierlich feuerverzinktes Band und Blech aus weichen Stählen zum Kaltumformen – Technische Lieferbedingungen, September 2004 ersetzt durch DIN EN 10327
- DIN EN 10143 Kontinuierlich schmelztauchveredeltes Blech und Band aus Stahl – Grenzabmaße und Formtoleranzen
- DIN EN 10152 Elektrolytisch verzinkte kaltgewalzte Flacherzeugnisse aus Stahl zum Kaltumformen – Technische Lieferbedingungen
- DIN EN 10155 Wetterfeste Baustähle - Technische Lieferbedingungen; ersetzt durch DIN EN ISO 10025-1,-5
- DIN EN 10162 Kaltprofile aus Stahl – Technische Lieferbedingungen – Grenzabmaße und Formtoleranzen
- DIN EN 10163 Lieferbedingungen für die Oberflächenbeschaffenheit von warmgewalzten Stahlerzeugnissen (Blech, Breitflachstahl und Profile)
- DIN EN 10169 Kontinuierlich organisch beschichtete (bandbeschichtete) Flacherzeugnisse aus Stahl
  - Teil 1 Allgemeines (Definitionen, Werkstoffe, Grenzabweichungen, Prüfverfahren)
  - Teil 2 Erzeugnisse für den Bauaußeneinsatz
  - Teil 3 Erzeugnisse für den Bauinneneinsatz
- DIN EN 10204 Metallische Erzeugnisse, Arten von Prüfbescheinigungen
- DIN EN 10218 Stahldraht und Drahterzeugnisse
  - Teil 1 Prüfverfahren
  - Teil 2 Drahtmaße und Toleranzen
- DIN EN 10220 Nahtlose und geschweißte Stahlrohre, Allgemeine Tabellen für Maße und längenbezogene Masse
- DIN EN 10226 Rohrgewinde für im Gewinde dichtende Verbindungen
  - Teil 1 Kegelige Außengewinde und zylindrische Innengewinde – Maße, Toleranzen und Bezeichnung
  - Teil 2 Kegelige Außengewinde und kegelige Innengewinde – Maße, Toleranzen und Bezeichnung
  - Teil 3 Prüfung mit Grenzlehren
- DIN EN 10241 Stahlfittings mit Gewinde
- DIN EN 10242 Tempergussfittings
- DIN EN 10255 Rohre aus unlegiertem Stahl mit Eignung zum Schweißen und Gewindeschneiden
- DIN EN 10270 Stahldraht für Federn
  - Teil 1 Patentiert-gezogener unlegierter Federstahldraht
  - Teil 2 Ölschlussvergüteter Federstahldraht
  - Teil 3 Nichtrostender Federstahldraht
- DIN EN 10278 Maße und Grenzabmaße von Blankstahlerzeugnissen
- DIN EN 10279 Warmgewalzter U-Profilstahl – Grenzabmaße, Formtoleranzen und Grenzabweichungen der Masse
- DIN EN 10283 Korrosionsbeständiger Stahlguss
- DIN EN 10291 Metallische Werkstoffe – Einachsiger Zeitstandversuch unter Zugbeanspruchung – Prüfverfahren
- DIN EN 10292 Kontinuierlich schmelztauchveredeltes Band und Blech aus Stählen mit hoher Streckgrenze zum Kaltumformen – Technische Lieferbedingungen
- DIN EN 10305 Präzisionsstahlrohre – Technische Lieferbedingungen
  - Teil 1 Nahtlose kaltgezogene Rohre
  - Teil 2 Geschweißte kaltgezogene Rohre
  - Teil 3 Geschweißte maßgewalzte Rohre
  - Teil 4 Nahtlose kaltgezogene Rohre für Hydraulik- und Pneumatik-Druckleitungen
  - Teil 5 Geschweißte maßumgeformte Rohre mit quadratischem und rechteckigem Querschnitt
  - Teil 6 Geschweißte kaltgezogene Rohre für Hydraulik- und Pneumatik-Druckleitungen
- DIN EN 10326 Kontinuierlich schmelztauchveredeltes Band und Blech aus Baustählen – Technische Lieferbedingungen
- DIN EN 10327 Kontinuierlich schmelztauchveredeltes Band und Blech aus weichen Stählen zum Kaltumformen – Technische Lieferbedingungen
- DIN EN 10336 Kontinuierlich schmelztauchveredeltes und elektrolytisch veredeltes Band und Blech aus Mehrphasenstählen zum Kaltumformen, Technische Lieferbedingungen
- DIN EN 12004 Mörtel und Klebstoffe für Fliesen und Platten – Anforderungen, Konformitätsbewertung, Klassifizierung und Bezeichnung
- DIN EN 12056 Schwerkraftentwässerungsanlagen innerhalb von Gebäuden
  - Teil 1 Allgemeine Ausführungsanforderungen
  - Teil 2 Schmutzwasseranlagen, Planung und Berechnung
  - Teil 3 Dachentwässerung, Planung und Berechnung
  - Teil 4 Abwasserhebeanlagen, Planung und Berechnung
  - Teil 5 Installation und Prüfung, Anleitung für Betrieb, Wartung und Gebrauch
- DIN EN 12057 Natursteinprodukte – Fliesen – Anforderungen
- DIN EN 12058 Natursteinprodukte – Bodenplatten und Stufenbeläge – Anforderungen
- DIN EN 12067 Gas-Luft-Verbundregeleinrichtungen für Gasbrenner und Gasgeräte
  - Teil 1: Pneumatische Ausführung, Juni 2011 ersetzt durch DIN EN 88-1
  - Teil 2: Elektronische Ausführung
- DIN EN 12077 Sicherheit von Kranen – Gesundheits- und Sicherheitsanforderungen
  - Teil 2: Begrenzungs- und Anzeigeeinrichtungen
- DIN EN 12097 Lüftung von Gebäuden – Luftleitungen – Anforderungen an Luftleitungsbauteile zur Wartung von Luftleitungssystemen
- DIN EN 12193 Licht und Beleuchtung – Sportstättenbeleuchtung
- DIN EN 12198 Sicherheit von Maschinen – Bewertung und Verminderung des Risikos der von Maschinen emittierten Strahlung
  - Teil 1 Allgemeine Leitsätze
  - Teil 2 Messverfahren für die Strahlenemission
  - Teil 3 Verminderung der Strahlung durch Abschwächung oder Abschirmung
- DIN EN 12208 Fenster und Türen – Schlagregendichtheit – Klassifizierung
- DIN EN 12220 Lüftung von Gebäuden – Luftleitungen – Maße von runden Flanschen für allgemeine Lüftungszwecke
- DIN EN 12237 Lüftung von Gebäuden – Luftleitungen – Festigkeit und Dichtheit von Luftleitungen mit rundem Querschnitt aus Blech
- DIN EN 12266 Industriearmaturen – Prüfung von Armaturen aus Metall
  - Teil 1 Druckprüfungen, Prüfverfahren und Annahmekriterien – Verbindliche Anforderungen
  - Teil 2 Prüfungen, Prüfverfahren und Annahmekriterien; Ergänzende Anforderungen
- DIN EN 12373 Aluminium und Aluminiumlegierungen – Anodisieren
  - Teil 1 Methode zur Spezifizierung dekorativer und schützender anodisch erzeugter Oxidschichten auf Aluminium
  - Teil 2 Bestimmung der Masse je Flächeneinheit (flächenbezogene Masse) von anodisch erzeugten Oxidschichten – Gravimetrisches Verfahren
  - Teil 3 Bestimmung der Dicke von anodisch erzeugten Oxidschichten; Zerstörungsfreie Messung mit Lichtschnittmikroskop
  - Teil 4 Abschätzung der Anfärbbarkeit von anodisch erzeugten Oxidschichten nach dem Verdichten durch Farbtropfentest mit vorheriger Säurebehandlung
  - Teil 5 Prüfung der Qualität von verdichteten, anodisch erzeugten Oxidschichten durch Bestimmung des Scheinleitwertes
  - Teil 6 Prüfung der Qualität von verdichteten, anodisch erzeugten Oxidschichten durch Bestimmung des Masseverlustes nach Eintauchen in Chromphosphorsäure-Lösung ohne vorherige Säurebehandlung
  - Teil 7 Prüfung der Qualität von verdichteten, anodisch erzeugten Oxidschichten durch Bestimmung des Masseverlustes nach Eintauchen in Chromphosphorsäure-Lösung mit vorheriger Säurebehandlung
  - Teil 8 Vergleichsbestimmung der Beständigkeit von gefärbten, anodisch erzeugten Oxidschichten gegen ultraviolettes Licht und Wärme
  - Teil 9 Messung der Abriebfestigkeit und der Abriebzahl von anodisch erzeugten Oxidschichten durch Abriebprüfung mit einem Schleifscheiben-Prüfgerät
  - Teil 10 Messung der mittleren spezifischen Abriebfestigkeit von anodisch erzeugten Oxidschichten durch Abriebprüfung mit einem Schleifmittelstrahl-Prüfgerät
  - Teil 11 Messung des gerichteten Reflexionsgrades und des Spiegelglanzes von anodisch erzeugten Oxidschichten bei Winkeln von 20°, 45°, 60° oder 85°
  - Teil 12 Messung der Reflexionseigenschaften von Aluminiumoberflächen mit Hilfe Ulbrichtscher Kugeln
  - Teil 13 Messung der Reflexeigenschaften von Aluminiumoberflächen mit vereinfachten oder Präzisions-Goniophotometer
  - Teil 14 Visuelle Bestimmung der Abbildungsschärfe von anodisch erzeugten Oxidschichten; Messgittermethode
  - Teil 15 Prüfung der Beständigkeit von anodisch erzeugten Oxidschichten gegen Rissbildung bei Verformung
  - Teil 16 Prüfung der Kontinuität dünner anodisch erzeugter Oxidschichten; Kupfersulfatversuch
  - Teil 17 Bestimmung der elektrischen Durchschlagspannung
  - Teil 18 Bewertungssystem für Lochkorrosion; Richtreihenmethode
  - Teil 19 Bewertungssystem für Lochkorrosion; Rasterzählmethode
- DIN EN 12390 Prüfung von Festbeton
  - Teil 1 Form, Maße und andere Anforderungen für Probekörper und Formen
  - Teil 2 Herstellung und Lagerung von Probekörpern für Festigkeitsprüfungen
  - Teil 3 Druckfestigkeit von Probekörpern
  - Teil 4 Bestimmung der Druckfestigkeit; Anforderungen an Prüfmaschinen
  - Teil 5 Biegezugfestigkeit von Probekörpern
  - Teil 6 Spaltzugfestigkeit von Probekörpern
  - Teil 7 Dichte von Festbeton
  - Teil 8 Wassereindringtiefe unter Druck
  - Teil 9 Frost- und Frost-Tausalz-Widerstand – Abwitterung (Vornorm DIN CEN/TS 12390-9)
- DIN EN 12407 Prüfverfahren für Naturstein – Petrografische Prüfung
- DIN EN 12440 Naturstein – Kriterien für die Bezeichnung
- DIN EN 12445 Tore; Nutzungssicherheit kraftbetätigter Tore; Prüfverfahren
- DIN EN 12453 Tore; Nutzungssicherheit kraftbetätigter Tore; Anforderungen
- DIN EN 12464 Licht und Beleuchtung – Beleuchtung von Arbeitsstätten
  - Teil 1 Arbeitsstätten in Innenräumen
  - Teil 2 Arbeitsstätten im Freien
- DIN EN 12469 Biotechnik – Leistungskriterien für mikrobiologische Sicherheitswerkbänke
- DIN EN 12566 Kleinkläranlagen für bis zu 50 EW
  - Teil 1 Werkmäßig hergestellte Faulgruben
  - Teil 3 Vorgefertigte und/oder vor Ort montierte Anlagen zur Behandlung von häuslichem Schmutzwasser
  - Teil 4 Bausätze für vor Ort einzubauende Faulgruben
  - Teil 5 Filtrationsanlagen für vorbehandeltes häusliches Abwasser (Entwurf)
  - Teil 6 Vorgefertigte Anlagen für die weitergehende Behandlung des aus Faulgruben ablaufenden Abwassers (Entwurf)
  - Teil 7 Im Werk vorgefertigte Einheiten für einen dritten Reinigungsteil (Entwurf)
- DIN EN 12568 Fuß- und Beinschutz – Anforderungen und Prüfverfahren für durchtrittsichere Einlagen aus Metall und Zehenkappen
- DIN EN 12570 Industriearmaturen – Verfahren für die Auslegung des Betätigungselementes
- DIN EN 12604 Tore; Mechanische Aspekte; Anforderungen und Prüfverfahren
- DIN EN 12605 Tore; Mechanische Aspekte; Prüfverfahren, Dezember 2017 ersetzt durch DIN EN 12604
- DIN EN 12627 Industriearmaturen – Anschweißenden für Armaturen aus Stahl
- DIN EN 12644 Krane – Informationen für die Nutzung und Prüfung
  - Teil 1 Betriebsanleitungen
  - Teil 2 Kennzeichnung
- DIN EN 12663 Bahnanwendungen - Festigkeitsanforderungen an Wagenkästen von Schienenfahrzeugen
  - Teil 1: Lokomotiven und Personenfahrzeuge (und alternatives Verfahren für Güterwagen)
  - Teil 2: Güterwagen
- DIN EN 12665 Licht und Beleuchtung, Grundlegende Begriffe und Kriterien für die Festlegung von Anforderungen an die Beleuchtung
- DIN EN 12670 Terminologie von Natursteinen – Petrografische Benennung
- DIN EN 12770 Schuhe - Prüfverfahren für Laufsohlen - Abriebwiderstand
- DIN EN 12792 Lüftung von Gebäuden – Symbole, Terminologie und graphische Symbole
- DIN EN 12828 Sicherheitstechnische Ausrüstung von Wärmeerzeugungsanlagen
- DIN EN 12831 Heizlast von Gebäuden (Wärmebedarfsberechnung)
- DIN EN 12845 Ortsfeste Brandbekämpfungsanlagen – Automatische Sprinkleranlagen – Planung, Installation und Instandhaltung
- DIN EN 12952 Wasserrohrkessel und Anlagenkomponenten
- DIN EN 12975 Thermische Solaranlagen und ihre Bauteile
- DIN EN 12999 Krane – Ladekrane
- DIN EN 13000 Krane – Fahrzeugkrane
- DIN EN 13001 Krane – Konstruktion allgemein
  - Teil 1 Allgemeine Prinzipien und Anforderungen
  - Teil 2 Lasteinwirkungen
- DIN EN 13031 Gewächshäuser – Bemessung und Konstruktion
  - Teil 1 Kulturgewächshäuser
- DIN EN 13032 Licht und Beleuchtung – Messung und Darstellung photometrischer Daten von Lampen und Leuchten
  - Teil 1 Messung und Datenformat
  - Teil 1 Berichtigung 1 Messung und Datenformat
  - Teil 2 Darstellung der Daten für Arbeitsstätten in Innenräumen und im Freien
  - Teil 2 Berichtigung 1 Darstellung der Daten für Arbeitsstätten in Innenräumen und im Freien
  - Teil 3 Darstellung von Daten für die Notbeleuchtung von Arbeitsstätten
- DIN EN 13098 Arbeitsplatzatmosphäre – Leitlinien für die Messung von Mikroorganismen und Endotoxin in der Luft
- DIN EN 13129 Bahnanwendungen – Luftbehandlung in Schienenfahrzeugen des Fernverkehrs
  - Teil 1 Behaglichkeitsparameter
  - Teil 2 Typprüfungen
- DIN EN 13135 Krane – Ausrüstungen
  - Teil 1 Krane – Sicherheit – Konstruktion – Anforderungen an die Ausrüstungen – Teil 1: Elektrotechnische Ausrüstungen
  - Teil 2 Krane – Ausrüstungen – Teil 2: Nicht-elektrotechnische Ausrüstungen
- DIN EN 13155 Krane – Lose Lastaufnahmemittel
- DIN EN 13157 Krane – Sicherheit – Handbetriebene Krane
- DIN EN 13162 Wärmedämmstoffe für Gebäude – Werkmäßig hergestellte Produkte aus Mineralwolle (MW)
- DIN EN 13163 Wärmedämmstoffe für Gebäude – Werkmäßig hergestellte Produkte aus expandiertem Polystyrol (EPS)
- DIN EN 13164 Wärmedämmstoffe für Gebäude – Werkmäßig hergestellte Produkte aus extrudiertem Polystyrolschaum (XPS)
- DIN EN 13165 Wärmedämmstoffe für Gebäude – Werkmäßig hergestellte Produkte aus Polyurethan-Hartschaum (PU)
- DIN EN 13166 Wärmedämmstoffe für Gebäude – Werkmäßig hergestellte Produkte aus Phenolharzschaum (PF)
- DIN EN 13167 Wärmedämmstoffe für Gebäude – Werkmäßig hergestellte Produkte aus Schaumglas (CG)
- DIN EN 13168 Wärmedämmstoffe für Gebäude – Werkmäßig hergestellte Produkte aus Holzwolle (WW)
- DIN EN 13169 Wärmedämmstoffe für Gebäude – Werkmäßig hergestellte Produkte aus Blähperlit (EPB)
- DIN EN 13170 Wärmedämmstoffe für Gebäude – Werkmäßig hergestellte Produkte aus expandiertem Kork (ICB)
- DIN EN 13171 Wärmedämmstoffe für Gebäude – Werkmäßig hergestellte Produkte aus Holzfasern (WF)
- DIN EN 13172 Wärmedämmstoffe – Konformitätsbewertung
- DIN EN 13180 Lüftung von Gebäuden – Luftleitungen – Maße und mechanische Anforderungen für flexible Luftleitungen
- DIN EN 13201 Straßenbeleuchtung
  - Teil 1 Auswahl der Beleuchtungsklassen
  - Teil 2 Gütemerkmale
  - Teil 3 Berechnung der Gütemerkmale
  - Teil 3 Berichtigung 1 Berechnung der Gütemerkmale
  - Teil 4 Methoden zur Messung der Gütemerkmale von Straßenbeleuchtungsanlagen
- DIN EN 13300 Beschichtungsstoffe – Wasserhaltige Beschichtungsstoffe und Beschichtungssysteme für Wände und Decken im Innenbereich
- DIN EN 13306 Begriffe der Instandhaltung
- DIN EN 13348 Kupfer und Kupferlegierungen – Nahtlose Rundrohre aus Kupfer für medizinische Gase oder Vakuum
- DIN EN 13373 Bestimmung geometrischer Merkmale von Gesteinen
- DIN EN 13374 Temporäre Seitenschutzsysteme – Produktfestlegungen, Prüfverfahren
- DIN EN 13384 Abgasanlagen - Wärme- und strömungstechnische Berechnungsverfahren
- DIN EN 13432 Verpackung – Anforderungen an die Verwertung von Verpackungen durch Kompostierung und biologischen Abbau – Prüfschema und Bewertungskriterien für die Einstufung von Verpackungen; vgl. Biologisch abbaubarer Kunststoff, Biologische Abbaubarkeit
- DIN EN 13494 Wärmedämmstoffe für das Bauwesen – Bestimmung der Haftzugfestigkeit zwischen Klebemasse, Klebemörtel und Wärmedämmstoff sowie zwischen Unterputz und Wärmedämmstoff
- DIN EN 13496 Wärmedämmstoffe für das Bauwesen – Bestimmung der mechanischen Eigenschaften von Glasfasergewebe
- DIN EN 13497 Wärmedämmstoffe für das Bauwesen – Bestimmung der Schlagfestigkeit von außenseitigen Wärmedämm-Verbundsystemen (WDVS)
- DIN EN 13498 Wärmedämmstoffe für das Bauwesen – Bestimmung des Eindringwiderstandes von außenseitigen Wärmedämm-Verbundsystemen (WDVS)
- DIN EN 13499 Wärmedämmstoffe für Gebäude – Außenseitige Wärmedämm-Verbundsysteme (WDVS) aus expandiertem Polystyrol – Spezifikationen
- DIN EN 13500 Wärmedämmstoffe für Gebäude – Außenseitige Wärmedämm-Verbundsysteme (WDVS) aus Mineralwolle – Spezifikationen
- DIN EN 13501 Klassifizierung von Bauprodukten und Bauarten zu ihrem Brandverhalten
  - Teil 1 Klassifizierung mit den Ergebnissen aus den Prüfungen zum Brandverhalten von Bauprodukten
  - Teil 2 Klassifizierung mit den Ergebnissen aus den Feuerwiderstandsprüfungen, mit Ausnahme von Lüftungsanlagen
  - Teil 3 Klassifizierung mit den Ergebnissen aus den Feuerwiderstandsprüfungen an Bauteilen von haustechnischen Anlagen: Feuerwiderstandsfähige Leitungen und Brandschutzklappen
  - Teil 4 Klassifizierung mit den Ergebnissen aus den Feuerwiderstandsprüfungen von Anlagen zur Rauchfreihaltung
  - Teil 5 Klassifizierung mit den Ergebnissen aus Prüfungen von Bedachungen bei Beanspruchung durch Feuer von außen
  - Teil 6 Klassifizierung mit den Ergebnissen aus den Prüfungen zum Brandverhalten von elektrischen Kabeln
- DIN EN 13523 Bandbeschichtete Metalle – Prüfverfahren
  - Teil 0 Allgemeine Einleitung und Liste der Prüfverfahren
  - Teil 1 Schichtdicke
  - Teil 2 Glanz
  - Teil 3 Farbabstand
  - Teil 4 Bleistifthärte
  - Teil 5 Widerstandsfähigkeit gegen schnelle Verformung (Schlagprüfung)
  - Teil 6 Haftfestigkeit nach Eindrücken (Tiefungsprüfung)
  - Teil 7 Widerstandsfähigkeit gegen Rissbildung beim Biegen (T-Biegeprüfung)
  - Teil 8 Beständigkeit gegen Salzsprühnebel
  - Teil 9 Beständigkeit gegen Eintauchen in Wasser
  - Teil 10 Beständigkeit gegen fluoreszierende UV-Strahlung und Kondensation von Wasser
  - Teil 11 Beständigkeit gegen Lösemittel (Reibtest)
  - Teil 12 Widerstand gegen Ritzen
  - Teil 13 Beständigkeit gegen beschleunigte Alterung durch Wärmeeinwirkung
  - Teil 14 Kreiden (Verfahren nach Helmen)
  - Teil 15 Metamerie
  - Teil 16 Widerstandsfähigkeit gegen Abrieb
  - Teil 17 Haftfestigkeit von abziehbaren Folien
  - Teil 18 Beständigkeit gegen Fleckenbildung
  - Teil 19 Probenplatten und Verfahren zur Freibewitterung
  - Teil 20 Haftfestigkeit von Schaum
  - Teil 21 Bewertung von freibewitterten Probenplatten
  - Teil 22 Farbabstand; Visueller Vergleich
  - Teil 23 Beständigkeit der Farbe in feuchten, Schwefeldioxid enthaltenden Atmosphären
  - Teil 24 Block- und Stapelfestigkeit
  - Teil 25 Beständigkeit gegen Feuchte
  - Teil 26 Beständigkeit gegen Kondenswasser
  - Teil 27 Beständigkeit gegen feuchte Verpackung (Kataplasma-Test)
  - Teil 29 Beständigkeit gegen Verschmutzung
- DIN EN 13537 Anforderungen an Schlafsäcke
- DIN EN 13557 Krane – Stellteile und Steuerstände
- DIN EN 13586 Krane – Zugang
- DIN EN 13611 Sicherheits- und Regeleinrichtungen für Brenner und Brennstoffgeräte für gasförmige und/oder flüssige Brennstoffe – Allgemeine Anforderungen
- DIN EN 13706 Spezifikationen für pultrudierte Profile
  - Teil 1 Bezeichnung
  - Teil 2 Prüfverfahren und allgemeine Anforderungen
  - Teil 3 Besondere Anforderungen
- DIN EN 13725 Luftbeschaffenheit – Bestimmung der Geruchsstoffkonzentration mit dynamischer Olfaktometrie
- DIN EN 13755 Wasseraufnahme unter atmosphärischem Druck
- DIN EN 13779 Lüftung von Nichtwohngebäuden – Allgemeine Grundlagen und Anforderungen für Lüftungs- und Klimaanlagen und Raumkühlsysteme
- DIN EN 13795 Operationskleidung und -abdecktücher - Anforderungen und Prüfverfahren
  - Teil 1 Operationsabdecktücher und -mäntel
  - Teil 2 Rein-Luft-Kleidung
- DIN EN 13830 Vorhangfassaden – Produktnorm
- DIN EN 13852 Krane – Offshore-Krane
  - Teil 1 Offshore-Krane für allgemeine Verwendung
  - Teil 2 Schwimmende Krane
- DIN EN 13859 Abdichtungsbahnen – Definitionen und Eigenschaften von Unterdeck- und Unterspannbahnen
  - Teil 1 Unterdeck- und Unterspannbahnen für Dachdeckungen
  - Teil 2 Unterdeck- und Unterspannbahnen für Wände
- DIN EN 13861 Sicherheit von Maschinen - Leitfaden für die Anwendung von Ergonomie-Normen bei der Gestaltung von Maschinen
- DIN EN 13914 Planung, Zubereitung und Ausführung von Außen- und Innenputzen
  - Teil 1 Außenputze
  - Teil 2 Innenputze
- DIN EN 14043 automatische Drehleitern (Feuerwehr)
- DIN EN 14044 sequentielle Drehleitern / Hubarbeitsbühnen (HAB)
- DIN EN 14067 Bahnanwendungen — Aerodynamik
  - Teil 1: Formelzeichen und Einheiten
  - Teil 3: Aerodynamik im Tunnel
  - Teil 4: Anforderungen und Prüfverfahren für Aerodynamik auf offener Strecke
  - Teil 5: Anforderungen und Prüfverfahren für Aerodynamik im Tunnel
  - Teil 6: Anforderungen und Prüfverfahren zur Bewertung von Seitenwind
- DIN EN 14073 Büromöbel, Büroschränke
  - Teil 2 Sicherheitstechnische Anforderungen
  - Teil 3 Prüfverfahren zur Bestimmung der Standsicherheit und der Festigkeit der Konstruktion
- DIN EN 14079 Nichtaktive Medizinprodukte – Leistungsanforderungen und Prüfverfahren für Verbandmull aus Baumwolle und Verbandmull aus Baumwolle und Viskose
- DIN EN 14126 Schutzkleidung - Leistungsanforderungen und Prüfverfahren für Schutzkleidung gegen Infektionserreger
- DIN EN 14142 Postalische Dienstleistungen
  - Teil 1 Bestandteile der postalischen Anschrift
  - Teil 2 Landesspezifische Vorlagen
- DIN EN 14153 Ausbildung von Freizeit-Gerätetauchern
  - Teil 1 Beaufsichtigter Taucher
  - Teil 2 Selbständiger Taucher
  - Teil 3 Tauchgruppenleiter
- DIN EN 14175 Abzüge
  - Teil 1 Begriffe
  - Teil 2 Anforderungen an Sicherheit und Leistungsvermögen
  - Teil 3 Baumusterprüfverfahren
  - Teil 4 Vor-Ort-Prüfverfahren
  - Teil 5 Empfehlungen für Installation und Wartung (Englische Fassung)
  - Teil 6 Abzüge mit variablem Luftstrom
  - Teil 7 Abzüge für hohe thermische und Säurelasten (Abrauchabzüge)
- DIN EN 14214 Kraftstoffe für Kraftfahrzeuge – Fettsäure-Methylester (FAME) für Dieselmotoren – Anforderungen und Prüfverfahren (Biodiesel)
- DIN EN 14238 Krane – Handgeführte Manipulatoren
- DIN EN 14241 Abgasanlagen – Werkstoffanforderungen und Prüfungen für elastomere Dichtungen und Dichtwerkstoffe
- DIN EN 14411 Keramische Fliesen und Platten – Begriffe, Klassifizierung, Gütemerkmale und Kennzeichnung
- DIN EN 14413 Dienstleistungen des Freizeittauchens – Sicherheitsrelevante Mindestanforderungen an die Ausbildung von Tauchausbildern
  - Teil 1 Ausbildungsstufe 1
  - Teil 2 Ausbildungsstufe 2
- DIN EN 14439 Krane – Sicherheit – Turmdrehkrane
- DIN EN 14467 Dienstleistungen des Freizeittauchens – Anforderungen an Dienstleister des Freizeit-Gerätetauchens
- DIN EN 14468 Tischtennis
  - Teil 1 Tischtennistische, funktionelle und sicherheitstechnische Anforderungen, Prüfverfahren
  - Teil 2 Pfosten von Netzgarnituren – Anforderungen und Prüfverfahren
- DIN EN 14470 Feuerwiderstandsfähige Lagerschränke
  - Teil 1 Sicherheitsschränke für brennbare Flüssigkeiten
  - Teil 2 Sicherheitsschränke für Druckgasflaschen
- DIN EN 14492 Krane – Kraftgetriebene Winden und Hubwerke
  - Teil 1 Kraftgetriebene Winden
  - Teil 2 Kraftgetriebene Hubwerke
- DIN EN 14502 Krane – Einrichtungen zum Heben von Personen
  - Teil 1 Hängende Personenaufnahmemittel
  - Teil 2 Höhenverstellbare Steuerstände
- DIN EN 14530 Kunststoffe – Rieselfähige ungesättigte Polyester-Formmassen (UP-PMC)
  - Teil 1 Bezeichnungssystem und Basis für Spezifikationen
  - Teil 2 Herstellung von Probekörpern und Bestimmung von Eigenschaften
  - Teil 3 Anforderungen an ausgewählte Formmassen
- DIN EN 14583 Arbeitsplatzatmosphäre – Volumetrische Probenahmeeinrichtungen für Bioaerosole – Anforderungen und Prüfverfahren
- DIN EN 14597 Temperaturregeleinrichtungen und Temperaturbegrenzer für wärmeerzeugende Anlagen
- DIN EN 14604 Rauchwarnmelder
- DIN EN 14605 Schutzkleidung gegen flüssige Chemikalien – Leistungsanforderungen an Chemikalienschutzanzüge mit flüssigkeitsdichten (Typ 3) oder spraydichten (Typ 4) Verbindungen zwischen den Teilen der Kleidung, einschließlich der Kleidungsstücke, die nur einen Schutz für Teile des Körpers gewähren (Typen PB [3] und PB [4])
- DIN EN 14634 Verpackungen aus Glas – Kronenmundstück 26 H 180 – Maße
- DIN EN 14635 Verpackungen aus Glas – Kronenmundstück 26 H 126 – Maße
- DIN EN 14683 Medizinische Gesichtsmasken - Anforderungen und Prüfverfahren
- DIN EN 14719 Faserstoff, Papier und Karton – Bestimmung des Gehaltes an Diisopropylnaphthalin (DIPN) mittels Lösemittelextraktion
- DIN EN 14750 Bahnanwendungen – Luftbehandlung in Schienenfahrzeugen innerstädtischen und regionalen Nahverkehrs
  - Teil 1 Behaglichkeitsparameter
  - Teil 2 Typprüfungen
- DIN EN 14798 Verpackungen aus Glas – Manueller Kronenkorköffner – Maße
- DIN EN 14825: 2023-10 Luftkonditionierer, Flüssigkeitskühlsätze und Wärmepumpen mit elektrisch angetriebenen Verdichtern zur Raumbeheizung und -kühlung, gewerblichen Kühlung und Prozesskühlung - Prüfung und Leistungsbewertung unter Teillastbedingungen und Berechnung der saisonalen Arbeitszahl
- DIN EN 14877 Kunststoffflächen auf Sportanlagen im Freien – Anforderungen
- DIN EN 14887 Verpackungen aus Glas – Korkenzieher – Allgemeine Anforderungen
- DIN EN 14985 Krane – Ausleger-Drehkrane
- DIN EN 15038 Übersetzungs-Dienstleistungen – Dienstleistungsanforderungen
- DIN EN 15051 Exposition am Arbeitsplatz - Messung des Staubungsverhaltens von Schüttgütern
  - Teil 1 Anforderungen und Auswahl der Prüfverfahren
  - Teil 2 Verfahren mit rotierender Trommel
  - Teil 3 Verfahren mit kontinuierlichem Fall
- DIN EN 15052 Elastische, textile Bodenbeläge und Laminatböden – Bewertung und Anforderungen an Emissionen von flüchtigen organischen Verbindungen (VOC) (z. Z. Entwurf)
- DIN EN 15056 Krane – Anforderungen an Spreader zum Umschlag von Containern
- DIN EN 15085 Schweisstechnik im Schienenfahrzeugbau
- DIN EN 15090 Schuhe für die Feuerwehr
- DIN EN 15193 Energetische Bewertung von Gebäuden – Energetische Anforderungen an die Beleuchtung
- DIN EN 15227 Bahnanwendungen – Anforderungen an die Kollisionssicherheit von Schienenfahrzeugkästen
- DIN EN 15241 Lüftung von Gebäuden – Berechnungsverfahren für den Energieverlust aufgrund der Lüftung und Infiltration in Gebäuden
- DIN EN 15242 Lüftung von Gebäuden – Berechnungsverfahren zur Bestimmung der Luftvolumenströme in Gebäuden einschließlich Infiltration
- DIN EN 15251 Eingangsparameter für das Raumklima zur Auslegung und Bewertung der Energieeffizienz von Gebäuden – Raumluftqualität, Temperatur, Licht und Akustik
- DIN EN 15330 Sportböden – Überwiegend für den Außenbereich hergestellte Kunststoffrasenflächen und Nadelfilze
- DIN EN 15376 Kraftstoffe für Kraftfahrzeuge – Ethanol zur Verwendung als Blendkomponente in Ottokraftstoff – Anforderungen und Prüfverfahren
- DIN EN 15423 Lüftung von Gebäuden – Brandschutz von Lüftungsanlagen in Gebäuden
- DIN EN 15543 Verpackungen aus Glas – Flaschenverschlüsse – Schraubmundstücke für Flaschen für nicht kohlensäurehaltige Flüssigkeiten
- DIN EN 15635 Ortsfeste Regalsysteme aus Stahl – Anwendung und Wartung von Lagereinrichtungen
- DIN EN 15663 Bahnanwendungen – Fahrzeugreferenzmassen;
- DIN EN 15800 Zylindrische Schraubenfedern aus runden Drähten – Gütevorschriften für kaltgeformte Druckfedern
- DIN EN 15883 Reinigungs-Desinfektionsgeräte
  - Teil 1 Allgemeine Anforderungen, Begriffe und Prüfverfahren
  - Teil 2 Anforderungen und Prüfverfahren von Reinigungs-Desinfektionsgeräten mit thermischer Desinfektion für chirurgische Instrumente, Anästhesiegeräte, Gefäße, Utensilien, Glasgeräte usw.
  - Teil 3 Anforderungen an und Prüfverfahren für Reinigungs-Desinfektionsgeräte mit thermischer Desinfektion für Behälter für menschliche Ausscheidungen
  - Teil 4 Anforderungen und Prüfverfahren für Reinigungs-Desinfektionsgeräte mit chemischer Desinfektion für thermolabile Endoskope
  - Teil 5 Prüfanschmutzungen und -verfahren zum Nachweis der Reinigungswirkung (ISO/TS 15883-5:2005); Deutsche Fassung CEN ISO/TS 15883-5:2005
  - Teil 6 Anforderungen und Prüfverfahren für Reinigungs-Desinfektionsgeräte mit thermischer Desinfektion für nicht invasive, nicht kritische Medizinprodukte und Zubehör im Gesundheitswesen
- DIN EN 15892 Bahnanwendungen – Geräuschemission – Geräuschmessung im Führerraum
- DIN EN 16001 Energiemanagementsysteme – Anforderungen mit Anleitung zur Anwendung
- DIN EN 16063 Verpackung – Kunststoffbehältnisse – Bezeichnung von Kunststoffverschlussmundstücken
- DIN EN 16064 Verpackung – Kunststoffbehältnisse – PET-Verschlussmundstück 30/25 H (18,5)
- DIN EN 16065 Verpackung – Kunststoffbehältnisse – PET-Verschlussmundstück 30/25 L (16,8)
- DIN EN 16066 Verpackung – Kunststoffbehältnisse – PET-Verschlussmundstück 26,7 (Gewindesteigung 6,35)
- DIN EN 16067 Verpackung – Kunststoffbehältnisse – PET-Verschlussmundstück 26,7 (Gewindesteigung 9,00)
- DIN EN 16068 Verpackung – Kunststoffbehältnisse – PET-Verschlussmundstück 38
- DIN EN 16094 Laminatböden – Prüfverfahren zur Bestimmung der Mikrokratzbeständigkeit (Entwurf)
- DIN EN 16121 Behältnismöbel für den Nicht-Wohnbereich - Anforderungen an die Sicherheit, Festigkeit, Dauerhaltbarkeit und Standsicherheit
- DIN EN 16287 Verpackungen aus Glas – Schraubmundstücke für Flaschen mit Innendruck – MCA 1-Mundstück
- DIN EN 16288 Verpackungen aus Glas – Schraubmundstücke für Flaschen mit Innendruck – MCA 3-Mundstück
- DIN EN 16289 Verpackungen aus Glas – Schraubmundstücke für Flaschen mit Innendruck – MCA 7,5 RF-Mundstück
- DIN EN 16290 Verpackungen aus Glas – Schraubmundstücke für Flaschen mit Innendruck – MCA 7,5 R-Mundstück
- DIN EN 16291 Verpackungen aus Glas – Schraubmundstücke für Flaschen mit Innendruck
  - Teil 1 Mehrweg-MCA 2-Mundstück
  - Teil 2 Einweg-MCA 2-Mundstück
- DIN EN 16292 Verpackungen aus Glas – Schraubmundstücke – Abgeflachte Gewinde
- DIN EN 16293 Verpackung – Verpackungen aus Glas – Tiefe BVS-Mundstücke für stille Weine
- DIN EN 16341 Auswahl von Normen und anderen normartigen Dokumenten für wehrtechnische Produkte und Dienstleistungen - Rangfolge
- DIN EN 16352 Logistik – Spezifikationen für die Berichterstattung von Straftaten
- DIN EN 16776 Elastische Bodenbeläge – Heterogene Polyurethan-Bodenbeläge – Spezifikation

## DIN EN 20000–59999
- DIN EN 22553 Symbolische Darstellung von Schweiß- und Lötnähten
- DIN EN 27888 Wasserbeschaffenheit; Bestimmung der elektrischen Leitfähigkeit
- DIN EN 28601 Datumsformate, September 2006 ersetzt durch DIN ISO 8601
- DIN EN 28676 Sechskantschrauben mit Gewinde bis Kopf; Feingewinde M 8 × 1 bis M 52 × 3 (Produktklassen A und B), März 2001 ersetzt durch DIN EN ISO 8676
- DIN EN 29692 Schweißnahtvorbereitung
- DIN EN 45020 Normung und damit zusammenhängende Tätigkeiten – Allgemeine Begriffe (ISO/IEC Guide 2:2004)
- DIN EN 50005 Industrielle Niederspannungs-Schaltgeräte; Anschlussbezeichnungen und Kennzahlen, Allgemeine Regeln
- DIN EN 50020 Elektrische Betriebsmittel für explosionsgefährdete Bereiche – Eigensicherheit „i“; August 2007 ersetzt durch DIN EN 60079-11
- DIN EN 50090 Elektrische Systemtechnik für Heim und Gebäude (ESHG)
  - Teil 2 Systemübersicht
    - Teil 2-1 Architektur
    - Teil 2-2 (VDE 0829-2-2) Allgemeine technische Anforderungen
    - Teil 2-3 (VDE 0829-2-3) Anforderungen an die funktionale Sicherheit für Produkte, die für den Einbau in ESHG vorgesehen sind

  - Teil 3 Anwendungsaspekte
    - Teil 3-1 Einführung in die Anwendungsstruktur
    - Teil 3-2 Anwendungsprozess ESHG Klasse 1
    - Teil 3-3 ESHG-Interworking-Modell und übliche ESHG-Datenformate

  - Teil 4 Medienunabhängige Schicht
    - Teil 4-1 Anwendungsschicht für ESHG Klasse 1
    - Teil 4-2 Transportschicht, Vermittlungsschicht und allgemeine Teile der Sicherungsschicht für ESHG Klasse 1
    - Teil 4-3 Kommunikation über IP (EN 13321-2)

  - Teil 5 Medien und medienabhängige Schichten
    - Teil 5-1 Signalübertragung auf elektrischen Niederspannungsnetzen für ESHG Klasse 1
    - Teil 5-2 Netzwerk basierend auf ESHG Klasse 1, Zweidrahtleitungen (Twisted Pair)
    - Teil 5-3 Signalübertragung über Funk

  - Teil 7-1 Systemmanagement – Managementverfahren
  - Teil 8 Konformitätsbeurteilung von Produkten
  - Teil 9-1 Installationsanforderungen – Verkabelung von Zweidrahtleitungen ESHG Klasse 1
- DIN EN 50102 (DIN EN 62262, VDE 0470-100) Schutzarten durch Gehäuse für elektrische Betriebsmittel (Ausrüstung) gegen äußere mechanische Beanspruchungen (IK-Code)
- DIN EN 50107 Leuchtröhrengeräte und Leuchtröhrenanlagen mit einer Leerlaufspannung über 1 kV, aber nicht über 10 kV
  - Teil 1 Allgemeine Anforderungen
  - Teil 2 Anforderungen an Erdschluss-Schutzeinrichtungen und Leerlauf-Schutzeinrichtungen
- DIN EN 50110 (VDE 0105) Betrieb von elektrischen Anlagen
  - Teil 1 (VDE 0105-1)
  - Teil 2 (VDE 0105-2) (nationale Anhänge)
- DIN EN 50117 Koaxialkabel
  - Teil 1 (VDE 0887-1) Fachgrundspezifikation
  - Teil 2 Rahmenspezifikation für Kabel für Kabelverteilanlagen
    - Teil 2-1 (VDE 0887-2-1) Hausinstallationskabel im Bereich von 5 MHz – 1000 MHz
    - Teil 2-2 (VDE 0887-2-2) Außenkabel im Bereich von 5 MHz – 1000 MHz
    - Teil 2-3 (VDE 0887-2-3) Verteiler und Linienkabel für Systeme im Bereich von 5 MHz – 1000 MHz
    - Teil 2-4 (VDE 0887-2-4) Hausinstallationskabel im Bereich von 5 MHz – 3000 MHz
    - Teil 2-5 (VDE 0887-2-5) Außenkabel im Bereich von 5 MHz – 3000 MHz

  - Teil 3 (VDE 0887-3) Rahmenspezifikation für Hausanschlusskabel
    - Teil 3-1 (VDE 0887-3-1) Rahmenspezifikation für Kabel für Anwendungen in der Telekommunikation; Miniaturkabel für digitale Kommunikationssysteme

  - Teil 4 (VDE 0887-4) Rahmenspezifikation für Verteiler- und Linienkabel
  - Teil 4-1 (VDE 0887-4-1) Rahmenspezifikation für Kabel RuK-Verkabelung nach EN 50173 – Hausinstallationskabel im Bereich von 5 MHz bis 3000 MHz
  - Teil 5 (VDE 0887-5) Rahmenspezifikation für Hausinstallationskabel für Anlagen für Frequenzen von 5 MHz bis 2150 MHz
  - Teil 6 (VDE 0887-6) Rahmenspezifikation für Hausanschlusskabel für Anlagen für Frequenzen von 5 MHz bis 2150 MHz
- DIN EN 50121 Bahnanwendungen – Elektromagnetische Verträglichkeit
  - Teil 1 (VDE 0115-121-1) Allgemeines
  - Teil 2 (VDE 0115-121-2) Störaussendungen des gesamten Bahnsystems in die Außenwelt
  - Teil 3-1 (VDE 0115-121-3-1) Bahnfahrzeuge – Zug und gesamtes Fahrzeug
  - Teil 3-2 (VDE 0115-121-3-2) Bahnfahrzeuge – Geräte
  - Teil 4 (VDE 0115-121-4) Störaussendungen und Störfestigkeit von Signal- und Telekommunikationseinrichtungen
- DIN EN 50125 Bahnanwendungen – Umweltbedingungen für Betriebsmittel
  - Teil 1 (VDE 0115-108-1) Betriebsmittel auf Bahnfahrzeugen
  - Teil 2 (VDE 0115-108-2) Ortsfeste elektrische Anlagen
  - Teil 3 (VDE 0115-108-3) Umweltbedingungen für Signal- und Telekommunikationseinrichtungen
- DIN EN 50126 Bahnanwendungen – Spezifikation und Nachweis von Zuverlässigkeit, Verfügbarkeit, Instandhaltbarkeit und Sicherheit (RAMS)
  - Teil 1 (VDE 0115-103-1) Generischer RAMS-Prozess
  - Teil 2 (VDE 0115-103-2) Systembezogene Sicherheitsmethodik
- DIN EN 50128  (VDE 0831-128) Bahnanwendungen – Telekommunikationstechnik, Signaltechnik und Datenverarbeitungssysteme – Software für Eisenbahnsteuerungs- und Überwachungssysteme
- DIN EN 50129 (VDE 0831-129) Bahnanwendungen – Telekommunikationstechnik, Signaltechnik und Datenverarbeitungssysteme – Sicherheitsbezogene elektronische Systeme für Signaltechnik
- DIN EN 50131 Alarmanlagen – Einbruch- und Überfallmeldeanlagen
  - Teil 1 Systemanforderungen
  - Teil 2-2 Einbruchmelder
  - Teil 2-3 Anforderungen an Mikrowellenmelder (DIN CLC/TS 50131-2-3)
  - Teil 2-4 Anforderungen an kombinierte Passiv-Infrarot- und Mikrowellenmelder (DIN CLC/TS 50131-2-4)
  - Teil 2-5 Anforderungen an kombinierte Passiv-Infrarot- und Ultraschallmelder (DIN CLC/TS 50131-2-5)
  - Teil 2-6 Anforderungen an Öffnungsmelder (Magnetkontakte) (DIN CLC/TS 50131-2-6)
  - Teil 3 Melderzentrale
  - Teil 4 Signalgeber
  - Teil 5-3 Anforderungen an Übertragungsgeräte, die Funkfrequenz-Techniken verwenden
  - Teil 6 Energieversorgungen
  - Teil 7 Anwendungsregeln
  - Teil 8 Nebelgeräte/Nebelsysteme für Sicherheitsanwendungen
- DIN EN 50132 CCTV-Überwachungsanlagen für Sicherheitsanwendungen
- DIN EN 50133 Alarmanlagen – Zutrittskontrollanlagen für Sicherungsanwendungen
  - Teil 1 Systemanforderungen
  - Teil 2-1 Allgemeine Anforderungen an Anlageteile
  - Teil 7 Anwendungsregeln
- DIN EN 50155 (VDE 0115-200) Bahnanwendungen – Elektronische Einrichtungen auf Bahnfahrzeugen
- DIN EN 50159 (VDE 0831-159) Bahnanwendungen – Telekommunikationstechnik, Signaltechnik und Datenverarbeitungssysteme – Sicherheitsrelevante Kommunikation in Übertragungssystemen
- DIN EN 50172 Sicherheitsbeleuchtungsanlagen
- DIN EN 50173 (VDE 0800-173) Informationstechnik – Anwendungsneutrale Kommunikationskabelanlagen
  - Teil 1 Allgemeine Anforderungen
  - Teil 1 Beiblatt 1 Verkabelungsleitfaden zur Unterstützung von 10 GBASE-T
  - Teil 2 Bürogebäude
  - Teil 3 Industriell genutzte Standorte
  - Teil 4 Wohnungen
  - Teil 4 Beiblatt 1 Realisierung von RuK-Netzanwendungen mit Verkabelung nach EN 50173-4
  - Teil 4 Beiblatt 2 Infrastruktur von Heimverkabelungen bis zu 50 m Länge zur gleichzeitigen oder nicht-gleichzeitigen Bereitstellung von Netzanwendungen
  - Teil 5 Rechenzentren
- DIN EN 50174 (VDE 0800-174) Informationstechnik – Installation von Kommunikationsverkabelung
  - Teil 1 Installationsspezifikation und Qualitätssicherung
  - Teil 2 Installationsplanung und Installationspraktiken in Gebäuden
  - Teil 2 Beiblatt 1 Fernspeisung
  - Teil 3 Installationsplanung und Installationspraktiken im Freien
- DIN EN 50191 (VDE 0104) Errichten und Betreiben elektrischer Prüfanlagen
- DIN EN 50215 (VDE 0115-101) Bahnanwendungen – Bahnfahrzeuge – Prüfung von Bahnfahrzeugen nach Fertigstellung und vor Indienststellung
- DIN EN 50272 Sicherheitsanforderungen für Batterien und Batterieanlagen
  - Teil 1 (VDE 0510-1) Allgemeine Sicherheitsinformationen
  - Teil 2 (VDE 0510-2) Stationäre Batterien
  - Teil 3 (VDE 0510-3) Antriebsbatterien für Elektrofahrzeuge
  - Teil 4 (VDE 0510-104) Batterien für tragbare Geräte
- DIN EN 50285 Energieeffizienz von elektrischen Lampen für den Hausgebrauch – Messverfahren
- DIN EN 50286 (VDE 0682-301) Elektrisch isolierende Schutzkleidung für Arbeiten an Niederspannungsanlagen
- DIN EN 50294 (VDE 0712-294) Verfahren zur Messung der Gesamteingangsleistung von Vorschaltgerät-Lampe-Schaltungen
- DIN EN 50311 (VDE 0115-450) Bahnanwendungen – Bahnfahrzeuge – Gleichstromversorgte elektronische Vorschaltgeräte für Leuchtstofflampen
- DIN EN 50523 Geräte für den Hausgebrauch – Interworking
  - Teil 1 Funktionsspezifikation
  - Teil 2 Datenstrukturen
- DIN EN 50581 (VDE 0042-12) Technische Dokumentation zur Beurteilung von Elektro- und Elektronikgeräten hinsichtlich der Beschränkung gefährlicher Stoffe
- DIN EN 55022 (VDE 0878-22) Einrichtungen der Informationstechnik – Funkstöreigenschaften – Grenzwerte und Messverfahren

## DIN EN 60000–99999
- DIN EN 60044 Messwandler
  - Teil 1: Stromwandler
  - Teil 2: Induktive Spannungswandler (2012-05 ersetzt durch DIN EN 61869-3)
  - Teil 3: Kombinierte Wandler
  - Teil 6: Anforderungen an Stromwandler für Schutzzwecke zur Übertragung für transientes Übertragungsverhalten
  - Teil 7: Elektronische Spannungswandler
  - Teil 8: Elektronische Stromwandler
- DIN EN 60051 Direkt wirkende anzeigende Messgeräte und ihr Zubehör – Messgeräte mit Skalenanzeige -
- DIN EN 60061 Lampensockel und -fassungen sowie Lehren zur Kontrolle der Austauschbarkeit und Sicherheit
  - Teil 1 Lampensockel (IEC 60061-1)
  - Teil 2 Lampenfassungen (IEC 60061-2)
- DIN EN 60062 Kennzeichnung von Widerständen und Kondensatoren, inkludiert Herstellungsdatum und ersetzt damit DIN 41314.
- DIN EN 60064 Glühlampen für den Hausgebrauch und ähnliche allgemeine Beleuchtungszwecke – Anforderungen an die Arbeitsweise (IEC 60064)
- DIN EN 60076 Leistungstransformatoren
- DIN EN 60081 Zweiseitig gesockelte Leuchtstofflampen – Anforderungen an die Arbeitsweise (IEC 60081)
- DIN EN 60155 (VDE 0712-101) Glimmstarter für Leuchtstofflampen (IEC 60155)
- DIN EN 60188 Quecksilberdampf-Hochdrucklampen – Anforderungen an die Arbeitsweise (IEC 60188)
- DIN EN 60192 Natriumdampf-Niederdrucklampen – Anforderungen an die Arbeitsweise (IEC 60192)
- DIN EN 60204 Sicherheit von Maschinen – Elektrische Ausrüstung von Maschinen
  - Teil 1 Allgemeine Anforderungen
- DIN EN 60255 Messrelais und Schutzeinrichtungen
  - Teil 1 Allgemeine Anforderungen
  - Teil 5 Isolationskoordination für Messrelais und Schutzeinrichtungen; Anforderungen und Prüfungen
  - Teil 5 Beiblatt 1 Isolationskoordination für Messrelais und Schutzeinrichtungen; Anforderungen und Prüfungen; Erläuterungen zur Norm
  - Teil 8 Überlastrelais
  - Teil 11 Spannungseinbrüche, Kurzzeitunterbrechungen, Spannungsschwankungen und Wechselanteil im Anschluss für die Hilfsstromversorgung
  - Teil 21-1 Schwing-, Schock-, Dauerschock- und Erdbebenprüfungen an Messrelais und Schutzeinrichtungen; Hauptabschnitt 1: Schwingprüfungen (sinusförmig)
  - Teil 21-2 Schwing-, Schock-, Dauerschock- und Erdbebenprüfungen an Messrelais und Schutzeinrichtungen; Hauptabschnitt 2: Schock- und Dauerschockprüfungen
  - Teil 21-3 Schwing-, Schock-, Dauerschock- und Erdbebenprüfungen an Maßrelais und Schutzeinrichtungen; Hauptabschnitt 3: Erdbebenprüfungen
  - Teil 22-1 Prüfungen der elektrischen Störfestigkeit – Prüfung der Störfestigkeit gegen 1-MHz-Störgrößen
  - Teil 22-2 Prüfungen der elektrischen Störfestigkeit – Prüfungen mit elektrostatischer Entladung
  - Teil 22-3 Prüfung der elektrischen Störfestigkeit – Prüfung der Störfestigkeit gegen elektromagnetische Felder
  - Teil 22-4 Prüfungen der elektrischen Störfestigkeit – Prüfung der Störfestigkeit gegen schnelle transiente elektrische Störgrößen/Burst
  - Teil 22-5 Prüfung der elektrischen Störfestigkeit von Messrelais und Schutzeinrichtungen; Prüfung der Störfestigkeit gegen Stoßspannungen
  - Teil 22-6 Prüfungen der elektrischen Störfestigkeit von Messrelais und Schutzeinrichtungen; Störfestigkeit gegen leitungsgeführte Störgrößen, induziert durch hochfrequente Felder
  - Teil 22-7 Prüfungen der elektrischen Störfestigkeit von Messrelais und Schutzeinrichtungen – Prüfung der Störfestigkeit gegen netzfrequente Störgrößen
  - Teil 24 Standardformat für den Austausch von transienten Daten elektrischer Energieversorgungsnetze
  - Teil 25 Prüfungen der elektromagnetischen Störaussendung für Messrelais und Schutzeinrichtungen
  - Teil 26 Anforderungen an die elektromagnetische Verträglichkeit
  - Teil 27 Anforderungen an die Produktsicherheit
  - Teil 151 Funktionsanforderungen für Über-/Unterstromschutz
- DIN EN IEC 60268 Elektroakustische Geräte, 22 Teile
- DIN EN 60384 Festkondensatoren zur Verwendung in Geräten der Elektronik
  - Teil 1 Fachgrundspezifikation (VDE 0565-1)
  - Teil 2…25 diverse Spezifikationen
- DIN EN 60400 (VDE 0616-3) Lampenfassungen für röhrenförmige Leuchtstofflampen und Starterfassungen (IEC 60400)
- DIN EN 60439 Niederspannungs-Schaltgerätekombinationen
  - Teil 1 Typgeprüfte und partiell typgeprüfte Kombinationen
  - Teil 2 Besondere Anforderungen an Schienenverteiler
  - Teil 3 Besondere Anforderungen an Niederspannungs-Schaltgerätekombinationen, zu deren Bedienung Laien Zutritt haben; Installationsverteiler
  - Teil 4 Besondere Anforderungen an Baustromverteiler (BV)
  - Teil 5 Besondere Anforderungen an Niederspannung-Schaltgerätekombinationen, die im Freien an öffentlich zugängigen Plätzen aufgestellt werden; Kabelverteilerschränke (KVS) in Energieversorgungsnetzen
- DIN EN 60529 (VDE 0470-1) Schutzarten durch Gehäuse (IP-Code) (IEC 60529)
- DIN EN 60584
  - Thermoelemente - Teil 1: Thermospannungen und Grenzabweichungen (IEC 60584-1:2013)
  - Thermopaare - Teil 3: Thermoleitungen und Ausgleichsleitungen - Grenzabweichungen und Kennzeichnungssystem (IEC 60584-3:2021)
- DIN EN 60598 Leuchten
  - Teil 1 (VDE 0711-1) Allgemeine Anforderungen und Prüfungen (IEC 60598-1)
  - Teil 2 Besondere Anforderungen
    - Teil 2-2 (VDE 0711-2-2) Einbauleuchten (IEC 60598-2-2)
    - Teil 2-3 (VDE 0711-2-3) Leuchten für Straßen- und Wegebeleuchtung (IEC 60598-2-3)
    - Teil 2-4 (VDE 0711-2-4) Ortsveränderliche Leuchten für allgemeine Zwecke (IEC 60598-2-4)
    - Teil 2-5 (VDE 0711-2-5:) Scheinwerfer (IEC 60598-2-5)
    - Teil 2-6 (VDE 0711-206) Leuchten mit eingebauten Transformatoren für Glühlampen (IEC 60598-2-6)
    - Teil 2-7 Ortsveränderliche Gartenleuchten (IEC 60598-2-7)
    - Teil 2-8 (VDE 0711-2-8) Handleuchten (IEC 60598-2-8)
    - Teil 2-9 (VDE 0711-2-9) Photo- und Filmaufnahmeleuchten (nicht professionelle Anwendung) (IEC 60598-2-9)
    - Teil 2-10 (VDE 0711-2-10) Ortsveränderliche Leuchten für Kinder (IEC 60598-2-10)
    - Teil 2-11 (VDE 0711-2-11) Aquarienleuchten (IEC 60598-2-11)
    - Teil 2-12 (VDE 0711-2-12) Netzsteckdosen-Nachtlichter (IEC 60598-2-12)
    - Teil 2-13 (VDE 0711-2-13) Bodeneinbauleuchten (IEC 60598-2-13)
    - Teil 2-18 (VDE 0711-2-18) Leuchten für Schwimmbecken und ähnliche Anwendungen (IEC 60598-2-18)
    - Teil 2-19 (VDE 0711-2-19) Luftführende Leuchten (Sicherheitsanforderungen)
    - Teil 2-20 (VDE 0711-2-20) Lichtketten (IEC 60598-2-20)
    - Teil 2-22 (VDE 0711-2-22) Leuchten für Notbeleuchtung
    - Teil 2-23 (VDE 0711-2-23) Kleinspannungsbeleuchtungssysteme für Glühlampen (IEC 60598-2-23)
    - Teil 2-24 (VDE 0711-2-24) Leuchten mit begrenzter Oberflächentemperatur (IEC 60598-2-24)
    - Teil 2-25 (VDE 0711-2-25) Leuchten zur Verwendung in klinischen Bereichen von Krankenhäusern und Gebäuden zur Gesundheitsfürsorge (IEC 60598-2-25)
- DIN EN 60601 Medizinische elektrische Geräte, Sicherheit
- DIN EN 60603 Steckverbinder für gedruckte Schaltungen für Frequenzen unter 3 MHz
  - Teil 1 Fachgrundspezifikation: Allgemeine Anforderungen und Leitfaden für die Erstellung von Bauartspezifikationen mit Qualitätsbewertung (IEC 60603-1)
  - Teil 2 Bauartspezifikation für qualitätsbewertete indirekte Steckverbinder für gedruckte Schaltungen, Rastermaß 2,54 mm (0,1 in), mit gemeinsamen Einbaumerkmalen (IEC 60603-2)
  - Teil 3 Indirekte Steckverbinder für gedruckte Schaltungen mit 2,54 mm (0,1 in) Kontaktabstand und versetzten Anschlüssen im gleichen Abstand (IEC 60603-3)
  - Teil 4 Indirekte Steckverbinder für gedruckte Schaltungen mit 1,91 mm (0,075 in) Kontaktabstand und versetzten Anschlüssen im gleichen Abstand (IEC 60603-4)
  - Teil 5 Steckverbinder für direktes Stecken und indirekte Steckverbinder für beidseitig-beschichtete Leiterplatten mit 2,54 mm (0,1 in) Kontaktabstand (IEC 60603-5)
  - Teil 6 Direkte Steckverbinder und Steckverbinder für gedruckte Schaltungen mit 2,54 mm (0,1 in) Kontaktabstand für ein- oder beidseitig beschichtete Leiterplatten mit 1,6 mm (0,063 in) Nenndicke (IEC 60603-6)
  - Teil 7 Bauartspezifikation für Steckverbinder mit bewerteter Qualität, 8-polig, einschließlich fester und freier Steckverbinder mit gemeinsamen Steckmerkmalen (IEC 60603-7)
  - Teil 7-1 Bauartspezifikation für geschirmte freie und feste Steckverbinder, 8-polig, mit gemeinsamen Steckmerkmalen und bewerteter Qualität (IEC 60603-7-1)
  - Teil 7-3 Bauartspezifikation für geschirmte freie und feste Steckverbinder, 8-polig, für Datenübertragungen bis 100 MHz (IEC 48B/1707/CDV)
  - Teil 7-4 Bauartspezifikation für ungeschirmte freie und feste Steckverbinder, 8-polig, für Datenübertragungen bis 250 MHz (IEC 60603-7-4)
  - Teil 7-7 Bauartspezifikation für geschirmte freie und feste Steckverbinder, 8-polig, für Datenübertragungen bis 600 MHz (IEC 60603-7-7)
  - Teil 8 Indirekte Steckverbinder für gedruckte Schaltungen; Rastermaß 2,54 mm (0,1 in); Querschnitt der männlichen Kontakte 0,63 mm × 0,63 mm (IEC 60603-8)
  - Teil 9 Indirekte Steckverbinder für gedruckte Schaltungen, Rückplatten und Kabelanschluss; Rastermaß 2,54 mm (0,1 in) (IEC 60603-9)
  - Teil 10 Indirekte Steckverbinder für gedruckte Schaltungen mit Raster 2,54 mm (0,1 in), invertierte Bauform (IEC 60603-10)
  - Teil 12 Bauartspezifikation für Maße, allgemeine Anforderungen und Prüfungen für eine Reihe von Fassungen zur Aufnahme von integrierten Schaltungen (IEC 60603-12)
  - Teil 13 Bauartspezifikation für qualitätsbewertete indirekte Steckverbinder für gedruckte Schaltungen mit Raster 2,54 mm (0,1 in), mit freiem Steckverbinder für Schneidklemmenanschluss (ID) (IEC 60603-13)
  - Teil 14 Bauartspezifikation für Rundsteckverbinder für niederfrequente Audio- und Video-Anwendungen wie bei Audio-, Video- und audiovisuellen Geräten (IEC 60603-14)
- DIN EN 60617 Graphische Symbole für Schaltpläne
- DIN EN 60662 Natriumdampf-Hochdrucklampen (IEC 60662)
- DIN EN 60721 Klassifizierung von Umweltbedingungen
  - Teil 1 Vorzugswerte für Einflußgrößen
  - Teil 3 Klassen von Umwelteinflußgrößen und deren Grenzwerte
    - Teil 3-0 Einführung
    - Teil 3-1 Langzeitlagerung
    - Teil 3-2 Transport
    - Teil 3-3 Ortsfester Einsatz, wettergeschützt
    - Teil 3-4 Ortsfester Einsatz, nicht wettergeschützt
    - Teil 3-5 Einsatz an und in Landfahrzeugen
    - Teil 3-6 Einsatz auf Schiffen
    - Teil 3-7 Ortsveränderlicher Einsatz
    - Teil 3-9 Mikroklimate innerhalb von Erzeugnissen
- DIN EN 60730 Automatische elektrische Regel- und Steuergeräte für den Hausgebrauch und ähnliche Anwendungen (VDE 0631)
  - Teil 1 Allgemeine Anforderungen
  - Teil 2 Besondere Anforderungen (diverse Normen)
- DIN EN 60751 DIN EN IEC 60751 Industrielle Platin-Widerstandsthermometer und Platin-Temperatursensoren
- DIN EN 60825 Sicherheit von Lasereinrichtungen
  - Beiblatt 1 Nationaler Wortlaut der Hinweisschilder für Laserstrahlung
  - Beiblatt 9 Zusammenstellung der maximal zulässigen Bestrahlung durch inkohärente optische Strahlung
  - Beiblatt 10 Anwendungs-Richtlinien und erläuternde Anmerkungen zu IEC 60825-1
  - Beiblatt 14: Ein Leitfaden für Benutzer
  - Teil 1 Klassifizierung von Anlagen und Anforderungen
  - Teil 2 Sicherheit von Lichtwellenleiter-Kommunikationssystemen (LWLKS)
  - Teil 2 Beiblatt 1 Sicherheit von Lichtwellenleiter-Kommunikationssystemen (LWLKS), Auslegungsblatt 1
  - Teil 4 Laserschutzwände
  - Teil 12 Sicherheit von optischen Freiraumkommunikationssystemen für die Informationsübertragung
- DIN EN 60848 GRAFCET Spezifikationssprache für Funktionspläne der Ablaufsteuerung
- DIN EN 60870 Fernwirkeinrichtungen und -systeme (IEC 60870)
  - Teil 1 Allgemeine Betrachtungen, Fachbericht
  - Teil 2 Betriebsbedingungen
  - Teil 3 Schnittstellen (Elektrische Merkmale)
  - Teil 4 Anforderungen an die Leistungsmerkmale
  - Teil 5 Übertragungsprotokolle
  - Teil 6 Fernwirkprotokolle
- DIN EN 60901 Einseitig gesockelte Leuchtstofflampen – Anforderungen an die Arbeitsweise (IEC 60901)
- DIN EN 60921; VDE 0712-11 Vorschaltgeräte für röhrenförmige Leuchtstofflampen – Anforderungen an die Arbeitsweise (IEC 60921)
- DIN EN 60923 VDE 0712-13 Geräte für Lampen – Vorschaltgeräte für Entladungslampen (ausgenommen röhrenförmige Leuchtstofflampen) – Anforderungen an die Arbeitsweise (IEC 60923)
- DIN EN 60925; VDE 0712-21 Gleichstromversorgte elektronische Vorschaltgeräte für röhrenförmige Leuchtstofflampen – Anforderungen an die Arbeitsweise (IEC 60925)
- DIN EN 60927; VDE 0712-15 Geräte für Lampen – Startgeräte (andere als Glimmstarter) – Anforderungen an die Arbeitsweise (IEC 60927)
- DIN EN 60929; VDE 0712-23 Wechselstromversorgte elektronische Vorschaltgeräte für röhrenförmige Leuchtstofflampen – Anforderungen an die Arbeitsweise (IEC 60929)
- DIN EN 60947 Niederspannungsschaltgeräte
- DIN EN 60968; VDE 0715-6:2000-04 Lampen mit eingebautem Vorschaltgerät für Allgemeinbeleuchtung – Sicherheitsanforderungen (IEC 60968)
- DIN EN 60969 Lampen mit eingebautem Vorschaltgerät für Allgemeinbeleuchtung – Anforderungen an die Arbeitsweise (IEC 60969)
- DIN EN 61000 EMV Elektromagnetische Verträglichkeit
  - Teil 1 Übersicht über die Reihe IEC 61000-4
  - Teil 2 Prüfung der Störfestigkeit gegen die Entladung statischer Elektrizität
  - Teil 3 Prüfung der Störfestigkeit gegen hochfrequente elektromagnetische Felder
  - Teil 4 Prüfung der Störfestigkeit gegen schnelle transiente elektrische Störgrößen/Bursts
  - Teil 5 Prüfung der Störfestigkeit gegen Stoßspannungen
  - Teil 6 Störfestigkeit gegen leitungsgeführte Störgrößen, induziert durch hochfrequente Felder
  - Teil 7 Allgemeiner Leitfaden für Verfahren und Geräte zur Messung von Oberschwingungen und Zwischenharmonischen in Stromversorgungsnetzen und angeschlossenen Geräten
  - Teil 8 Prüfung der Störfestigkeit gegen Magnetfelder mit energietechnischen Frequenzen
  - Teil 9 Prüfung der Störfestigkeit gegen impulsförmige Magnetfelder
  - Teil 10 Prüfung der Störfestigkeit gegen gedämpfte schwingende Magnetfelder
  - Teil 11 Prüfung der Störfestigkeit gegen Spannungseinbrüche, Kurzzeitunterbrechungen und Spannungsschwankungen
  - Teil 12 Prüfung der Störfestigkeit gegen gedämpfte Sinusschwingungen
  - Teil 13 Prüfung der Störfestigkeit am Wechselstrom-Netzanschluss gegen Oberschwingungen und Zwischenharmonische einschließlich leitungsgeführter Störgrößen aus der Signalübertragung auf elektrischen Niederspannungsnetzen
  - Teil 14 Prüfung der Störfestigkeit gegen Spannungsschwankungen
  - Teil 15 Flickermeter – Funktionsbeschreibung uns Auslegungsspezifikation
  - Teil 16 Prüfung der Störfestigkeit gegen leitungsgeführte, asymmetrische Störgrößen im Frequenzbereich von 0 Hz bis 150 kHz
  - Teil 17 Prüfung der Störfestigkeit gegen Wechselanteile der Spannung an Gleichstrom-Netzanschlüssen
  - Teil 18 Prüfung der Störfestigkeit gegen schwingende Wellen
  - Teil 20 Messung der Störaussendung und Störfestigkeit in transversal-elektromagnetischen Wellenleitern
  - Teil 21 Verfahren für die Prüfung in der Modenverwirbelungskammer
  - Teil 23 Prüfverfahren für Geräte zum Schutz gegen HEMP und andere gestrahlte Störgrößen
  - Teil 24 Prüfverfahren für Einrichtungen zum Schutz gegen leitungsgeführte HEMP-Störgrößen – EMV-Grundnorm
  - Teil 25 Prüfung der Störfestigkeit von Einrichtungen und Systemen gegen HEMP-Störgrößen
  - Teil 27 Prüfung der Störfestigkeit gegen Unsymmetrie der Versorgungsspannung
  - Teil 28 Prüfung der Störfestigkeit gegen Schwankungen der energietechnischen Frequenz
  - Teil 29 Prüfung der Störfestigkeit gegen Spannungseinbrüche, Kurzzeitunterbechungen und Spannungsschwankungen an Gleichstrom-Netzeingängen
  - Teil 30 Verfahren zur Messung der Spannungsqualität
  - Teil 33 Prüfung der Störfestigkeit von Geräten und Einrichtungen mit einem Eingangsstrom >16 A je Leiter gegen Spannungseinbrüche, Kurzzeitunterbrechungen und Spannungsschwankungen
- DIN EN 61010 Sicherheitsbestimmungen für elektrische Mess-, Steuer-, Regel- und Laborgeräte (VDE 0411)
  - Teil 1 Allgemeine Anforderungen
  - Teil 2-010 Besondere Anforderungen an Laborgeräte für das Erhitzen von Stoffen
  - Teil 2-020 Besondere Anforderungen an Laborzentrifugen
  - Teil 2-032 Besondere Anforderungen für handgehaltene und handbediente Stromsonden für elektrische Messungen
  - Teil 2-040 Besondere Anforderungen an Sterilisatoren und Reinigungs-Desinfektionsgeräte für die Behandlung medizinischen Materials
  - Teil 2-051 Besondere Anforderungen an Laborgeräte zum Mischen und Rühren
  - Teil 2-061 Besondere Anforderungen an Labor-Atomspektrometer mit thermischer Atomisierung und Ionisation
  - Teil 2-081 Besondere Anforderungen an automatische und semiautomatische Laborgeräte für Analysen und andere Zwecke
  - Teil 2-101 Besondere Anforderungen an In-vitro-Diagnostik-(IVD-)Medizingeräte
  - Teil 031 Sicherheitsbestimmungen für handgehaltenes Messzubehör zum Messen und Prüfen
- DIN EN 61048 (VDE 0560-61) Geräte für Lampen – Kondensatoren für Leuchtstofflampen- und andere Entladungslampenkreise – Allgemeine Anforderungen und Sicherheitsanforderungen (IEC 61048)
- DIN EN 61049; VDE 0560-62 Kondensatoren für Entladungslampen-Anlagen, insbesondere Leuchtstofflampen-Anlagen; Leistungsanforderungen (IEC 61049)
- DIN EN 61131 Speicherprogrammierbare Steuerungen (SPS)
  - Teil 1 Allgemeine Informationen (IEC 61131-1)
  - Teil 2 Betriebsmittelanforderungen und Prüfungen (IEC 61131-2)
  - Teil 3 Programmiersprachen (IEC 61131-3)
  - Teil 5 Kommunikation (IEC 61131-5)
  - Teil 7 Fuzzy-Control-Programmierung (IEC 61131-7)
- DIN EN 61140 (VDE 0140-1) Schutz gegen elektrischen Schlag – Gemeinsame Anforderungen für Anlagen und Betriebsmittel (IEC 61140)
- DIN EN 61167 Halogen-Metalldampflampen (IEC 61167)
- DIN EN 61195; VDE 0715-8 Zweiseitig gesockelte Leuchtstofflampen – Sicherheitsanforderungen (IEC 61195)
- DIN EN 61199; VDE 0715-9 Einseitig gesockelte Leuchtstofflampen – Sicherheitsanforderungen (IEC 61199)
- DIN EN 61228 UV-Leuchtstofflampen für Bräunungszwecke – Verfahren zur Messung und Beschreibung (IEC 61228)
- DIN EN 61305 Hi-Fi-Geräte und -Anlagen für den Heimgebrauch – Verfahren zur Messung und Angabe der Leistungskennwerte
  - Teil 1 Allgemeines
  - Teil 2 FM-Rundfunk-Empfangsteile
  - Teil 3 Verstärker
  - Teil 5 Lautsprecher
  - Teil 5 Beiblatt 1 Hörprüfungen für Lautsprecher – Einzelprüfverfahren und Paarvergleich
- DIN EN 61326 Elektrische Mess-, Steuer, Regel- und Laborgeräte EMV Anforderungen
  - Teil 1 Allgemeine Anforderungen
  - Teil 2-1 Besondere Anforderungen - Prüfanordnung, Betriebsbedingungen und Leistungsmerkmale für empfindliche Prüf- und Messgeräte für Anwendungen ohne EMV-Schutzmaßnahmen
  - Teil 2-2 Besondere Anforderungen - Prüfanordnung, Betriebsbedingungen und Leistungsmerkmale für ortsveränderliche Prüf-, Mess- und Überwachungsgeräte für den Gebrauch in Niederspannungs-Stromversorgungsnetzen
  - Teil 2-3 Besondere Anforderung Messgrößenumformer mit integrierter oder abgesetzter Signalaufbereitung
  - Teil 2-4 Besondere Anforderungen - Prüfanordnung, Betriebsbedingungen und Leistungsmerkmale für Isolationsüberwachungsgeräte
  - Teil 2-5 Besondere Anforderungen - Prüfanordnungen, Betriebsbedingungen und Leistungsmerkmale für Feldgeräte mit Feldbus-Schnittstellen
  - Teil 2-6 Besondere Anforderungen - Medizinische In-vitro-Diagnosegeräte (IVD)
  - Teil 3-1 Störfestigkeitsanforderungen für sicherheitsbezogene Systeme und für Geräte, die für sicherheitsbezogene Funktionen vorgesehen sind (Funktionale Sicherheit) - Allgemeine industrielle Anwendungen
  - Teil 3-2 Störfestigkeitsanforderungen für sicherheitsbezogene Systeme und für Geräte, die für sicherheitsbezogene Funktionen vorgesehen sind (Funktionale Sicherheit) - Industrielle Anwendungen in spezifizierter elektromagnetischer Umgebung
- DIN EN 61346 Industrielle Systeme, Anlagen und Ausrüstungen und Industrieprodukte – Strukturierungsprinzipien und Referenzkennzeichnung
  - Teil 1 Allgemeine Regeln
  - Teil 2 Klassifizierung von Objekten und Kodierung von Klassen
- DIN EN 61347 Geräte für Lampen
  - Teil 1 (VDE 0712-30) Allgemeine und Sicherheitsanforderungen (IEC 61347-1)
  - Teil 2 Besondere Anforderungen
    - Teil 2-1 (VDE 0712-31) Besondere Anforderungen an Startgeräte (andere als Glimmstarter) (IEC 61347-2-1)
    - Teil 2-2 (VDE 0712-32) Besondere Anforderungen an gleich- oder wechselstromversorgte elektronische Konverter für Glühlampen (IEC 61347-2)
    - Teil 2-3 (VDE 0712-33) Besondere Anforderungen an wechselstromversorgte elektronische Vorschaltgeräte für Leuchtstofflampen (IEC 61347-2-3)
    - Teil 2-4 (VDE 0712-34) Besondere Anforderungen an gleichstromversorgte elektronische Vorschaltgeräte für die Allgemeinbeleuchtung (IEC 61347-2-4)
    - Teil 2-5 (VDE 0712-35) Besondere Anforderungen an gleichstromversorgte elektronische Vorschaltgeräte für die Beleuchtung öffentlicher Verkehrsmittel (IEC 61347-2-5)
    - Teil 2-6 (VDE 0712-36) Besondere Anforderungen an gleichstromversorgte elektronische Vorschaltgeräte für die Beleuchtung von Luftfahrzeugen (IEC 61347-2-6)
    - Teil 2-7 (VDE 0712-37) Besondere Anforderungen an gleichstromversorgte elektronische Vorschaltgeräte für die Notbeleuchtung (IEC 61347-2-7)
    - Teil 2-8 (VDE 0712-38) Besondere Anforderungen an Vorschaltgeräte für Leuchtstofflampen (IEC 61347-2-8)
    - Teil 2-9 (VDE 0712-39) Besondere Anforderungen an Vorschaltgeräte für Entladungslampen (ausgenommen Leuchtstofflampen) (IEC 61347-2-9)
    - Teil 2-10 (VDE 0712-40) Besondere Anforderungen an elektronische Wechselrichter und Konverter für Hochfrequenzbetrieb von röhrenförmigen Kaltstart-Entladungslampen (Neonröhren) (IEC 61347-2-10)
    - Teil 2-11 (VDE 0712-41) Besondere Anforderungen für elektronische Module für Leuchten (IEC 61347-2-11)
    - Teil 2-12 (VDE 0712-42) Besondere Anforderungen an gleich- oder wechselstromversorgte elektronische Vorschaltgeräte für Entladungslampen (ausgenommen Leuchtstofflampen) (IEC 61347-2-12)
    - Teil 2-13 (VDE 0712-43) Besondere Anforderungen an gleich- oder wechselstromversorgte elektronische Betriebsgeräte für LED-Module (IEC 61347-2-13)
- DIN EN 61355 Klassifikation und Kennzeichnung von Dokumenten für Anlagen, Systeme und Einrichtungen
- DIN EN 61439 Niederspannungs-Schaltgerätekombinationen
  - Teil 1 Allgemeine Festlegungen
  - Teil 2 Energie-Schaltgerätekombinationen
  - Teil 3 Installationsverteiler für die Bedienung durch Laien (IVL)
  - Teil 4 Besondere Anforderungen für Baustromverteiler
  - Teil 5 Schaltgerätekombinationen in öffentlichen Energieverteilungsnetzen
  - Teil 6 Schienenverteilersysteme (busways)
- DIN EN 61499 Funktionsbausteine für industrielle Leitsysteme (IEC 61499)
  - Teil 1 Architektur
  - Teil 2 Anforderungen an Software-Werkzeuge
  - Teil 4 Regeln für normgerechte Profile
- DIN EN 61508 Funktionale Sicherheit sicherheitsbezogener elektrischer/elektronischer/programmierbar elektronischer Systeme (VDE 0803)
  - Teil 0 (VDE 0803 Beiblatt 1) Funktionale Sicherheit und die IEC 61508 (IEC/TR 61508-0)
  - Teil 1 (VDE 0803-1) Allgemeine Anforderungen (IEC 61508-1)
  - Teil 2 (VDE 0803-2) Anforderungen an sicherheitsbezogene elektrische/elektronische/programmierbare elektronische Systeme (IEC 61508-2)
  - Teil 3 (VDE 0803-3) Anforderungen an Software (IEC 61508-3)
  - Teil 4 (VDE 0803-4) Begriffe und Abkürzungen (IEC 61508-4)
  - Teil 5 (VDE 0803-5) Beispiele und Methoden für die Bestimmung von Sicherheits-Integritätsleveln (IEC 61508- 5)
  - Teil 6 (VDE 0803-6) Anwendungsrichtlinie für IEC 61508-2 und IEC 61508-3 (IEC 61508-6)
  - Teil 7 (VDE 0803-7) Anwendungshinweise über Verfahren und Maßnahmen (IEC 61508-7)
- DIN EN 61549; VDE 0715-12 Sonderlampen (IEC 61549)
- DIN EN 61672 Elektroakustik – Schallpegelmesser
  - Teil 1 Anforderungen (IEC 61672-1)
  - Teil 2 Baumusterprüfungen (IEC 61672)
  - Teil 3 Periodische Einzelprüfung (IEC 61672-3)
- DIN EN 61669 Elektroakustik – Geräte zur Messung der Kenndaten von Hörgeräten am menschlichen Ohr (IEC 61669:2001)
- DIN EN 61724 Überwachung des Betriebsverhaltens photovoltaischer Systeme – Leitfaden für Messen, Datenaustausch und Analyse (IEC 61724:1998)
- DIN EN 61725 Analytische Darstellung für solare Tagesstrahlungsprofile (IEC 61725:1997)
- DIN EN 61800 Drehzahlveränderbare elektrische Antriebe
  - Teil 1 (VDE 0160 Teil 101) Allgemeine Anforderungen - Festlegung für die Bemessung von Niederspannungs-Gleichstrom-Antriebssystemen – (IEC 61800-1)
  - Teil 2 (VDE 0160 Teil 102) Allgemeine Anforderungen - Festlegung für die Bemessung von Niederspannungs-Gleichstrom-Antriebssystemen mit einstellbarer Frequenz – (IEC 61800-2)
  - Teil 3 (VDE 0160 Teil 103) EMV-Anforderungen einschließlich spezieller Prüfverfahren (IEC 61800-3)
  - Teil 4 (VDE 0160 Teil 104) Allgemeine Anforderungen; Festlegungen für die Bemessung von Wechselstrom-Antriebssystemen über 1 000 V AC und höchstens 35 kV (IEC 61800-4)
  - Teil 5-1 (VDE 0160 Teil 105) Anforderungen an die Sicherheit; Elektrische, thermische und energetische Anforderungen (IEC 61800-5-1)
- DIN EN 61850 Kommunikationsnetze und -systeme in Stationen (IEC 61850)
  - Beiblatt 1 Einführung und Übersicht
  - Teil 3 Allgemeine Anforderungen
  - Teil 4 System- und Projektverwaltung
  - Teil 5 Kommunikationsanforderungen für Funktionen und Gerätemodelle
  - Teil 6 Sprache für die Beschreibung der Konfiguration für die Kommunikation in Stationen mit intelligenten elektronischen Geräten (IED)
  - Teil 7 Grundlegende Kommunikationsstruktur für stations- und feldbezogene Ausrüstung
    - Teil 7-1 Grundsätze und Modelle
    - Teil 7-2 Abstrakte Schnittstelle für Kommunikationsdienste (ACSI)
    - Teil 7-3 Gemeinsame Datenklassen
    - Teil 7-4 Kompatible Logikknoten- und Datenklassen

  - Teil 7-410 Kommunikationsnetze und -systeme für die Automatisierung in der elektrischen Energieversorgung – Teil 7-410: Wasserkraftwerke – Kommunikation für Überwachung, Regelung und Steuerung (IEC 61850-7-410)
  - Teil 7-420 Kommunikationssysteme für verteilte Energieversorgung – Logische Knoten
  - Teil 8-1 Spezifische Abbildung von Kommunikationsdiensten (SCSM) – Abbildungen auf MMS (nach ISO 9506-1 und ISO 9506-2) und ISO/IEC 8802-3
  - Teil 9-1 Spezifische Abbildung von Kommunikationsdiensten (SCSM) – Abgetastete Werte über serielle Simplex-Mehrfach-Punkt-zu-Punkt-Verbindung
  - Teil 9-2 Spezifische Abbildung von Kommunikationsdiensten (SCSM) – Abgetastete Werte über ISO/IEC 8802-3
  - Teil 10 Konformitätsprüfung
- DIN EN 61920 Nichtleitungsgebundene Infrarot-Anwendungen (IEC 61920:2004)
- DIN EN 61947 Elektrische Projektion – Messung und Dokumentation wichtiger Leistungsmerkmale
  - Teil 1 Projektoren fester Auflösung
  - Teil 2 Projektoren variabler Auflösung
- DIN EN 61966 Multimediasysteme und -geräte – Farbmessung und Farbmanagement
  - Teil 2 Farbmanagement
    - Teil 2-1 Vorgabe-RGB-Farbraum, sRGB (IEC 61966-2-1)
    - Teil 2-2 Erweiterter RGB-Farbraum, scRGB (IEC 61966-2-2)
    - Teil 2-4 Erweiterter YCC-Farbraum für Videoanwendungen – xvYCC (IEC 61966-2-4)
    - Teil 2-5 Optionaler RGB-Farbraum – opRGB (IEC 61966-2-5)

  - Teil 3 Geräte mit Kathodenstrahlröhren (IEC 61966-3)
  - Teil 4 Geräte mit Flüssigkristallanzeigen (IEC 61966-4)
  - Teil 5 Geräte mit Plasma-Anzeigen (IEC 61966-5)
  - Teil 6 Elektronische Projektoren für Aufprojektion (IEC 61966-6)
  - Teil 7 Farbdrucker
    - Teil 7-1 Reflektierende Drucke – RGB-Eingänge (IEC 61966-7-1)

  - Teil 8 Multimedia-Farbscanner (IEC 61966-8)
  - Teil 9 Digitale Kameras (IEC 61966-9)
- DIN EN 61988 Plasmabildschirme
  - Teil 1 Terminologie und Buchstabensymbole (IEC 61988-1)
  - Teil 2 Messverfahren
    - Teil 2-1 Optisch (IEC 61988-2-1)
    - Teil 2-2 Opto-Elektrisch (IEC 61988-2-2)

  - Teil 3-1 Mechanische Schnittstelle (IEC 61988-3-1)
  - Teil 4 Umwelt-, Lebensdauer- und mechanische Prüfverfahren (IEC 61988-4)
- DIN EN 62031 (VDE 0715-5) LED-Module für Allgemeinbeleuchtung – Sicherheitsanforderungen (IEC 62031)
- DIN EN 62034 (VDE 0711-400) Automatische Prüfsysteme für batteriebetriebene Sicherheitsbeleuchtung für Rettungswege (IEC 62034)
- DIN EN 62035; VDE 0715-10 Entladungslampen (ausgenommen Leuchtstofflampen) – Sicherheitsanforderungen (IEC 62035)
- DIN EN 62079 Erstellen von Anleitungen – Gliederung, Inhalt und Darstellung (zurückgezogen und ersetzt durch EN 82079)
- DIN EN 62106 Spezifikation des Radio-Daten-Systems (RDS)
- DIN EN 62264 Integration von Unternehmens-EDV und Leitsystemen
  - Teil 1 Modelle und Terminologie (Norm-Entwurf DIN IEC 62264-1)
  - Teil 2 Attribute des Objektmodells (Norm-Entwurf DIN IEC 62264-2)
  - Teil 3 Aktivitätsmodelle für das operative Produktionsmanagement
- DIN EN 62304 Medizingeräte-Software – Software-Lebenszyklus-Prozesse
- DIN EN 62563 Medizinische Elektrische Geräte – Medizinische Bildwiedergabesysteme
  - Teil 1 Bewertungsmethoden (IEC 62563-1:2009)
- DIN EN 80000, teilweise DIN EN ISO 80000 Größen und Einheiten
  - Teile 1 bis 13
- DIN EN 80601 Medizinische elektrische Geräte, Sicherheit
- DIN EN 82045 Dokumentenmanagement
  - Teil 1 Prinzipien und Methoden (IEC 82045-1:2001)
  - Teil 2 Metadaten und Informationsreferenzmodelle (IEC 82045-2:2004)
- DIN EN 82079 Erstellen von Anleitungen – Gliederung, Inhalt und Darstellung
- DIN EN 88528 Stromerzeugungsaggregate mit Hubkolben-Verbrennungsmotoren
  - Teil 11 Dynamische, unterbrechungsfreie Stromversorgung – Leistungsanforderungen und Prüfverfahren

## DIN EN ab 100000
- DIN EN 100012 Grundspezifikation: Röntgendurchleuchtung von Bauelementen der Elektronik
- DIN EN 300366 Private diensteintegrierende Netze (PISN) – Zeichengabe zwischen Telekommunikationsanlagen – Dienstmerkmale „Rückruf“
- DIN EN 383001 Telekommunikation und Internet zusammenführende Dienste und Protokolle für fortschrittliche Netze (TISPAN) – Zusammenwirken zwischen Sitzungseinleitungsprotokoll (SIP) und übermittlungsunabhängigem Verbindungssteuerungsprotokoll (BICC) oder ISDN-Anwenderteil (ISUP)